# Mănăstirea Cetățuia din Iași
Mănăstirea Cetățuia din Iași este o mănăstire ortodoxă de călugări, ctitorită în secolul al XVII-lea de voievodul Gheorghe Duca (1665-1666, 1668-1672 și 1678-1683). Așezată pe un deal înalt din partea de sud a Iașului, de unde se poate vedea o frumoasa panoramă a orașului, Mănăstirea Cetățuia domină peisajul prin silueta sa zveltă, străjuită de un turn impozant și împrejmuită cu un zid de piatră măcinat de vreme.
Ea a fost construită de la început ca un complex fortificat medieval capabil să ofere domnitorului și boierilor un reazem pentru o rezistență înarmată împotriva invadatorilor. Aici a funcționat o tiparniță cu litere grecești, adusă de la Veneția. Ajunsă o ruină la sfârșitul secolului al XIX-lea, mănăstirea a fost restaurată în perioada interbelică la inițiativa istoricului Nicolae Iorga.
Ansamblul Mănăstirii Cetățuia a fost inclus pe Lista monumentelor istorice din județul Iași din anul 2015, având codul de clasificare IS-II-a-A-03806 și fiind alcătuit din următoarele 6 obiective:
- Biserica „Sf. Apostoli Petru și Pavel” - datând din perioada 1669-1672, având codul IS-II-m-A-03806.01
- Sala Gotică - datând din perioada 1669-1672, având codul IS-II-m-A-03806.02
- Casa Domnească - datând din perioada 1669-1672, având codul IS-II-m-A-03806.03
- Corpul de chilii - datând din anul 1928, având codul IS-II-m-A-03806.04
- Turnul clopotniță - datând din anul 1670, având codul IS-II-m-A-03806.05
- Zidul de incintă - datând din anul 1670, având codul IS-II-m-A-03806.06.[2]

## Istoricul mănăstirii

### Fondarea
Înainte vreme, pe dealul Cetățuia ce domină partea de sud a Iașului se aflau vii, grădini, livezi sau pădure. În vara anului 1666, domnitorul Gheorghe Duca al Moldovei (1665-1666, 1668-1672 și 1678-1683) a cumpărat acolo, de la mai mulți proprietari, o întinsă podgorie, cu intenția probabilă de a înălța o mănăstire. Fiind mazilit la scurtă vreme se pare că planurile sale au rămas neterminate.
În toamna anului 1668, după revenirea sa pe tron, s-a început construirea unei mănăstiri fortificate ce trebuia să îndeplinească și rolul de cetate de apărare în cazul unor invazii ale Moldovei. Începerea construcției este menționată de Ion Neculce în cronica sa, unde a scris: „Viindu Duca-vodă cu a dooa domnie în țară, arătă-să la hire mai aspru decât cum era cu domnia dintăiu. Și și începu a zâdi mănăstirea Cetățuia, că era țara plină de oameni și cu hrană și agonisită bună”.
Ritmul construcției a fost unul foarte alert, în primăvara anului 1669 fiind aproape terminate zidurile bisericii și, după cum reiese din scrisorile domnești pe care le primiseră împuterniciții domnitorului, se căuta achiziționarea de material pentru acoperiș. Într-o scrisoare, stolnicul Nacu, vornicul de Câmpulung și ispravnicul însărcinat de Duca Vodă pentru a conduce lucrările de la Cetățuia, îi cerea birăului orașului Bistrița să-i trimită cât mai curând comanda de 100.000 de cuie „de draniță și de șindrilă”. Lucrările s-au făcut probabil de către meșteri moldoveni. În același timp, se comandau la Brașov și Danzig clopote care urmau să fie amplasate în masivul turn clopotniță de la intrarea în mănăstire.
După cum susțin unii cercetători, lucrările de construcție au fost realizate sub conducerea lui Grigore Cornescu, un talentat sculptor și pictor, descris de Ion Neculce ca fiind ”un nemiș din ținutul Hotinului, (...) ce era foarte meșter de scrisori și de săpături la pietre și la alte lucruri”. El este meșterul trimis de Duca Vodă în 1671 pentru a executa în ceară, pentru sultanul Mehmed al IV-lea, macheta Cetății Camenița, pentru ca generalii turci să o analizeze și să vadă ce puncte slabe are. Tot el a lucrat și la restaurarea bisericii de la Mănăstirea Curtea de Argeș (în 1679), ctitorită de Neagoe Basarab.

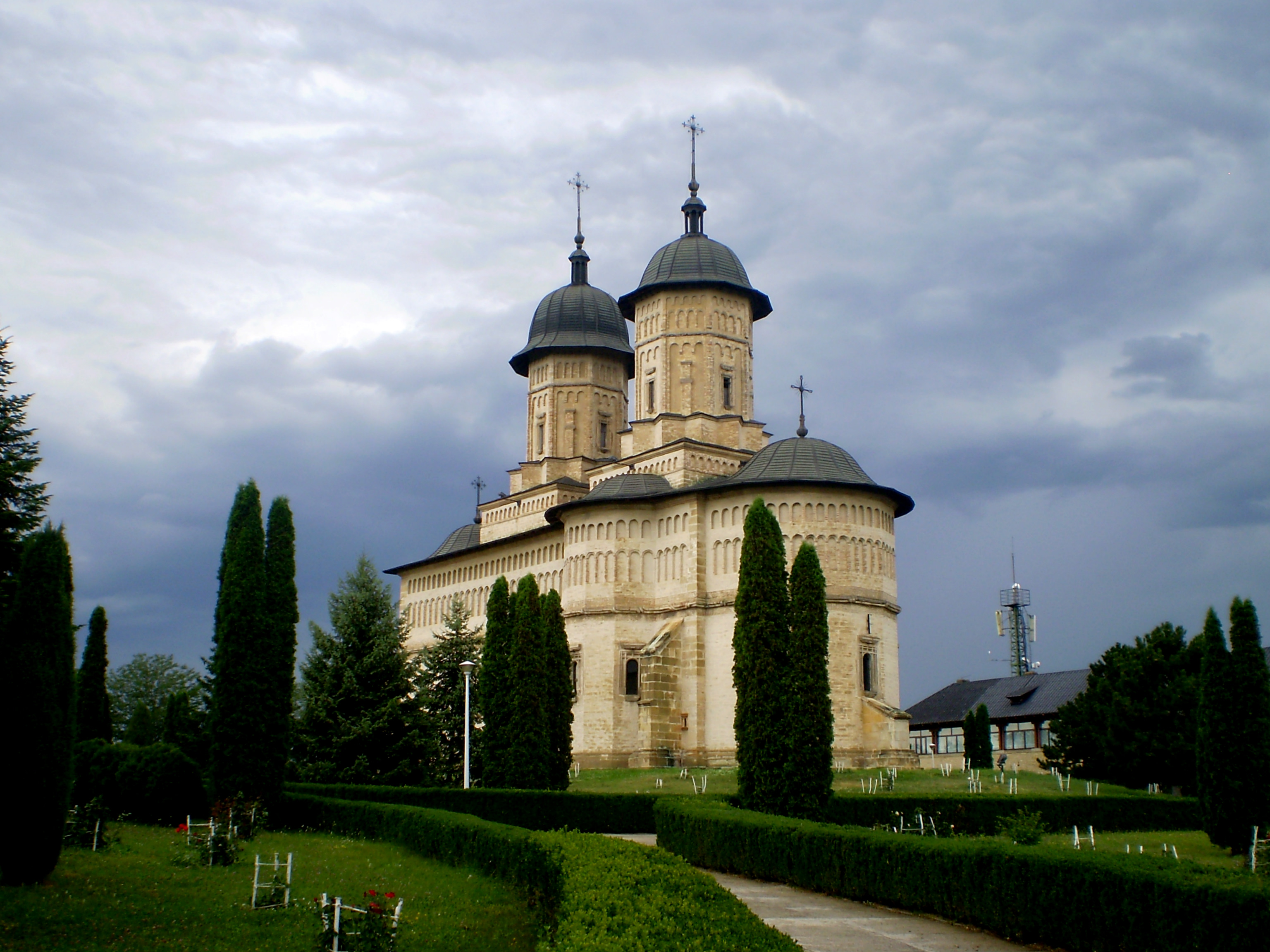
Biserica Mănăstirii Cetățuia

După cum reiese din alte documente și din pisania amplasată pe turnul clopotniță, la 10 iunie 1670 se finalizase deja construcția zidurilor incintei, a bastioanelor și a turnului clopotniță. Cu toate acestea, sfințirea bisericii a avut loc abia în 1672, după pictarea bisericii și înzestrarea ei cu obiecte de cult.
Deasupra intrării în pronaos a fost pusă o placă cu următoarea pisanie în limba greacă:
„S-a ridicat acest dumnezeiesc locaș, cu hramul Sfinților vestiți și pretutindeni lăudați și înaintemergători Apostoli Petru și Pavel de către iubitorul de Dumnezeu și strălucitul Domn Io Duca Voievod al întregii Moldove, spre mântuirea sufletului său, fiind Patriarh al sfintei cetăți a Ierusalimului Domn Domn Dosithei și păstorind Preasfințitul Mitropolit al Moldo-Vlahiei Domn Domn Dosoftei, în anul de la zidirea lumii 7180, iar al întrupării 1672.”
Mănăstirea a fost închinată Patriarhiei Ierusalimului încă din anul 1670, când nici nu fusese încă terminată. În 1672, domnitorul Gheorghe Duca a înmormântat în noua biserică pe una din fiicele sale, Maria.
Domnitorul Gheorghe Duca și urmașii acestuia pe tronul Moldovei au înzestrat mănăstirea cu mai multe moșii, printre care s-au aflat următoarele: Andrieșeni, Frăsuleni, Moreni, Ruseni, Valea Adâncă, Valea Cozmoaei și Tabăra (jud. Iași), Corni și Siliștea-Băbiceni (jud. Vaslui), o parte din moșia Belcești (jud. Neamț), Fântâna Gerului, Stoicani, Tatarca, Tulucești și o parte din moșia Șendreni (jud. Covurlui), plus veniturile a peste 200 de clădiri din Iași.
Sosit în Moldova în persoană pentru războiul împotriva Regatului Poloniei, sultanul Mehmed al IV-lea (1648-1687) a urcat la 10 iunie 1672 la Cetățuia, împreună cu alaiul său. După relatarea cronicarului Ion Neculce, „și iar după acie au mai vinit împăratul în primblare și s-au suit în deal la mănăstire la Cetățuie de au vădzut-o și prăvind locul în toate părțile”. Sultanul a fost uimit de măreția construcției. Conform legendei, el i-ar fi întrebat pe sfetnici: „Cât a cheltuit ghiaurul cu această mănăstire?”, iar după primirea răspunsului că Duca a plătit 30 pungi de aur, sultanul s-a mirat afirmând că o asemenea construcție nu s-ar fi putut face cu mai puține de 100 de pungi de aur, „numai dacă a făcut-o cu nedreptăți și n-a plătit-o poate să o facă cu 30”. El a prevestit atunci că mănăstirea se va prăbuși în următorii 30 de ani ca urmare a faptului că a fost construită pe un teren instabil, dar prevestirea sa nu s-a adeverit. Totuși, pe la începutul secolului al XVIII-lea, zidul din partea de vest s-a prăbușit după ce s-a surpat o porțiune din deal. Plecând de la mențiunea că la asediul din 1717 austriecii nu au putut escalada zidurile mănăstirii, așteptând să le vină scări, după cum este scris în letopisețul lui Ion Neculce și în cronica tradusă de Alexandru Amiras, se poate deduce că zidul de vest nu se prăbușise încă.
În 1682, la sfatul patriarhului Dosithei Notaras, Duca Vodă a instalat în clădirile complexului mănăstiresc o tiparniță cu litere grecești, adusă de la Veneția. Aici au lucrat călugări români cunoscători ai limbii grecești, în frunte cu ieromonahul Mitrofan, ajuns apoi episcop de Huși. Tiparnița a funcționat aici o scurtă perioadă, ultima lucrare tipărită aici datând din anul 1698, când tiparnița a fost mutată la Mănăstirea Sfântul Sava din Iași. Această tipografie era la acea vreme singura de acest fel din întregul Orient.

### Loc de refugiu pentru domnitori
Având o incintă fortificată, Mănăstirea Cetățuia a servit, în mai multe rânduri, ca loc de refugiu al mai multor domnitori ai Moldovei.
După asedierea Vienei de către turci (1683), oștile poloneze au început să facă dese incursiuni în Moldova, ajungând uneori până la Iași. În timpul unei astfel de incursiuni, un detașament condus de Crupențchi (viitor mare jitnicer) a luat de pe șesul Bahluiului până și caii domniei. Rămas fără cai, domnitorul Constantin Cantemir (1685-1693) a fost nevoit să se retragă între zidurile Cetățuii. După cum scrie cronicarul Ion Neculce: „Și domnie în Iași, după ce i-au luat caii, nu putè șădèa, ce s-au mutat în Cetățuia. Că de nu s-ar hi mutat în Cetățue, când au bătut poghiiazul pe Velicico hatmanul la Copou, l-ar hii luat și pe dânsu din Iașii”.
Fiul său, domnitorul Dimitrie Cantemir (1693, 1710-1711), s-a refugiat și el în Cetățuia, când sultanul a declarat război Rusiei (1710). „Iară dupre aceia, Dumitrașco-vodă s-au mutat în Cetățuia, de șidea. Iar slujitorii ce avea șidea la corturi, unde sunt acum curțile domnești la Frumoasa. Țara să băjenisă dintr-aceia spaimă ce să făcusă. Boiarimea mai toți fugisă de pre lângă dânsul, de-l lăsasă sângur, socotind unii că să va mazili din pricina turcilor, alții socotiia că or veni moscalii și or luoa țara, și n-a mai fi Dumitrașco-vodă domnu stăpân.” Deoarece slujbașii domniei fugiseră cu banii, ostașii rămași în corturi s-au răzvrătit și au pornit către Cetățuia pentru a-și cere lefurile. Domnitorul a poruncit închiderea porților și cu lefegii rămași credincioși i-a silit pe răzvrătiți să se potolească.
Comandantul turc Mehmet iazagi efendi s-a dus la Cetățuia de mai multe ori, cerându-i domnitorului să se alătura armatei turcești, dar Cantemir a refuzat pe motiv că moldovenii s-ar răzvrăti. După cum spunea cronicarul Nicolae Costin, „Iară Mehmet iazagi efendi și alți turci ce-au fost mai fruntea, pricepând lucrurile, mers-au la Cetățue de atâte ori de au dzis lui Dumitrașco vodă în față, strigându, de vreme că nu purcede la oaste este hain. El punea pricină că să hăinește țara și n-are cu cine merge la oaste, și el va pune sangiacul împărătescu în sin și să va duce la vezirul.”
Domnitorul i-a scris feldmareșalului rus Boris Șeremetiev, cerându-i să-i trimită ajutor militar. Mareșalul rus l-a trimis la Iași pe generalul Kropotov cu 3.000 de soldați ruși și 500 de soldați moldoveni, ce slujeau la ruși. Atunci, domnitorul a ieșit din Cetățuia și a mers la râul Prut pentru a-l întâmpina pe Kropotov cu care a intrat la Iași.

### Asediul austriecilor (1717)

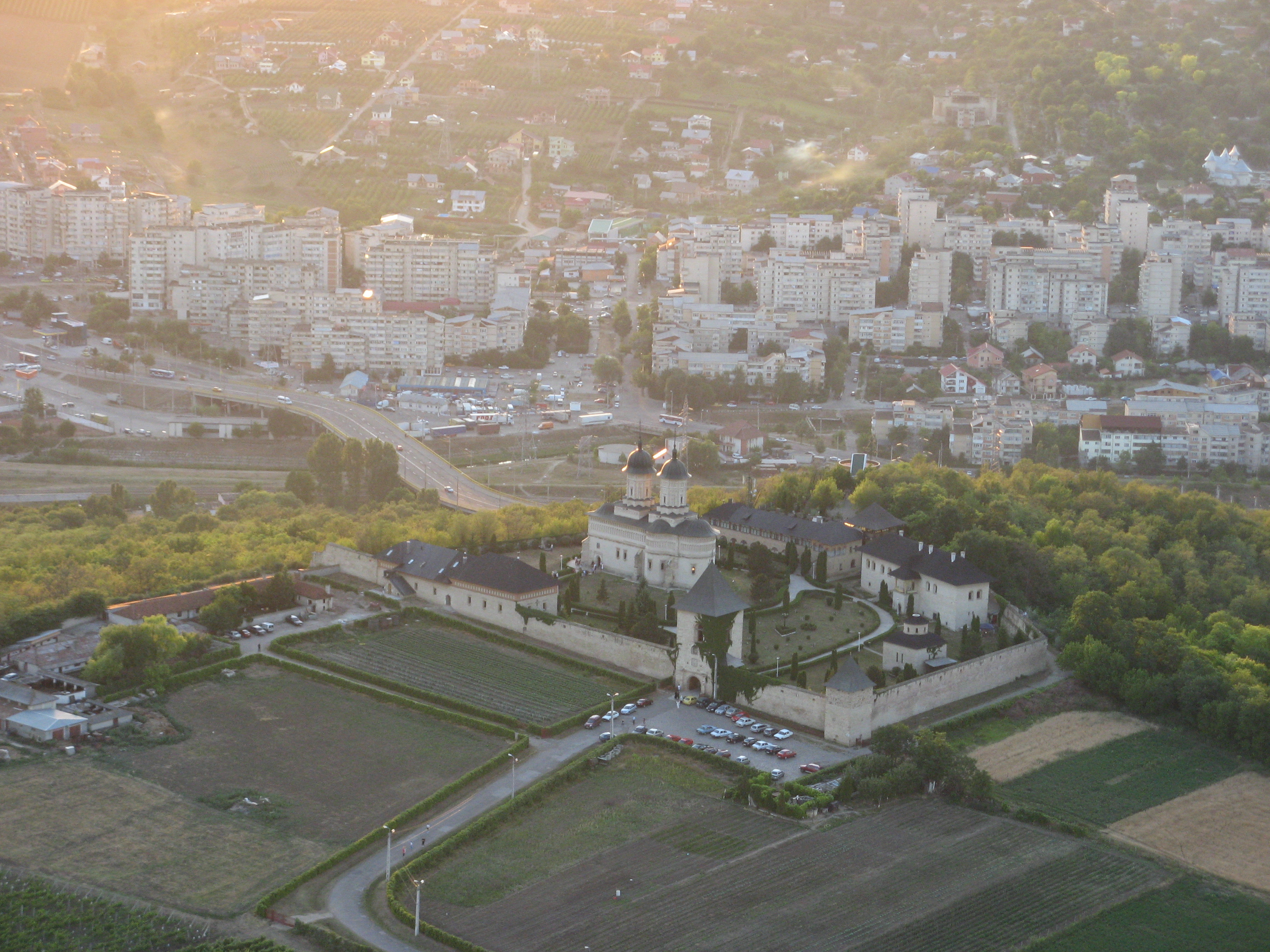
Vedere aeriană a mănăstirii.

În timpul războiului turco-austriac, izbucnit în 1716, armatele austriece ale împăratului Carol al VI-lea de Habsburg (1711-1740) au trecut în țările române, dorind să-și extindă stăpânirea. O oaste nemțească a invadat Țara Românească și l-a capturat pe domnitorul Nicolae Mavrocordat. Alte oști au pătruns în Moldova pe la Cașin, instalându-se în mănăstirile fortificate din Moldova și în Cetatea Neamțului. Unii boieri (printre care și Vasile Ceaurul) s-au alăturat austriecilor, promițându-le, în schimbul domniei, că le vor ceda întreg teritoriul Moldovei între Munții Carpați și râul Siret.
Domnitorul Mihai Racoviță, neavând bani să plătească mercenari și dispunând numai de o gardă de oameni credincioși, „și-i era cu frică și să mutasă în Cetățue; și mai nici în Cetățue nu mânea, ce mânea câte la un loc, de nu știe nime. Că și boiarii încă nu era drepți, ce mulți dintre dânșii să agiunsese cu cătanele.” Temându-se că nemții vor ataca și Iașul, domnitorul i-a trimis la tătari pe vel-banul Macriu și pe vel-vistiernicul Constantin Costachi pentru a obține un ajutor de vreo 2.000-3.000 de călăreți tătari. Au acceptat să vină mai mulți tătari decât ceruse domnitorul, cam 5.000-6.000 după cum relatează Neculce, iar vistiernicul Costachi i-a așezat în apropierea Mănăstirii Aroneanu și s-a dus să-l anunțe pe voievod.
În ianuarie 1717, pe o vreme foarte friguroasă, o oaste de 200 de soldați austrieci sub comanda căpitanului François (Ferencz) Ernau, originar din Lorena, împreună cu o oaste de adunătură formată din moldoveni sub conducerea sulgerului Gheorghieș Velicico din Câmpulung, s-a îndreptat spre Iași și a ucis pe drum pe toți străjerii puși de Mihai Racoviță. În dimineața zilei de 10 ianuarie, neștiind de incursiunea austriecilor, domnitorul coborâse din mănăstire și nu s-a întâlnit cu vistiernicul Costachi care se dusese la Cetățuia să-l anunțe de sosirea tătarilor.
Intrarea austriecilor în oraș l-a surprins pe domnitor la Curtea domnească, iar acesta abia a avut timp să încalece cu câțiva curteni și să se refugieze la Cetățuia. În același timp, vistiernicul Costachi a fugit în sesul Bahluiului, în apropiere de Mănăstirea Balica.
Auzind de apropierea austriecilor, domnitorul Mihai Racoviță, împreună cu oastea sa, s-a retras la Mănăstirea Cetățuia. Pe după-amiază, trupele austriece se aflau în jurul Mănăstirii Cetățuia, după ce-și lăsaseră caii la poalele dealului. Acolo, ei așteptau să le sosească scările cerute pentru a escalada zidurile cetății. Ion Neculce relatează astfel acest moment: „Atuncea cătanele veniia. Frențe pre supt dial, cu vo 200 de nemți, iar Velicico, cu moldoveni și cu cătane lovis-înainte în târgu și slobodzisă și temnițile și cuprinsese și Cetățue; numai nu să putea lipi, că-i împroșca din Cetățue. Deci Frențe și cu cătanile au lăsat coșul în șes, unde iaste acmu hălășteul la Frumoasa; și după ce-au lăsat coșul, s-au suit la dial și căuta loitre și pripelece, ca să dea năvală să sae preste zâd. Și alerga unii și din târgu, de li aducea loitre.”
Zgomotele produse de împușcături și de tragerea clopotelor i-au alertat pe tătarii aflați în valea de la Aroneanu, care au început „a veni ca vântul”. Atacați de oștenii lui Mihai Racoviță veniți din oraș și, mai ales, de călăreții tătari conduși de Cantemir Mârza, austriecii au luptat cu dârzenie. Deși austriecii foloseau puști, iar tătarii foloseau săgețile și arcanele, în spatele austriecilor au ieșit ostașii aflați la Cetățuie purtând năframe albe la braț, pentru a se deosebi de cătanele moldovenești trădătoare. Terminându-li-se praful de pușcă, austriecii au început să fugă spre Mănăstirea Hlincea, pentru a-și scăpa viața. Au fost urmăriți de tătari și de moldoveni, fiind măcelăriți pe drum sau capturați, printre cei prinși aflându-se și căpitanul Ferencz.
A doua zi, domnitorul Mihai Racoviță a coborât de la Cetățuia la Curtea Domnească pentru a-i judeca pe trădători. Căpitanul Ferencz a fost adus de către tătari, legat cu o funie de gât, în fața domnitorului . La sfatul turcilor, el l-a răscumpărat pe Ferencz de la Cantemir Mârza, hanul tătarilor, cu 200 galbeni. După ce l-a lovit cu pumnii, domnitorul l-a dat pe căpitanul austriecilor pe mâna lui Ali Agca care l-a decapitat în fața porții de la Curtea Domnească, „ca să iee pildă și alții să nu mai vie la Moldova”. Trupul căpitanului a rămas acolo timp de câteva zile ca pildă și pentru alții. Domnul a ordonat ca moldovenii făcuți prizonieri cu această ocazie să fie spânzurați. Cadavrele celor uciși (în număr de 500-600) printre care se afla și cel al lui Ferencz au fost strânse lângă Fântâna Parasca, la drumul cel mare al Țarigradului, în preajma Cetățuiei. „Și mai pre urmă le-au strâns capetele tuturor, și trupurile, și au făcut o movilă și o cruce mare cu cerdac, ca să fie de pomenire acolo, la Parasca.” Domnitorul a pus să se scrie întreaga întâmplare pe acestă cruce, numită de popor Crucea lui Ferencz.
După acest eveniment, domnitorul Mihai Racoviță le-a dat călugărilor Mănăstirii Cetățuia mai multe scutiri de dări, în special cu privire la via de pe coasta dealului.

### Ruinarea mănăstirii

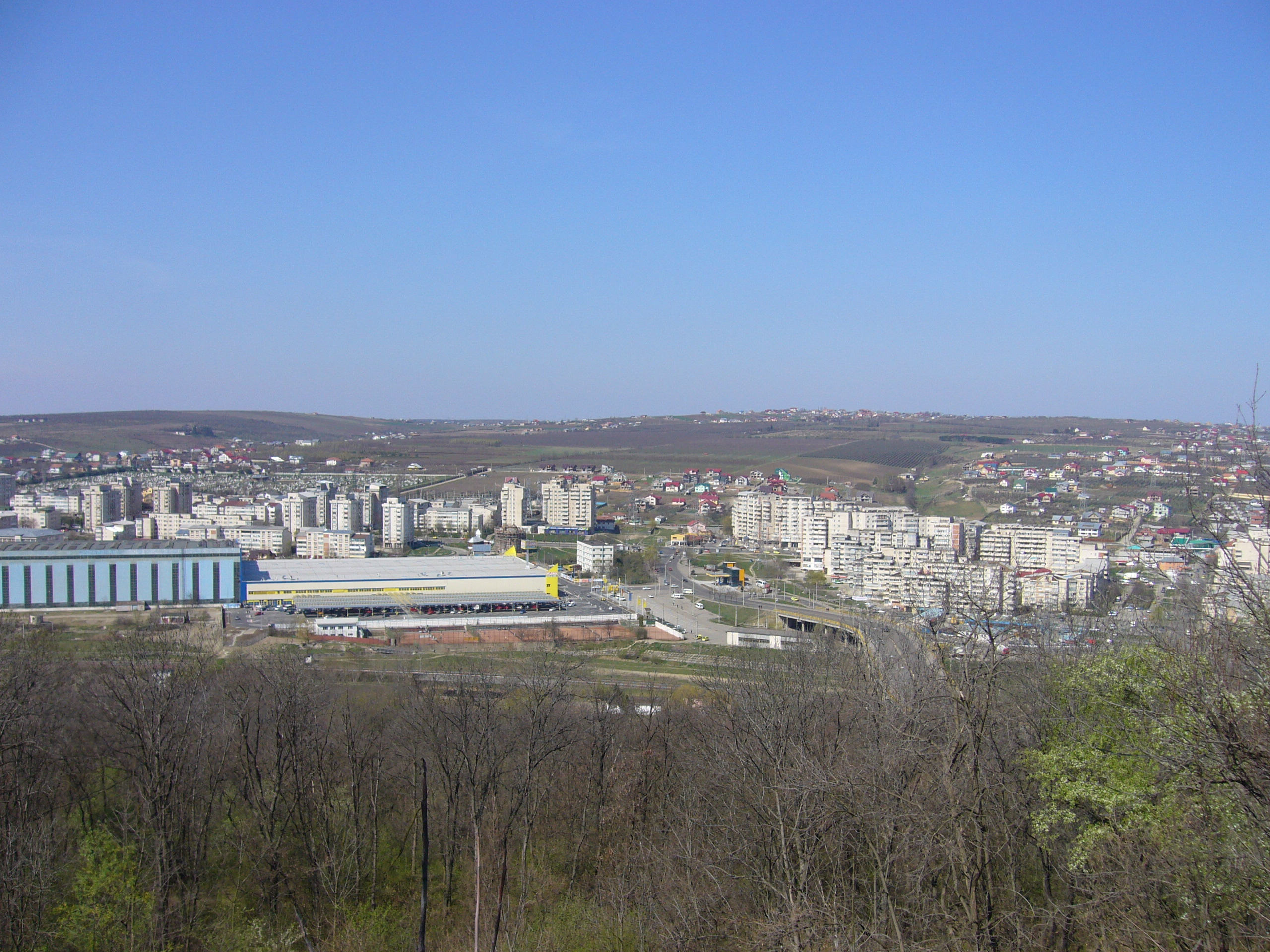
De pe înălțimile Cetățuii se poate vedea partea sudică a orașului (cartierul Nicolina).

După căderea zidului vestic la începutul secolului al XVIII-lea, domnitorul Grigore al II-lea Ghica (1726-1733, 1735-1739, 1739-1741, 1747-1748) a încercat să-l refacă în 1748 împreună cu „casele și orice va fi de trebuință mănăstirei ... ce căzuse de câtăva vreme prin pogorârea dealului”. Intenția sa nu a fost materializată, probabil din cauza faptului că domnitorul a fost transferat în aprilie 1748 ca domnitor în Țara Românească.
În următorii ani, Mănăstirea Cetățuia a fost folosită în anumite perioade ca depozit de grâne al oștilor turcești (1788) sau ca spital militar al armatelor rusești (1788-1792 și 1806-1812).
Cu timpul, Mănăstirea Cetățuia a început să se ruineze, efect al cutremurelor și al incendiilor, dar și al nepăsării egumenilor greci care au administrat-o. Ea a ars în anul 1822, când turcii au incendiat niște case din apropiere. Biserica a fost reparată în perioada 1827-1837, cu acest prilej fiind reîmprospătată pictura interioară.
În mai 1842, într-o scrisoare trimisă lui Vasile Alecsandri de scriitorul Alecu Russo, acesta din urmă o descria astfel: „o ruină care odinioară a fost palat domnesc, de pe o înălțime unde odinioară vegheau cete de ostași viteji, ținând ochii în calea tătarilor, și unde astăzi se îngrașă, dormind, câțiva călugări în compania buhnelor”. Scrisoarea respectivă a fost publicată de Alecsandri în 1874 în publicația "Columna lui Traian", nr. 1, în semn de protest față de nepăsarea contemporanilor cu privire la monumentele istorice ale țării.
În decembrie 1863, prin Legea secularizării averilor mănăstirești a domnitorului Alexandru Ioan Cuza (1859-1866), Mănăstirea Cetățuia a fost scoasă de sub tutela Patriarhiei Ierusalimului, iar călugării greci au plecat. Mult timp, Biserica Mănăstirii Cetățuia a fost filială a Parohiei Galata, aici slujind un preot o dată pe lună. În curtea bisericii, Ministerul Agriculturii și Domeniilor a înființat acolo o pepinieră de arbori și viță de vie americană.
Alți cronicari ai epocii care au vizitat Cetățuia au putut constata urmele ruinării acesteia. În jurul anului 1870, Vasile Alecsandri prognoza că „ruinele” de la Cetățuia „vor dispare poate cu totul”. Episcopul Melchisedec Ștefănescu care a trecut pe acolo în anul 1884 nu a găsit decât o curte presărată „cu pietre și plină de dudău”, încât îi era frică oricui a „umbla prin ea”, iar „casele egumenești se dărâmau”. În anul 1903, Nicolae Iorga scria că „Cetățuia ... era singură, pustie și, într-o seară” când s-a urcat „pe coasta rotunjită a muncelului”, a fost speriat de strigătul huhurezului care viețuia „sub bolțile pivnițelor părăsite”.

### Lucrări de restaurare
Mănăstirea ajunsese o ruină la sfârșitul secolului al XIX-lea, zidurile bisericii fiind măcinate de infiltrația apei pluviale, iar turla de pe naos era pe jumătate descoperită. Aceasta este starea în care o găsea arhitectul Constantin Băicoianu, sub coordonarea căruia s-au efectuat reparații la biserică în 1896. Noi lucrări de restaurare au fost efectuate în perioada 1910-1911, la inițiativa Comisiunii Monumentelor Istorice. În octombrie 1911, lucrările au fost finalizate, iar mănăstirea a putut fi vizitată de delegații universităților străine veniți la sărbătorirea semicentenarului Universității din Iași. În aceeași zi, aviatorul Aurel Vlaicu a zburat deasupra orașului Iași cu avionul construit de el, făcând mai multe virajuri în jurul dealului și Mănăstirii Cetățuia.
La 30 septembrie 1911 s-a pus piatra de temelie la chiliile călugărești de la Mănăstirea Cetățuia, în prezența familiei regale (Regele Carol I, Prințul Moștenitor Ferdinand ș.a.), a mitropolitului Pimen Georgescu al Moldovei, a unor membri ai guvernului și ai autorităților locale. Mitropolitul Pimen a adus aici călugări de la alte mănăstiri din Moldova și astfel mănăstirea s-a redeschis.
În timpul primului război mondial, clădirile din incinta mănăstirii au servit ca spital militar, aici fiind îngrijiți ostașii răniți. În anul 1930, la inițiativa lui Nicolae Iorga, președintele Comisiunii Monumentelor Istorice, au fost refăcute biserica și încăperile mănăstirii, după cum atestă o placă memorială amplasată pe clădirea Egumeniei.
Lucrări importante de restaurare s-au efectuat în perioada 1964-1971, în urma cărora turnul clopotniță și-a recăpătat forma sa originară, cuhnea, zidurile incintei și bastioanele au fost refăcute, iar palatul lui Duca Vodă a fost consolidat.
În restaurarea complexului monahal un merit deosebit l-a avut arhimandritul Mitrofan Băltuță (1927-1995), stareț timp de 25 ani al mănăstirii (1971-1995) și exarh al mănăstirilor din Arhiepiscopia Iașilor (1981-1995). În perioada stăreției sale, s-au efectuat lucrări de reînnoire ale bisericii (s-a refăcut acoperișul cu tablă de zinc, s-a pardosit interiorul cu marmură, s-a înnoit mobilierul, veșmintele, vasele de cult etc.), s-au refăcut casa domnească, stăreția, turnul-clopotniță, cuhnea, zidurile de incintă etc. În sala gotică s-a amenajat un paraclis. În afară de acestea, starețul Mitrofan a amenajat o modernă gospodărie anexă. Prin activitatea sa de înnoire și înfrumusețare a complexului mănăstiresc, el este socotit un mare ctitor restaurator al Mănăstirii Cetățuia.

## Biserica "Sf. Apostoli Petru și Pavel"

### Arhitectura bisericii

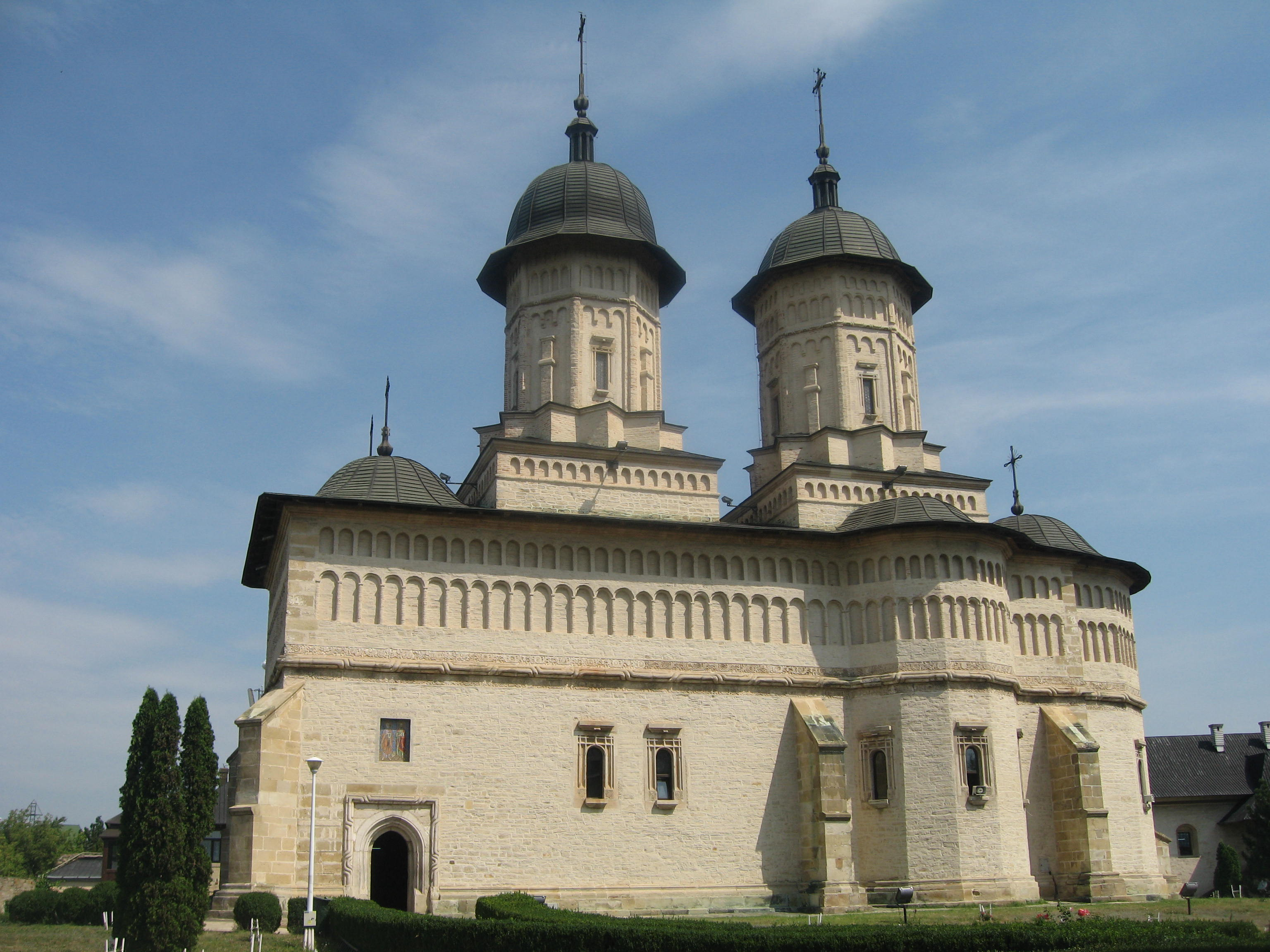
Biserica Mănăstirii Cetățuia

Biserica Mănăstirii Cetățuia, cu hramul Sf. Apostoli Petru și Pavel, este amplasată în mijlocul incintei. Ea a fost studiată îndeaproape, la începutul secolului al XX-lea, de arhitectul Gh. Lupu și de inginerul și istoricul Gheorghe Balș care au remarcat că această biserică este o copie simplificată a Bisericii Trei Ierarhi.
Biserica Mănăstirii Cetățuia este construită în plan triconc, cu absidele naosului și altarului semicirculare în interior și poligonale în exterior, fiecare absidă având câte trei ferestre. Edificiul este înconjurat de un brâu torsadă de piatră, încadrat de câte o friză ornată de frunze sculptate în relief. În registrul superior se află câte două rânduri de ocnițe, cele de sus fiind mai mici decât cele de jos. Zidurile exterioare sunt sprijinite de șapte contraforturi, care nu se înalță niciodată deasupra brâului median. Ușile și ferestrele sunt construite în stil gotic, cele mai mici fiind încadrate de o rețea de baghete încrucișate.
Biserica are două turle octogonale aflate deasupra pronaosului și naosului și construite pe două baze: prima pătrată și a doua stelată. Pe turle se află firide alungite, patru ferestre dreptunghiulare mici dispuse în cele patru puncte cardinale, patru contraforturi mici și trei rânduri de ocnițe (două deasupra arcadelor și unul la baza pătrată).
Interiorul lăcașului de cult este compartimentat în pridvor închis, pronaos, naos și altar. În pridvor se intra prin două uși laterale amplasate pe laturile de nord și de sud, având chenare dreptunghiulare și fiind împodobite cu muluri. Cea de pe latura nordică este în prezent zidită. În timpanul ușii, într-o cruce cu brațele egale și rotunjite, este sculptată stema Moldovei: capul de bour care susține o coroană ce este prevazută cu o cruce pe mijloc, având câte un leu de o parte și de alta. Pridvorul înalt, de formă dreptunghiulară și cu bolți sferice pe pandantivi, este luminat de două ferestre pe latura vestică. Între pridvor și pronaos se află un zid despărțitor având la mijloc o ușă cu chenar dreptunghiular, format în brâu torsadă. Zidul despărțitor dintre pronaos și naos a fost dărâmat, fiind înlocuit cu două coloane puternice de secțiune octogonală, cu capiteluri, sprijinind trei arcade.
În biserică s-au mai păstrat din vechiul mobilier doar strana domnească și cea arhierească, bogat decorate cu frunze, flori aurite și îngeri cu mâinile întinse.

### Iconografia
Ansamblul pictural al bisericii este de o mare valoare artistică. Biserica a fost pictată în 1673, în frescă, de meșteri aromâni, frații Mihai, Gheorghe și Dima din Ianina (Grecia), ajutați de zugravii români Nicolae "zugravul cel bătrân" și Ștefan care lucraseră și la pictarea Bisericii Trei Ierarhi.
Pictura originală nu s-a păstrat decât parțial, restul picturilor fiind modificări din secolul al XVIII-lea și din deceniul al patrulea al secolului al XIX-lea. Biserica a fost repictată în perioada 1827-1837 culoare peste culoare, inscripțiile icoanelor fiind în grecește, iar „zugravul însuș pare că ș'a ficsat chipul pe păreți, într'un costum greco-arnăuțesc”.
Picturile in pridvor s-au păstrat cel mai bine, remarcând aici "Arborele lui Iesei", "Judecata de apoi", "Scara lui Climax" și sfintele pictate în medalion.
În pronaos, pe peretele vestic, s-a păstrat tabloul votiv în care este reprezentată familia ctitorului: domnitorul Gheorghe Duca, Doamna Anastasia, Doamna Ecaterina (probabil soacra domnitorului), Constantin Duca (care va domni între anii 1693-1695 și 1700-1703), fiica sa Elena (viitoarea soție a cronicarului Nicolae Costin), fiica sa Maria, alături de un alt copil, al cărui nume nu se poate descifra. Ei sunt pictați în costume de ceremonial, brodate cu flori cu fire de aur și cu brandemburguri.
Sunt de remarcat și figurile sfinților pictați în picioare sub ferestrele din pronaos și naos, sfinți care au aureolele decorate în relief cu ornamente care diferă de la unul la altul.

### Necropola domnească

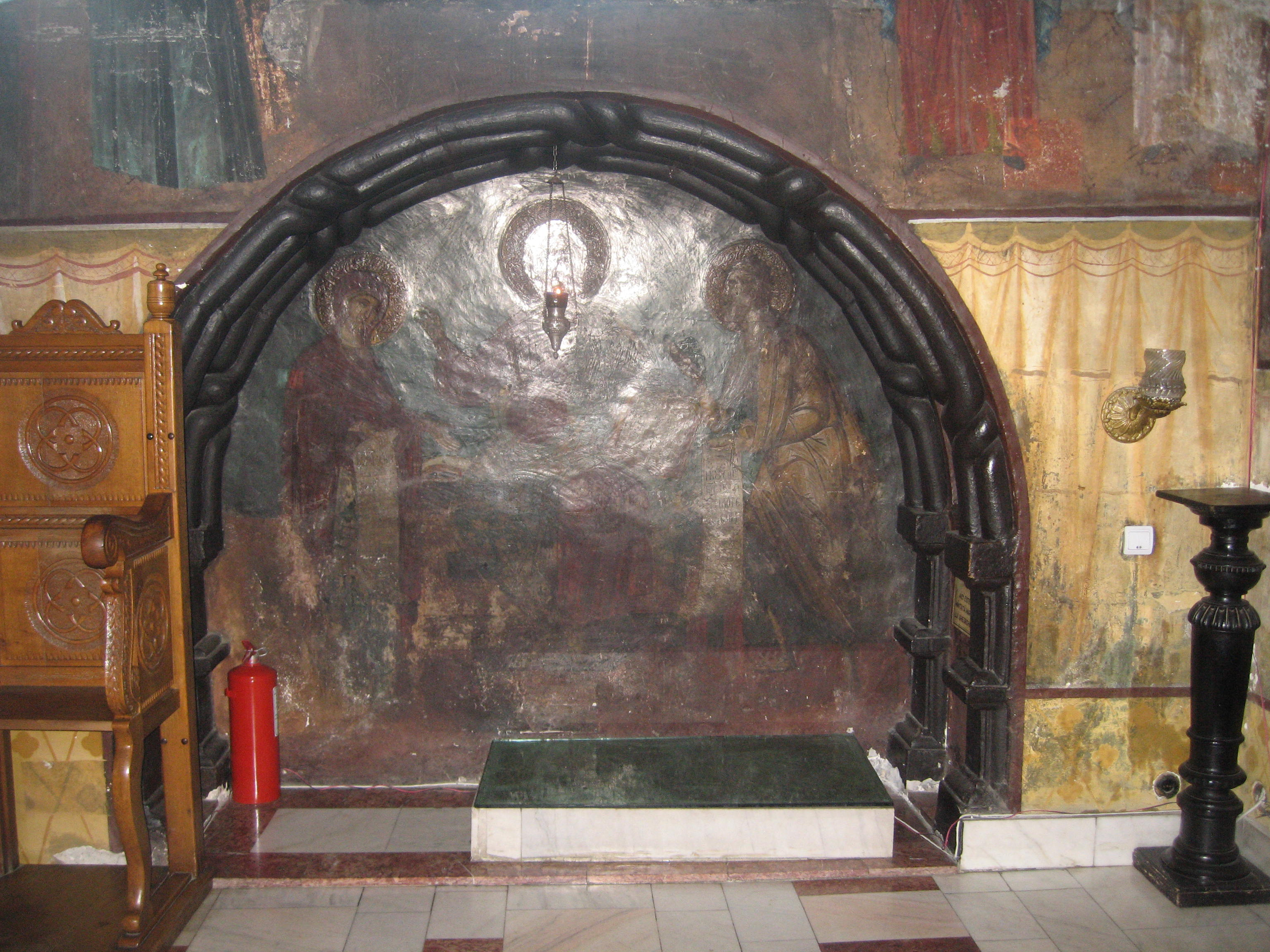
Nișa din partea sudică a pronaosului, unde se află mormântul lui Gheorghe Duca și a fiicei sale, Maria.

În pronaos se află două nișe, unde au fost înmormântate câte două persoane. În partea sudică a pronaosului se află nișa unde au fost înmormântați domnitorul Gheorghe Duca și fiica sa, Maria. Doamna Maria, fiica ctitorului, a fost îngropată acolo în anul 1672, pe lespedea sa funerară, mică și frumos sculptată, aflându-se următoarea inscripție în limba greacă: „Aici se odihnește Doamna Maria, fiica lui Io Duca Voievod, anul lui Hristos 1672 septembrie 13”.
În aceeași nișă, mai la vest, se află mormântul ctitorului, Gheorghe Duca (Duca Vodă cel Bătrân). Acesta a murit la 24 martie 1685 în orașul Liov (astăzi în Ucraina), unde fusese dus de poloni. În anul 1693, fiul său, Constantin Duca, voievod al Moldovei (1693-1695, 1700-1703), i-a adus osemintele în țară și i le-a îngropat în nișa din peretele sudic al bisericii Mănăstirii Cetățuia. Peste mormânt nu a fost pusă însă o piatră funerară. Mult timp s-a exprimat îndoiala că domnitorul a fost îngropat aici, din moment ce nu s-a pus nici o lespede pe mormânt, totuși cercetările arheologice din 1933 au confirmat existența unor rămășițe pământești aici.
În peretele nordic al pronaosului se află o altă nișă, care fusese pregătit probabil pentru Doamna Anastasia, soția ctitorului. Mormântul a rămas gol, Doamna Anastasia fiind înmormântată în Biserica Albă, care se afla pe locul unde este astăzi Catedrala Mitropolitană din Iași. Mai la sud, în aceeași nișă, au fost înmormântați fratele domnitorului, Saul și fiul său, Ioniță. Inscripția de pe lespedea funerară nu a putut fi descifrată în totalitate, pe ea fiind scris în limba greacă următorul text: „Aici se odihnește robul lui Dumnezeu ... frate al lui Io Duca Voievod ... a fiului său Ioniță cu Maria”.

### Odoare de preț
Biserica a fost înzestrată cu odoare de preț și veșminte scumpe, după cum relatează cronicarul Nicolae Costin. Multe dintre acestea s-au pierdut din cauza neglijenței egumenilor greci. S-a mai păstrat un Orar din catifea roșie, decorat de Doamna Anastasia cu broderii lucrate cu fir de aur și argint, pe care se află următoarea inscripție în limba slavonă: „Acest aurar l-a făcut Io Duca Voievod și doamna sa Anastasia și l-au dat sfintei mănăstiri Cetățuia în anul 7178 (=1670)”.
De asemenea, în Sala Gotică, se mai expusă o Evanghelie în limba greacă, ferecată în argint, tipărită la Veneția în 1737, care a fost dăruită Mănăstirii Cetățuia la 20 august 1749 de către voievodul Constantin Mihail Cehan Racoviță (1749-1753, 1756-1757). Donatorul a scris la începutul evangheliei o inscripție de donație în limba greacă și la pagina 85 o inscripție de ferecare a evangheliei în limbile slavonă și română, ambele inscripții terminându-se cu un blestem al donatorului către cei care ar îndrăzni să strămute cartea din Mănăstirea Cetățuia.
În curtea bisericii, lângă turnul clopotniță, se află două clopote vechi așezate pe postamente de lemn. Pe unul este scrisă o inscripție în limba greacă în care se spune că a fost donat de Duca Vodă în anul 1669: „Acest clopot s-a dăruit la venerata și sfânta mănăstire Cetățuia, a sfinților, vestiților, pretutindeni lăudaților și în frunte mergători Apostoli Petru și Pavel, de către preacucernicul și preastrălucitul Domn a toată Moldova și ctitor, domn domn Io Duca Voievod, spre veșnică pomenire. În anul 1669”. Cu privire la acest clopot, N.A. Bogdan relatează o legendă potrivit căreia acest clopot a denumit "Buciumul lui Duca-Vodă" deoarece avea un sunet deosebit de puternic. El se afla la un cioban bogat din Munții Dornei, de la care a fost luat și dus la Cetățuia. Ciobanul și-a părăsit turmele și s-a dus la mănăstire unde, după ce a ascultat câteva minute sunetul clopotului, a rămas nemișcat.
Pe al doilea clopot se află o inscripție în limba latină („Anno domnini 1669; omnis spiritus laudet dominum; divino auxilio fudit me Gherhardus Benning. Ghedane”), completată cu o alta în limba greacă în care se arată că clopotul donat în 1669 a fost sfărâmat, fiind refăcut cu cheltuiala panului Iota în anul 1816 („+ Petru și Pavel; din întâmplare sfărămându-se acest clopot s-a făcut din nou cu cheltuiala panului Iota, fiind arhimandrit și catigumen domnul Matei, în anul 1816, aprilie 23”).
O parte din manuscrisele de la Mănăstirea Cetățuia au fost duse la Arhivele Statului din București și la Biblioteca Academiei Române.

## Alte construcții

### Zidurile de incintă

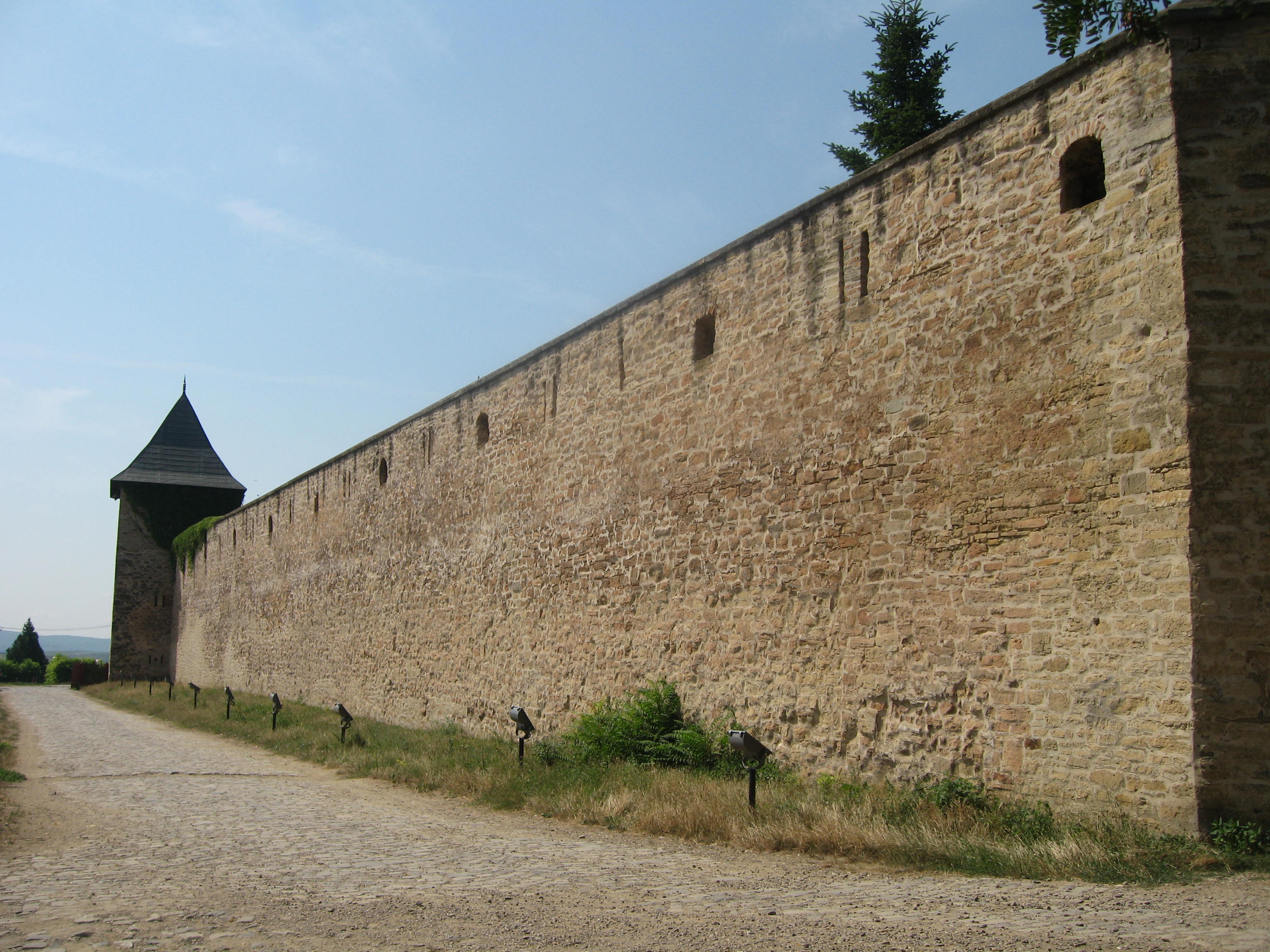
Ziduri de incintă

Încă de la început, Mănăstirea Cetățuia a fost înconjurată de ziduri de piatră groase de aproape 1,40 m și înalte de 7 m, delimitând o incintă de formă pentagonală cu dimensiuni de aproximativ 120x60 de metri. Zidurile de incintă erau compuse dintr-o curtină masivă, având câte o turelă de flancare (turn de colț) pătrată în colțurile de sud-est și sud-vest (acesta s-a prăbușit împreună cu zidul de pe latura vestică și nu a mai fost reconstruit) și un bastion în mijlocul laturii de nord. Turnurile de colț aveau rol de apărare, având la parter metereze pentru tunuri, iar la etaj o sală boltită pentru pușcași. Lipsa turelelor în celelalte colțuri se explică prin faptul că acele laturi erau mai puțin expuse unui atac, din cauza accesului mai dificil.
Cetățuia a fost gândită de la început și ca loc de refugiu și rezistență armată în caz de asediu, zidurile sale fiind prevăzute cu metereze mai înguste, pentru puști (sânețe) și arcuri, iar din loc în loc existau deschideri mai largi, pentru tunuri. În exterior, meterezele erau foarte înguste, în timp ce în interior erau mult lărgite pentru a permite diferite înclinări ale armelor de foc. Meterezul din stânga este înclinat cu 45º spre dreapta, iar cel din dreapta este înclinat cu 45º spre stânga, anulându-se astfel orice unghi mort. Meterezele de la turnurile de colț și de la turnul clopotniță erau de tipul arquebuse, rotunde, având deasupra o deschidere pentru ochire. Zidurile de pe laturile de sud și de est erau cele mai bine apărate, cele de pe laturile de nord și vest aflându-se pe o coamă abruptă a dealului, greu de escaladat de eventualii atacatori. De-a lungul zidurilor se observă existența unui "drum de strajă" din lemn, pentru a permite apărarea la nivelul meterezelor.
În incintă se poate pătrunde de pe latura sudică (intrarea principală pe sub turnul clopotniță) și de pe latura nordică (o poternă apărată de un bastion). Bastionul de pe latura nordică, denumit astăzi Turnul "Cina Pelerinului", are o înălțime mai mică decât cel de la intrarea sudică și este prevăzut cu un balcon închis cu geam, de unde se poate vedea o panoramă a orașului Iași.
Zidurile vestice se aflau pe o pantă abruptă. Ulterior, ca urmare a alunecărilor frecvente de teren din această zonă, partea vestică a zidurilor, împreună cu turnul pătrat din colțul sud-vestic, s-au prăbușit pe la sfârșitul secolului al XVII-lea, rămânând așa până la începutul secolului al XX-lea. Zidul de incintă a fost refăcut cu ocazia lucrărilor de restaurare desfășurate în perioada 1964-1971, tot atunci fiind refăcute și bastioanele de la colțuri, cu excepția turelei din colțul sud-vestic.

### Turnul clopotniță

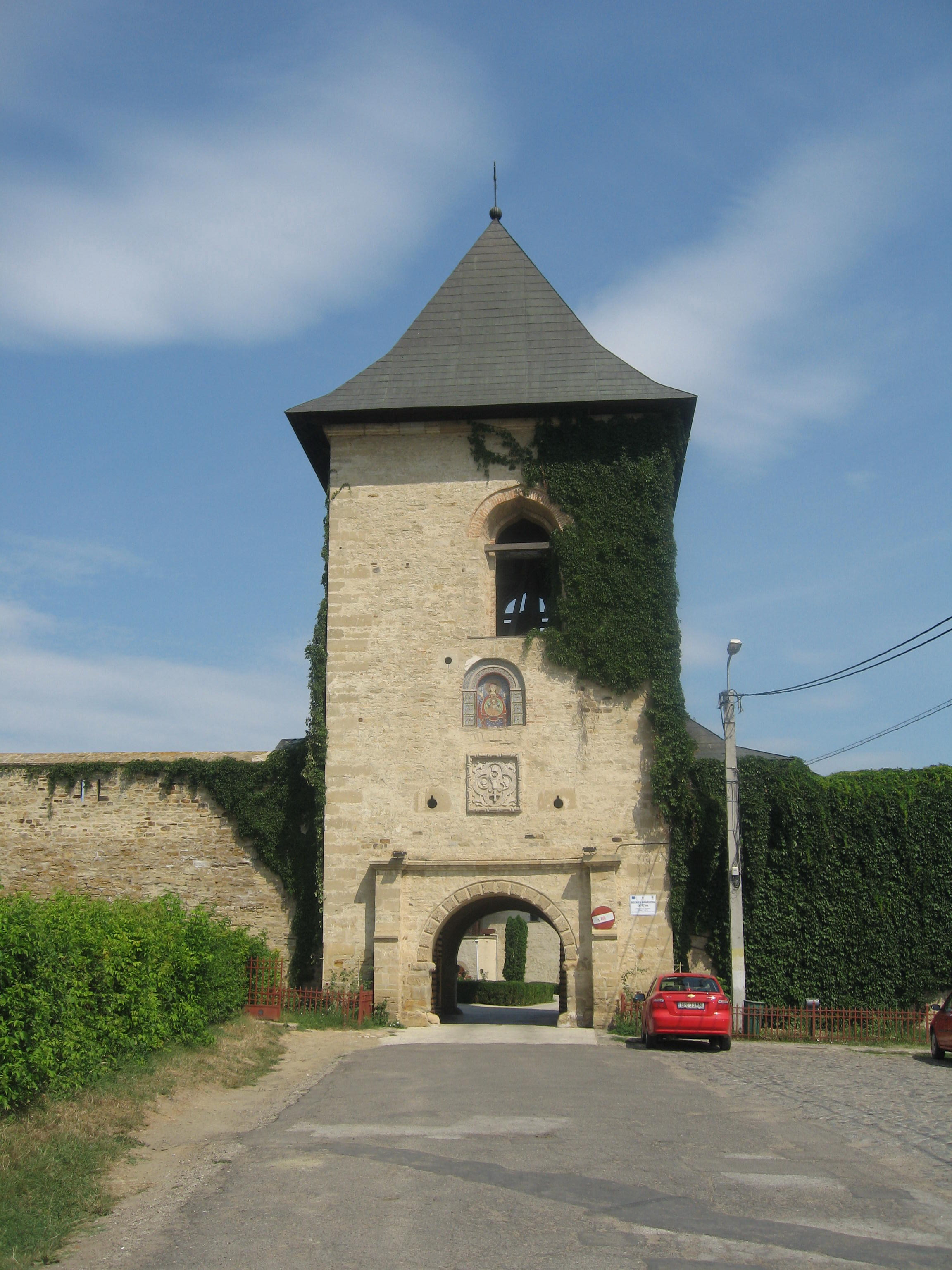
Turnul clopotniță văzut din exteriorul mănăstirii

Turnul clopotniță a fost construit în anul 1670 în partea de sud a mănăstirii, având și rolul de loc de intrare în mănăstire. El nu dispunea de metereze, având doar niște găuri rotunde de ochire, cioplite în piatră, pentru tragerea cu pușca.
Pe clădirea turnului, desupra intrării, se află săpată în piatră stema Moldovei (un cap de bour, purtând o coroană pe coarne, și între coarne o stea; în dreapta un soare, în stânga o lună, dedesubt o cruce) și în jurul ei o pisanie în limba slavonă cu următorul text: „Herbul prealuminatului domn Io Duca Voievod, din mila lui Dumnezeu, domn al Țării Moldovei, anul 7178 (=1670) luna iunie 10”. Această placă din piatră a fost distrusă „premeditat și fără temei” în 1948, ea fiind reconstituită apoi după reproducerile fotografice și amplasată la locul inițial.
Turnul are două etaje, având următoarea funcționalitate:
- la primul etaj este o sală foarte îngustă, unde se aflau două tunuri[48]
- la al doilea etaj se află clopotnița.

În încăperile din turn se pătrunde de pe drumul de strajă aflat la nivelul primului etaj. De pe drumul de strajă aflat în partea dreaptă a turnului se accede, printr-o ușă care duce la o scară în spirală, foarte îngustă, în clopotnița de la al doilea etaj. Accesul la primul etaj se face de pe o scară mobilă aflată în partea opusă a sălii clopotelor, care cobora din clopotniță până la nivelul drumului de strajă. Deoarece aici se aflau tunurile, acesta avea rolul de încăpere care trebuia să fie cucerită ultima, doar după înfrângerea rezistenței străjerilor din camera clopotelor.
În cursul ultimei restaurări, pe latura de est a turnului s-a descoperit și o trapă pregătită pentru prinderea în cursă a eventualilor atacatori.

### Clădirea egumeniei cu Sala Gotică

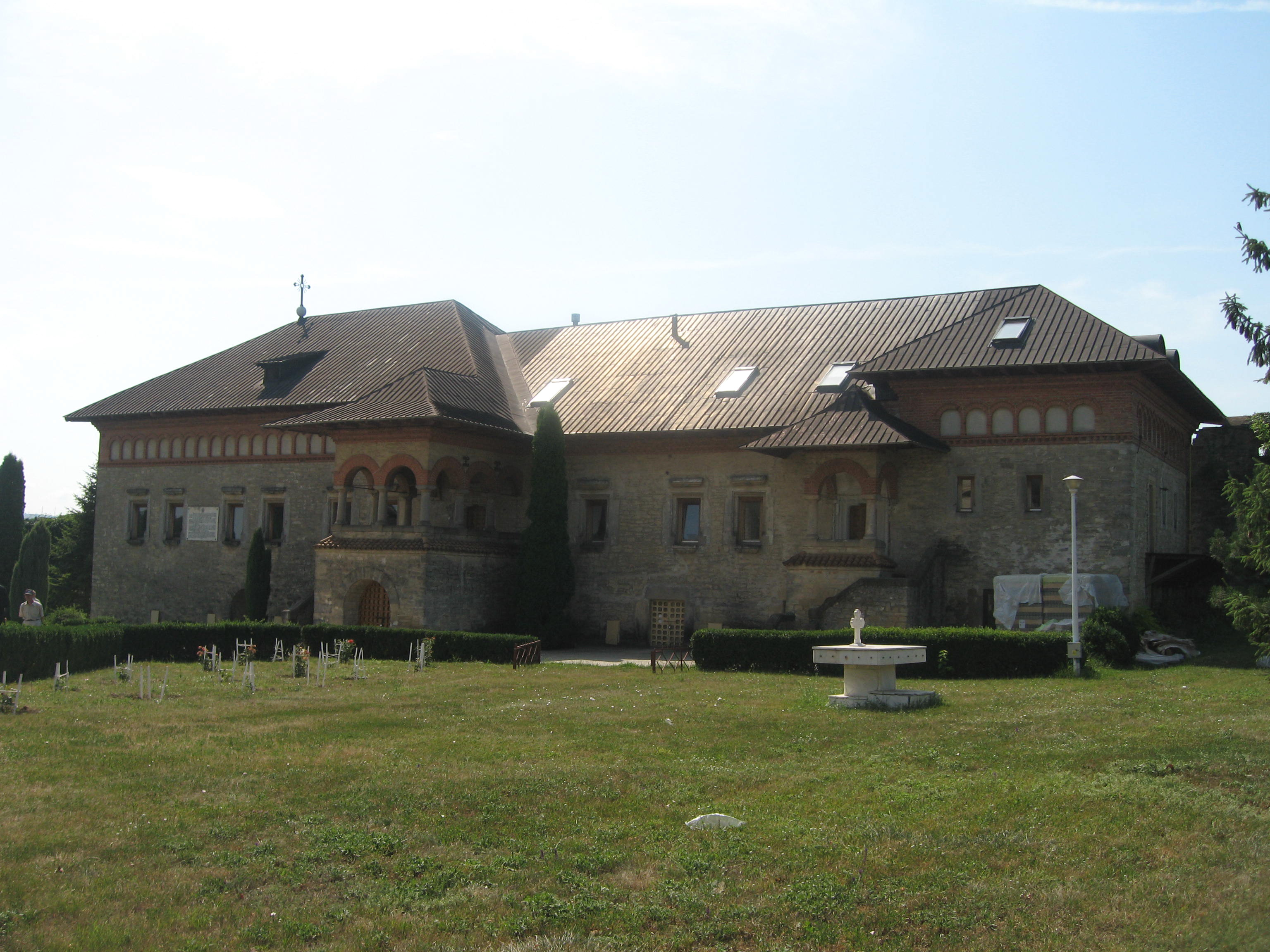
Clădirea egumeniei

Clădirea egumeniei a fost construită pe la 1670 pe latura sudică a incintei, lipită de curtină și în apropiere de colțul sud-vestic. Aceasta este o construcție de inspirație bizantină, cu ziduri groase de până la 1,40 m și cu ornamentații (în special ancadramentele ușilor și ferestrelor) de inspirație gotică. Clădirea are numai un parter ridicat de la sol cu mai mult de 1 m și două rânduri de pivnițe boltite suprapuse, primul la nivelul terenului, iar al doilea în subteran.
În încăperile de la etaj se intră prin două pridvoare, unul mai mare (care dă într-o tindă) și unul mai mic (care dă în apartamentul de locuit), așezat în fața aripei stângi a clădirii. La etaj se află camerele egumeniei (stăreției) și Sala Gotică, cu rol de trapeză. Sub pridvorul mare se află o ușă care dă în pivnițele în care se păstrează vinul obținut din podgoriile mănăstirii. Din pridvorul mare se intră într-o tindă. De o parte și de alta a tindei se află mai multe încăperi.
Interes prezintă din punct de vedere arhitectural Sala Gotică "Anastasia Doamna", asemănătoare cu cea de la Mănăstirea Trei Ierarhi și care ocupă întreaga aripă dreaptă a clădirii (înspre est). Aici se intră din tindă printr-o ușă încadrată într-un chenar de piatră sculptat, cu profile întretăiate. Aceasta este o sală cu o lungime de aproape 16 m și o lățime de aproape 9 m, cu pardoseală din cărămizi hexagonale. Ea are șase bolți în ogivă, sprijinite de doi pilaștri puternici, aflați în axul central al camerei și de console de piatră cioplită aflate pe pereți. Cele două coloane sunt din piatră și au secțiune octogonală; ele sunt decorate la mijloc cu un brâu împletit moldovenesc. La partea inferioară, coloanele sunt așezate pe un soclu pătrat de piatră, iar la partea superioară, sub capitelul pătrat, se află patru console frumos ornate. Pe cele câte opt nervuri de piatră cioplită ale bolților se află decorații în formă de rozete pătrate. Sala este luminată prin opt ferestre care dau spre curtea mănăstirii. Inițial, sala gotică a fost zugrăvită în frescă, urme de pictură (în care se disting personaje biblice și scene biblice) observându-se și astăzi pe pereții sudic și estic. Sala gotică a îndeplinit inițial rolul de trapeză, iar în anii '90 ai secolului al XX-lea s-a amenajat aici un paraclis..
În aripa stângă a clădirii se află trei încăperi boltite cilindric și o săliță, la capătul căreia este o scară secretă care duce direct la etajul inferior al pivniței.
La începutul secolului al XX-lea, după cum reiese din unele fotografii, această clădire mai avea ziduri exterioare și interioare, sala gotică, un soclu de zid la gura pivniței având deasupra sa o construcție rudimentară de lemn. Edificiul nu avea acoperiș și nici șarpantă, iar pridvorul cel mic, care dădea în apartamentul de locuit și care fusese construit probabil din lemn, lipsea cu totul.
În perioada 1910-1911, clădirea egumeniei a fost restaurată de arhitectul Gheorghe Lupu. Cu această ocazie, s-a refăcut acoperișul și s-a completat partea superioară a zidăriei de sub streașină (care a fost decorată cu un șir de ocnițe din cărămidă aparentă), s-au construit două foișoare cu scări de acces la cele două intrări principale și s-au efectuat unele reparații interioare. Istoricii Dan Bădărău și Ioan Caproșu, analizând articolul publicat de arhitectul restaurator în "Buletinul Comisiunii monumentelor istorice" din 1913 în care apar numeroase ilustrații de mare interes, au constatat o serie de intervenții care au denaturat aspectul inițial al clădirii și anume:
- pridvorul mare a fost construit prin adăugarea pe soclul de piatră a șapte coloane de piatră, "pentru o mai bună legătură arhitectonică cu restul fațadei", refăcându-se pe partea sa stângă a unei serii de trepte după fundațiile existente în pământ. De asemenea, pridvorul cel mic a fost construit pe un soclu de piatră pe care s-au adăugat două coloane de piatră, aici neexistând niciun fel de urme de zidărie. Cei doi istorici sus-menționați au presupus că pridvorul cel mare avea stâlpi de lemn sculptat înălțați pe un soclu de zidărie, iar pridvorul cel mic era construit în întregime din lemn, iar partea lemnoasă ar fi dispărut înainte de 1900. Acest lucru este demonstrat de lipsa suprastructurii de piatră de pe soclul pridvorului mare, precum și de lipsa fundațiilor de piatră de la pridvorul mic. Ei compară aceste pridvoare cu alte pridvoare de la conace boierești (cum este cel de la Pribești) datând din aceeași epocă.
- în privința acoperișului, arhitectul restaurator nu a găsit niciun indiciu cu privire la modul în care fusese construit. Astfel, el a procedat la construirea acoperișului după cerințele arhitecturale. Ca urmare a faptului că unele încăperi (cum erau sala gotică și sala situată în cealaltă extremitate a clădirii) aveau bolți ridicate, a fost necesar să se ridice o șarpantă mai înaltă, ceea ce a dus la necesitatea înălțării fațadei prin completare cu un șir de firide din cărămidă aparentă, asemănătoare celor de la biserică.

Pe peretele nordic al acestei clădiri a fost amplasată în 1930 o placă de marmură cu următoarea inscripție:
„Mânăstirea Cetățuia, zidită de Duca Vodă în 1669, fostă reședință de vară a voevozilor și mitropoliților Moldovei, adăpost de lucru al mitropolitului Dosoftei și învățatului Dimitrie Cantemir, având și o tipografie ajunsese în timpul din urmă în stare de părăsire, în deosebi, Palatul domnesc, Sala gotică și gospodăria erau în complectă ruină.
Așa fiind, prin stăruința I.P.S. sale dr. Pimen Georgescu mitropolitul Moldovei, clădirile vechi au fost refăcute de Comisiunea Monumentelor Istorice, inaugurându-se cu deosebită solemnitate în octombrie 1911 de marele rege Carol I, venit la Iași cu familia regală, pentru serbarea jubileului Universității, cu care prilej s'a pus temelia noilor chilii mânăstirești. 
La această strălucită serbare, la care au fost față și delegații universităților străine, sosiți la Iași pentru jubileul Universității, a contribuit foarte mult aviatorul Aurel Vlaicu, care a zburat pe aparatul inventat de el, plecând dela Școala Normală "Vasile Lupu" preste Iași și făcând mai multe virajuri în jurul dealului cu Mânăstirea Cetățuia în admirația învățaților străini și a mulțimei poporului.
Acesta a fost primul zbor de aviație la Iași.
Biserica precum și încăperile mânăstirei, care au servit ca spital pentru răniții din Marele Război în care armata noastră sub conducerea regelui Ferdinand I. cel Viteaz, a luptat cu mari jertfe pentru desrobirea fraților și întregirea neamului, au fost din nou reparate în timpul domniei tânărului rege Mihai I, de aceiași Comisie a Monumentelor Istorice, președinte fiind marele învățat și dascăl al neamului, Nicolae Iorga.
1930”

### Casa Domnească

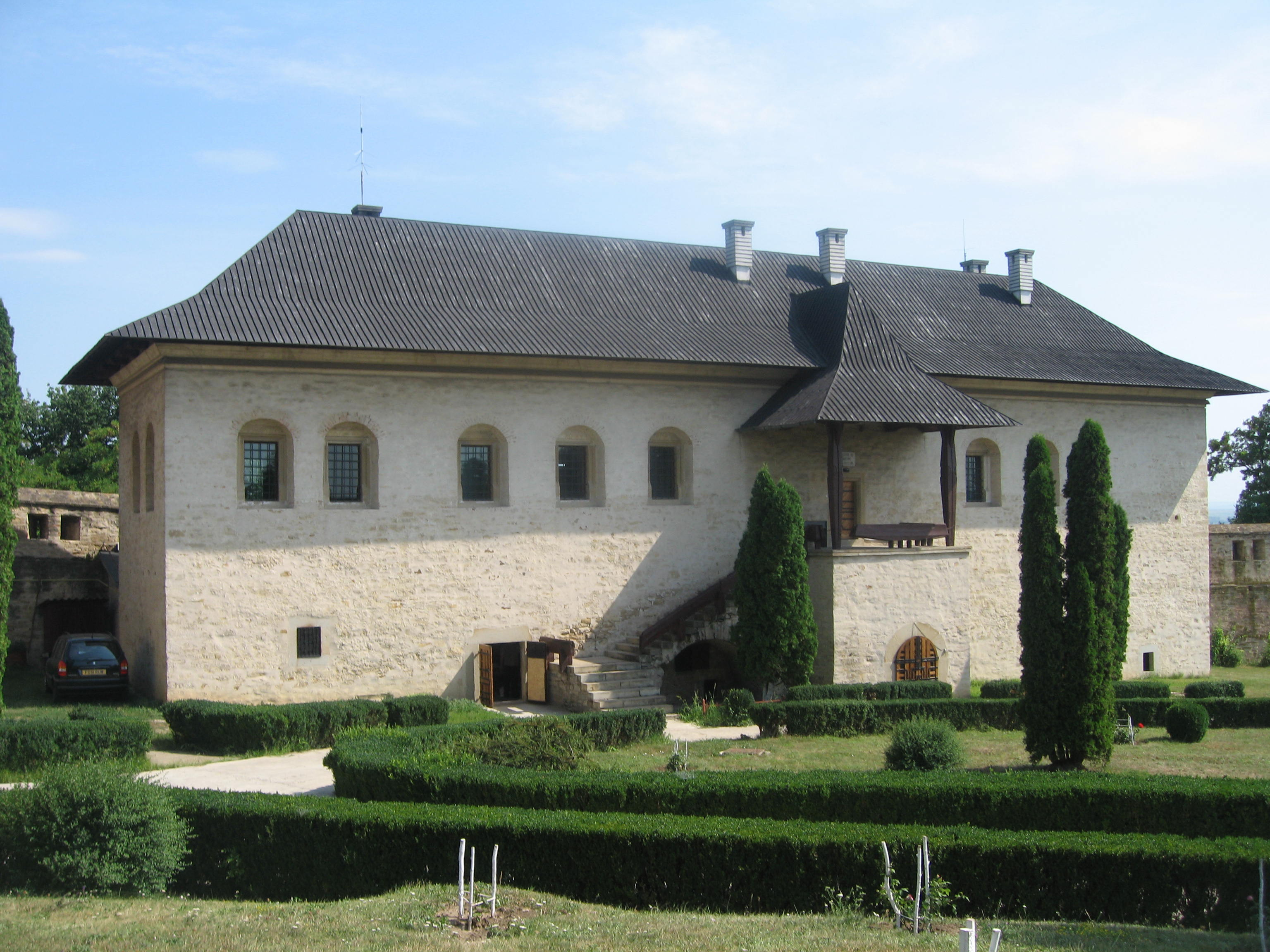
Casa Domnească de la Mănăstirea Cetățuia

Pe latura de nord-est a incintei, la mică distanță de curtină ca să nu întrerupă drumul de strajă, se află o clădire fortificată cu un etaj, care a servit drept casă domnească pentru Gheorghe Duca. Palatul este construit din piatră, cu bolți de cărămidă și are ferestre și uși cu chenare de piatră profilată. Rolul său era pur defensiv, fără nicio preocupare pentru lux sau cel puțin de confort, pentru a servi ca loc de refugiu domnitorilor. Alecu Russo afirmă că încăperile palatului au fost pictate în frescă, dar ca urmare a faptului că pereții au fost văruiți de mai multe ori de-a lungul timpului, astăzi nu se mai observă nici o urmă de pictură.
În clădire se intră printr-o scară lipită de perete care duce la un balcon mic cu foișor de lemn, care se află deasupra intrării în pivniță. Etajul cuprinde patru camere, câte două de fiecare parte. Încăperile din partea dreaptă cuprind sala de primire a domnitorului (cu o lungime de 10,50 m și trei ferestre spre curte; ea se află în extremitatea de vest) și o cameră boltită. Încăperile din partea stângă au două camere mai mici, una dintre acestea fiind odaia domnitorului. Toate camerele de la etaj sunt boltite en berceau. O scară amplasată în grosimea zidului sudic al odăii domnitorului coboară în spirală către o încăpere cu rol de iatac al doamnei. Aceasta are o înălțime de 2,20 m și are o ferestruică mică pe fațada estică.
În aripa stângă a clădirii, la același nivel cu apartamentul doamnei, se află o serie de hrube și tainițe boltite, care aveau, se pare, o legătură secretă cu etajul locuibil. Aici se putea ascunde oricine în caz de primejdie. Din prima hrubă se intra în a doua printr-o deschidere joasă cu o înălțime mai mică de un metru, prin care abia un singur om poate trece. Ieșirea din tainițe era foarte aproape de ieșirea prin latura nordică a zidului de incintă. Conform legendei, exista un tunel care lega Sfânta Masă a altarului cu palatul domnesc, pentru a se salva odoarele bisericii în caz de necesitate. N.A. Bogdan povestea că ar fi existat niște hrube ce făceau legătura între Palatul domnesc de la Cetățuia și Curtea domnească din Iași.
Scriitorul Alecu Russo descrie astfel tainițele: „Iar intrarea în tainițe se găsește în peretele palatului care privește spre oraș. O ușă mică, rotundă și ridicată de la pământ ca de vreo doi coți, duce într-un fel de tindă îngustă, în al cărei fund se deschide o vizunie ce are multă asemănare cu un cuptor de pitărie; nivelul ei e mai ridicat decât acel al tindei. În stânga se vede o cameră boltită, tupilată, întunecoasă, în al cărei colț, de-a stânga, se arată o gaură prin care de-abia încape omul, pentru ca să intre în o altă cameră, asemenea întocmai ca cea dintâi. Amândouă sunt zidite pe aceeași linie cu iatacul doamnei”.
În partea dreaptă a clădirii, la același nivel cu tainițele, se află pivnițele, în care se intră printr-o ușă boltită aflată sub balcon care duce la o scară. Pivnițele sunt etajate, sub primul nivel aflându-se un al doilea nivel de pivnițe care se întinde sub toată clădirea. În perioadele când, în incinta fortificației medievale, se retrăgeau domnitorii și boierii, apărați de o garnizoană de câteva sute de oșteni, în aceste pivnițe erau depozitate provizii pentru oameni și furaje pentru cai și vite de tăiere.
Casa Domnească a fost parțial distrusă în timpul Revoluției de la 1821. A fost consolidată în urma lucrărilor de restaurare din anii 1964-1971. Astăzi, casa domnească adăpostește un muzeu de artă feudală conținând 112 obiecte de cult: broderii, icoane pictate pe lemn și îmbrăcate în argint, cățui, cărți ferecate în argint, cruci sculptate și ferecate în argint sau argint aurit, sfeșnice, manuscrise ș.a, provenind din depozitele mănăstirii și al centrului mitropolitan.

### Cuhnea domnească

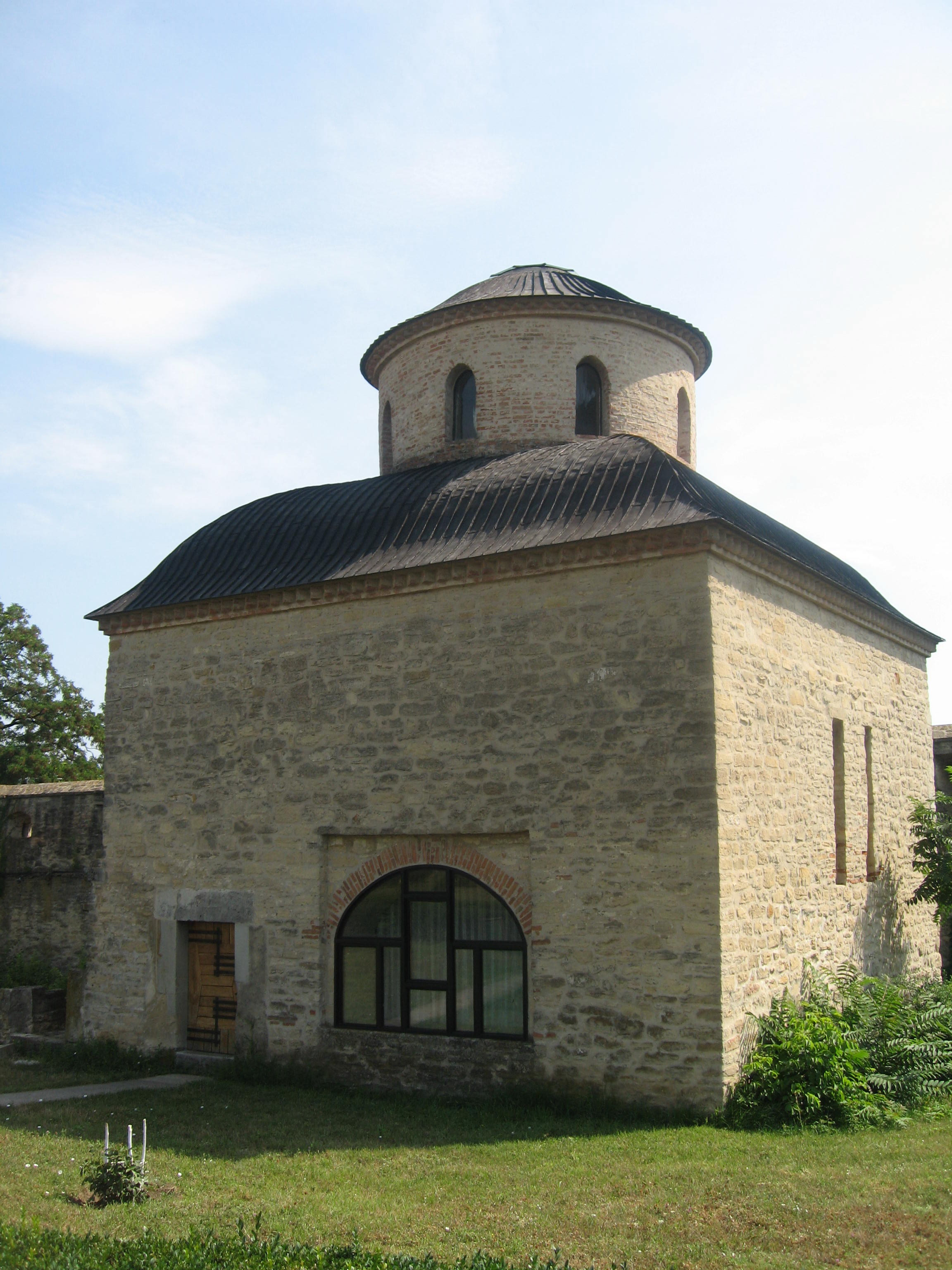
Cuhnea domnească

În incinta mănăstirii, pe latura de est, se mai află o clădire din piatră care a adăpostit bucătăria (cuhnea) domnească. Unii autori au susținut că această construcție a fost de fapt o baie domnească, această opinie fiind susținută de Virgil Drăghiceanu, Nicolae Grigoraș și Constantin Cihodaru.
Această cuhne este ultima construcție de acest fel rămasă pe teritoriul actual al României, clădiri cu același rol existând și la Curtea din Brâncoveni a lui Matei Basarab sau la Curtea din Potlogi, în dreapta porții de intrare. O clădire asemănătoare, dar mai simplă, a fost identificată de Gheorghe Balș la Mănăstirea Marea Lavră din Muntele Athos.
Această clădire este formată dintr-o cameră pătrată, cu latura de 7 m, având o boltă semisferică, în mijlocul căreia se înalță un turn lanternă de formă cilindrică, având o calotă semisferică și opt ferestre. Turnul înălțat în centrul calotei acoperișului avea rolul de a permite fumului să iasă din încăpere.
Scriitorul Alecu Russo o descria în anul 1842 astfel: „În dreapta porții, lângă zidul Cetățuiei, dinspre Prut, este o zidire de formă rotundă, a cărei boltă este o adevărată minune de eleganță și de măiestrie. Lumina o primește pe deasupra ca domul Panteonului. Ce păcat că acel mic cap-d'operă de arhitectură servea, precum se spune, de bucătărie!”

### Corpul de chilii

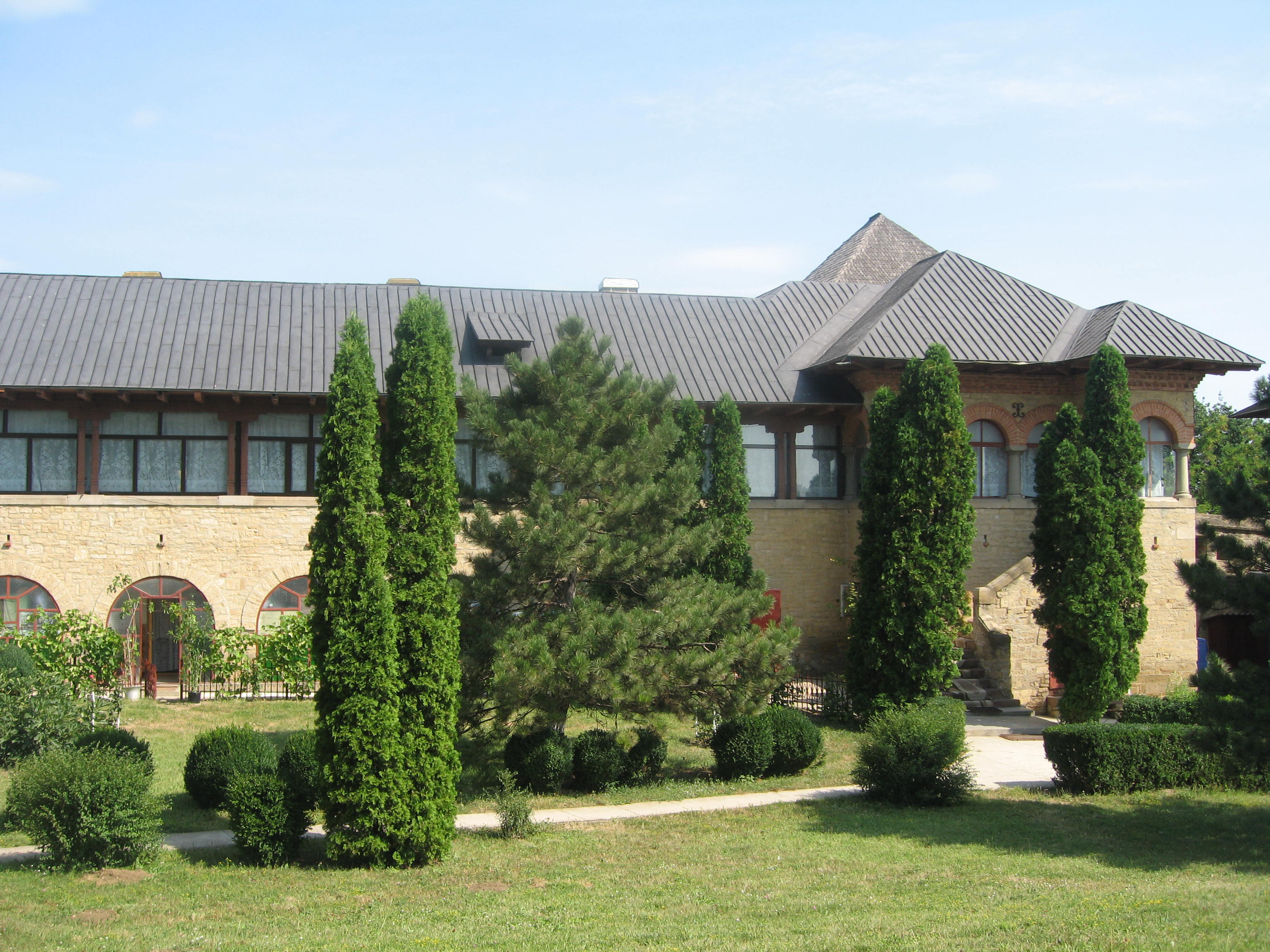
Corpul de chilii

Părăsită de călugări după secularizarea averilor mănăstirești în decembrie 1863, Mănăstirea Cetățuia a rămas mult timp pustie. După alegerea sa ca mitropolit al Moldovei, Pimen Georgescu (1909-1934) a dorit să revigoreze viața monahală de aici.
La 30 septembrie 1911, pe latura de nord, înspre colțul nord-vestic, s-a pus piatra de temelie la chiliile călugărești de la Mănăstirea Cetățuia, în prezența familiei regale (Regele Carol I, Prințul Moștenitor Ferdinand ș.a.), a mitropolitului Pimen Georgescu, a unor membri ai guvernului și ai autorităților locale. Acest corp de chilii este conceput în stilul zidirilor din secolul al XVI-lea, fiind o imitație a unor vechi chilii călugărești.
Se presupune că au existat chilii și pe latura de vest care s-a prăbușit cu mult timp înainte.

### Alte obiective
În vechime, în incinta mănăstirii au existat mai multe construcții auxiliare cu caracter provizoriu (cazărmi, grajduri, șuri, hambare) dispuse de-a lungul curtinelor. Mijlocul incintei trebuia să rămână liber pentru a permite circulația oamenilor din garnizoană și punerea cailor la conovețe.
După cum se observă din fotografiile de la sfârșitul secolului al XIX-lea, între turnul-clopotniță și clădirea egumeniei se afla un al doilea palat, aflat pe atunci în ruine. Această clădirea avea parter și un etaj, cu ferestre mari și numeroase. Într-o fotografie din 1898 aflată la Biblioteca Academiei Române din București se observă o clădire în ruină, fără acoperiș. După cum presupun istoricii Dan Bădărău și Ioan Caproșu, ea a fost construită la sfârșitul secolului al XVIII-lea, pentru a servi de egumenie, într-un moment în care vechea egumenie era ruinată și era considerată „prea necorespunzătoare vremurilor pentru a fi restaurată”.

### Clopotul vechi
Pe lângă aceste construcții, în incinta mănăstirii, lângă turnul clopotniță, se mai află un postament de piatră cu un clopot vechi pe care se află o inscripție în limbile greacă și latină în care se arată că clopotul donat de Duca Vodă în anul 1669 a fost sfărâmat, fiind refăcut cu cheltuiala panului Iota în anul 1816. Inscripțiile de pe acest clopot au fost reproduse mai sus.
De asemenea, în apropiere de zidul vestic al mănăstirii, se află mormântul arhimandritului Mitrofan Băltuță (1 iulie 1927 - 16 iunie 1995), stareț al Mănăstirii Cetățuia (1971-1995) și exarh al mănăstirilor din Arhiepiscopia Iașilor (1981-1995), sub ocârmuirea căruia s-a realizat restaurarea complexului monahal.

## Imagini

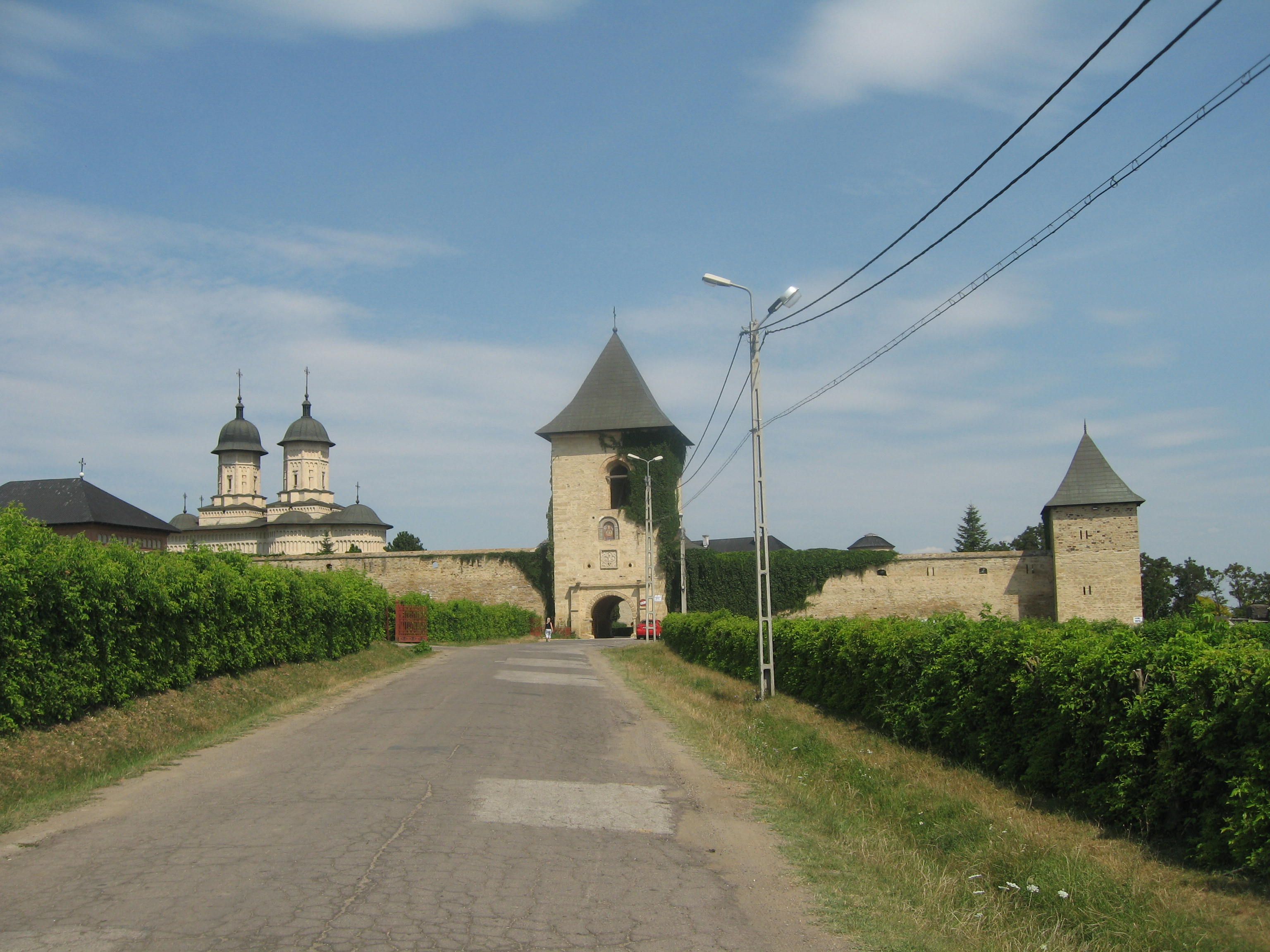
Ansamblul mănăstiresc
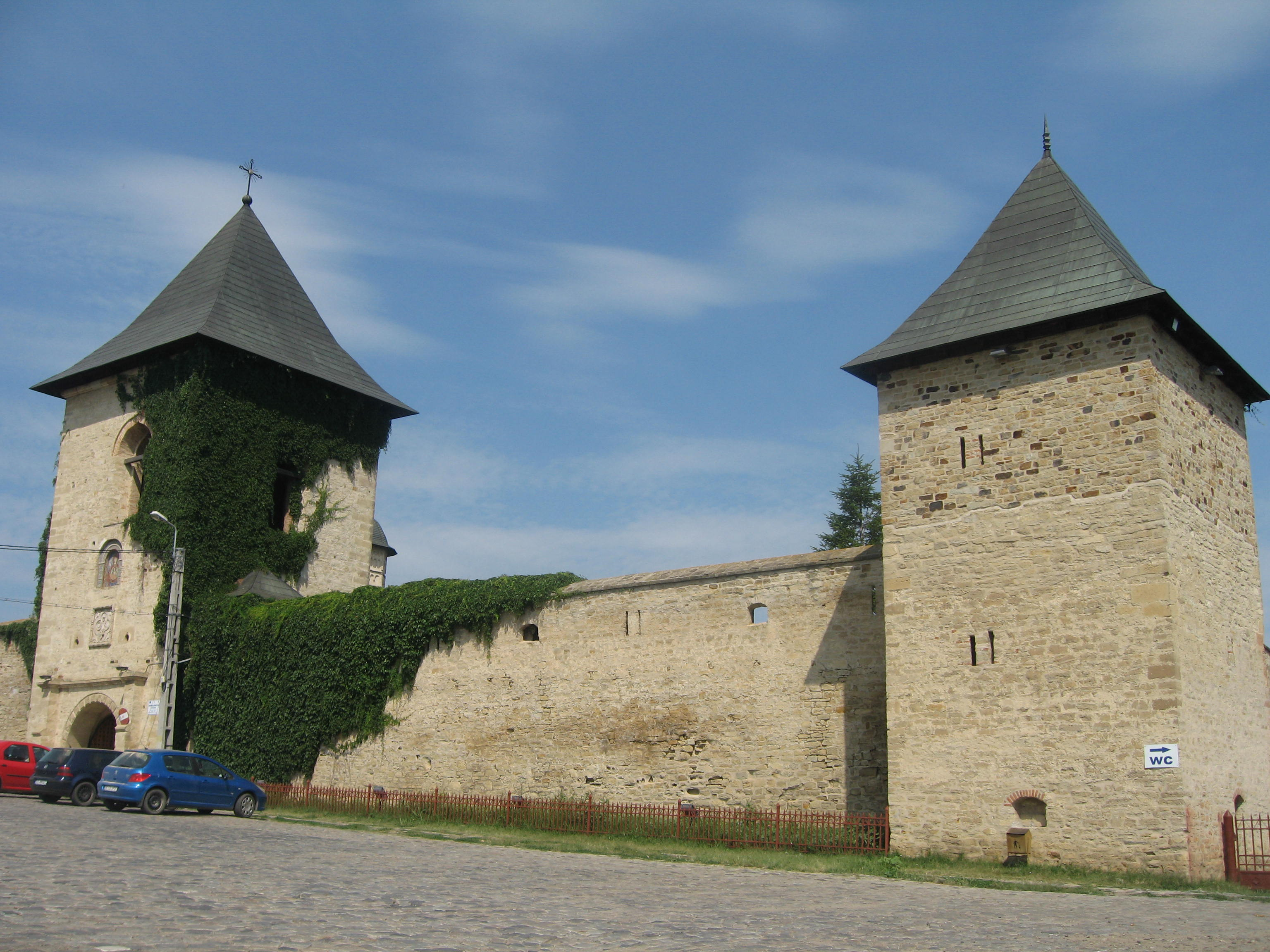
Ansamblul mănăstiresc
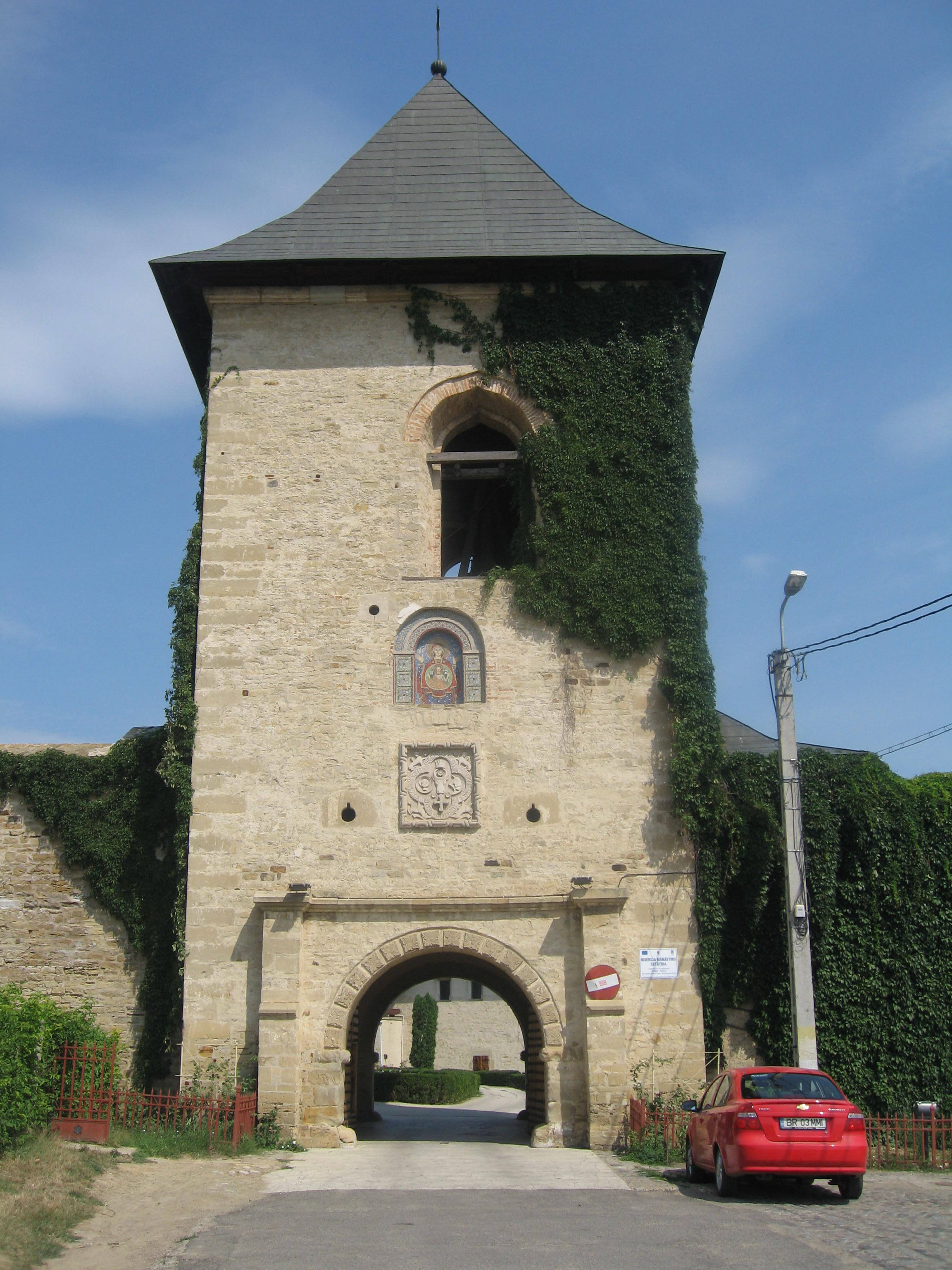
Turnul clopotniță
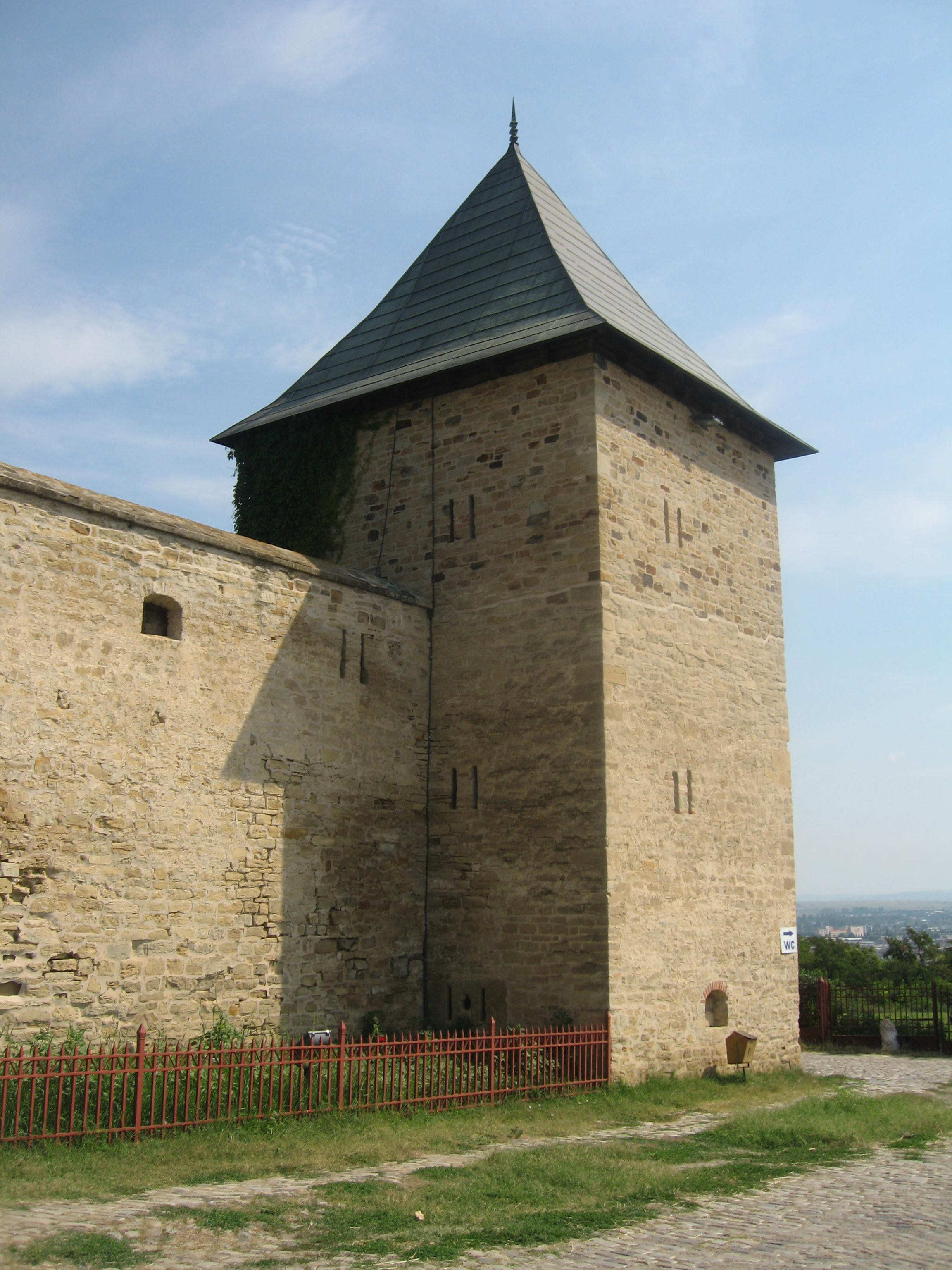
Bastionul de pe colțul de sud-est
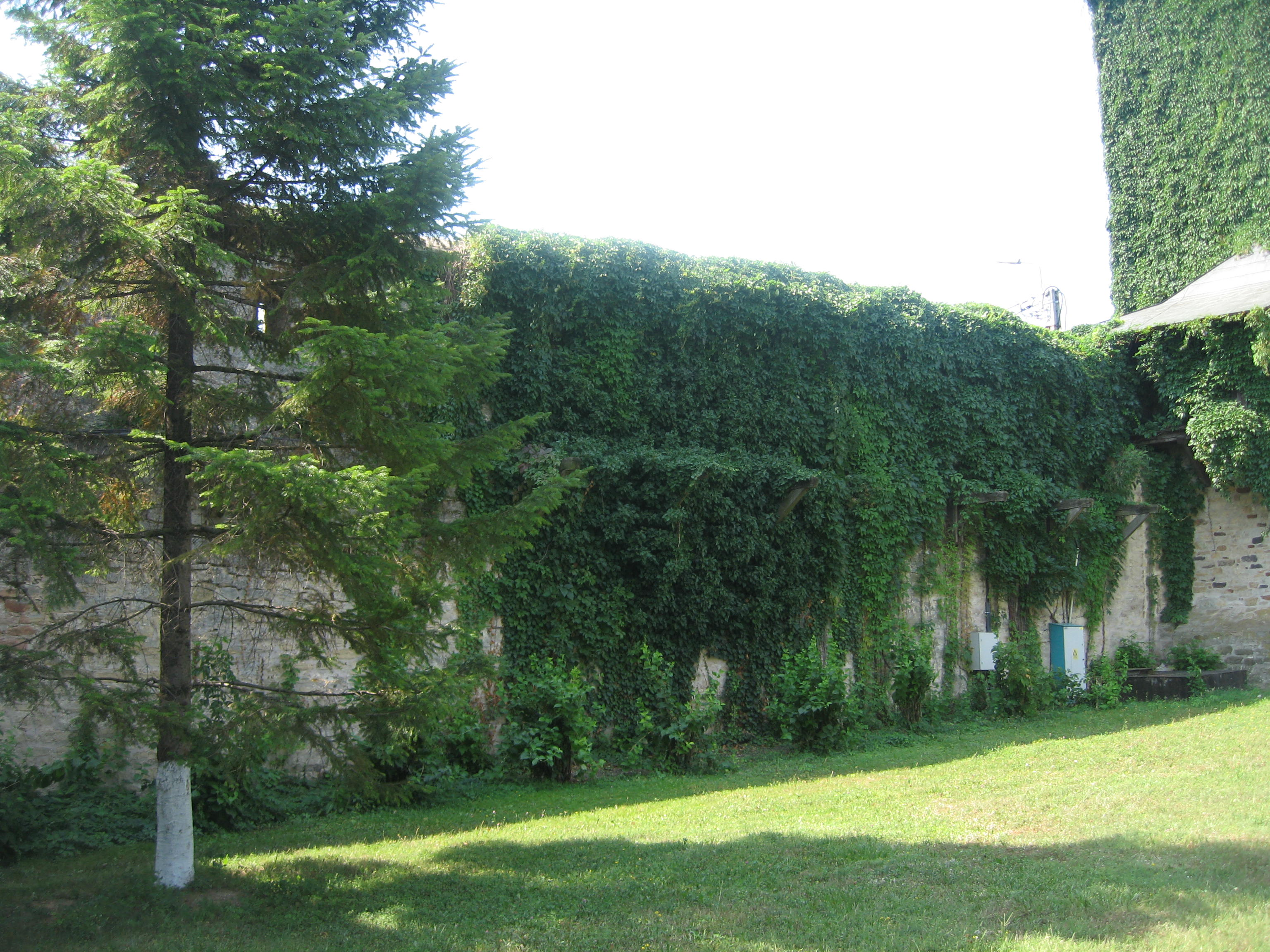
Partea sudică a zidului de incintă, lângă turnul clopotniță. Se observă urmele drumului de strajă.
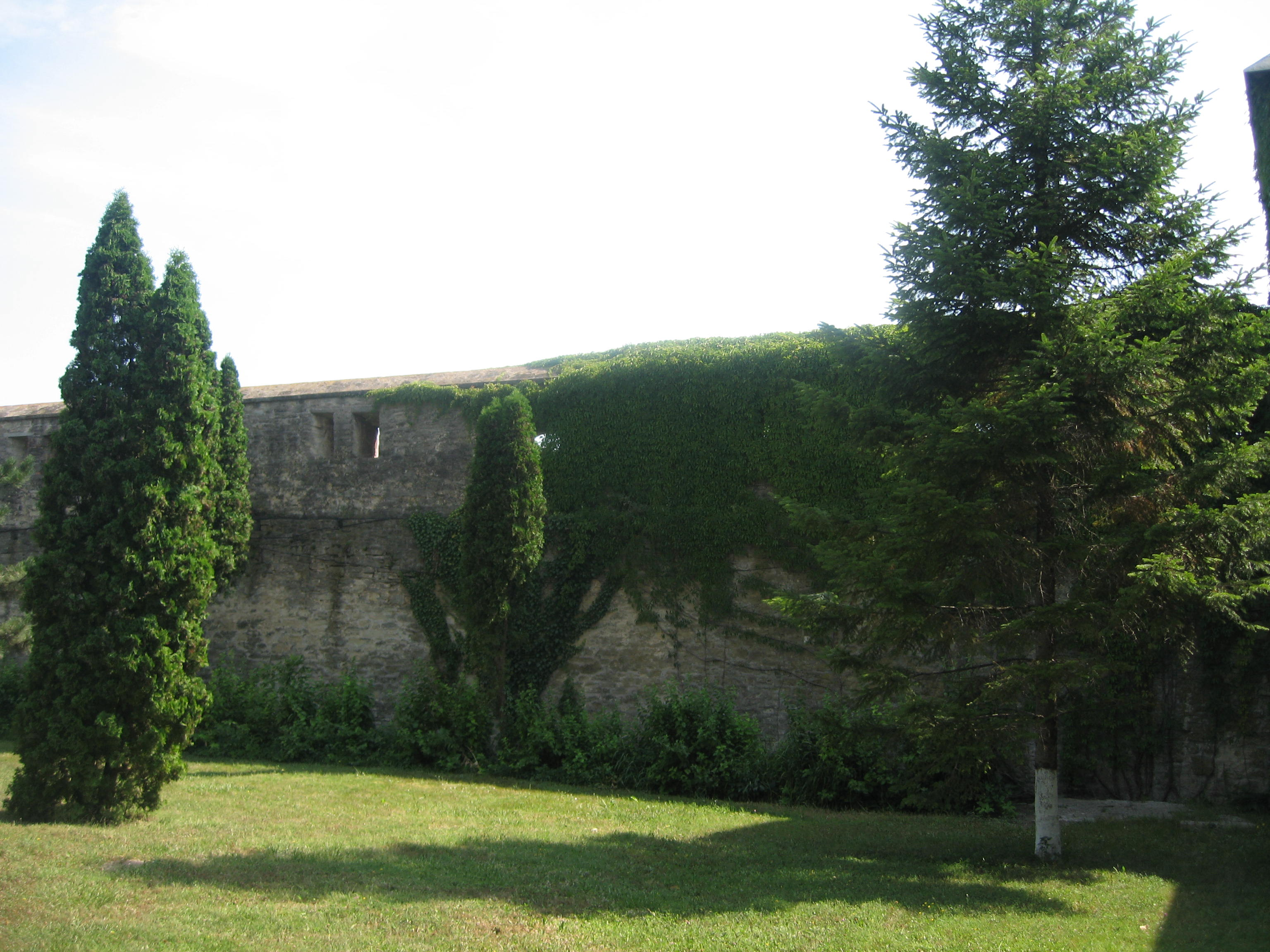
Partea estică a zidului de incintă, lângă bastion
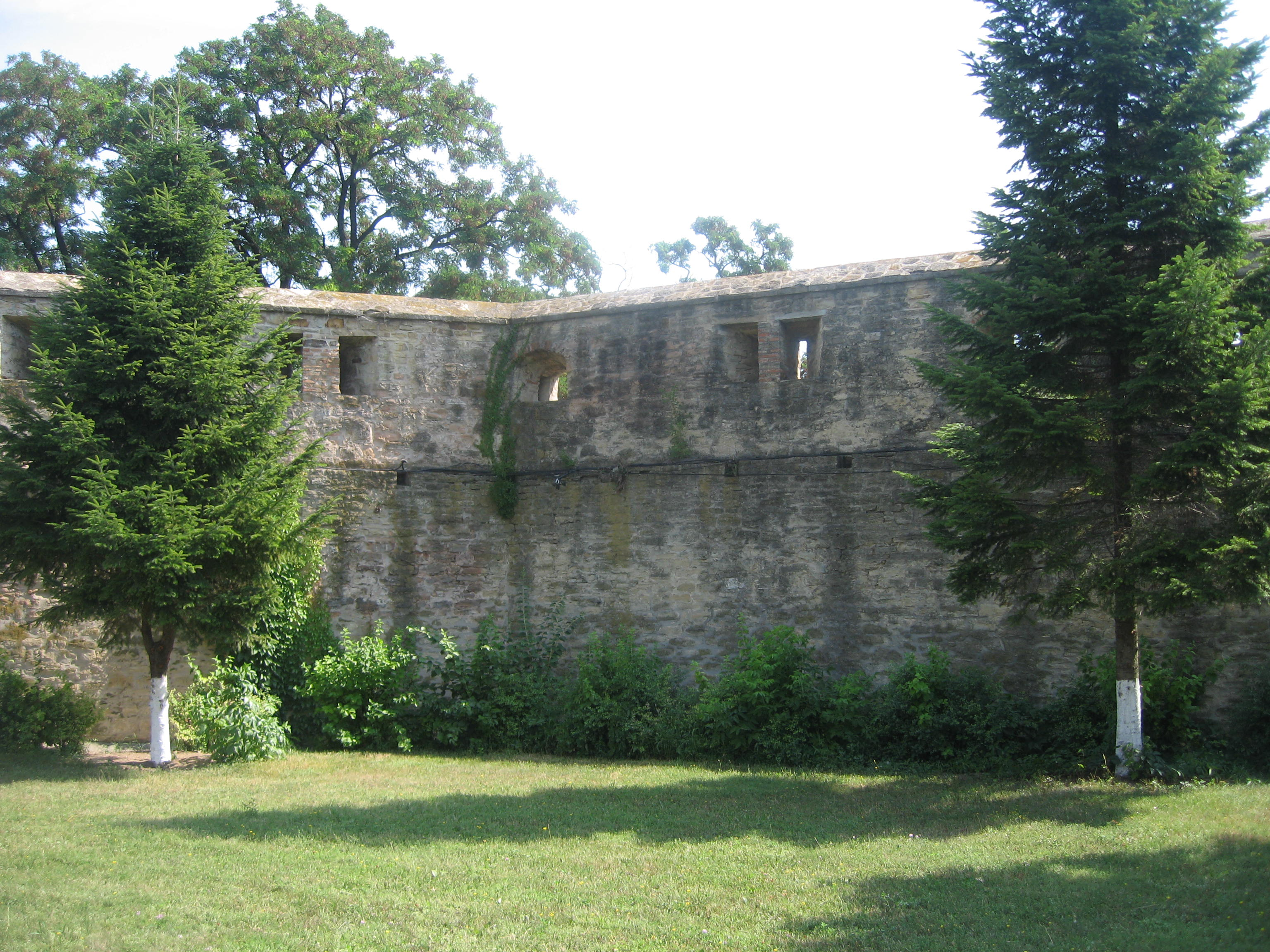
Colțul nord-estic al zidului de incintă
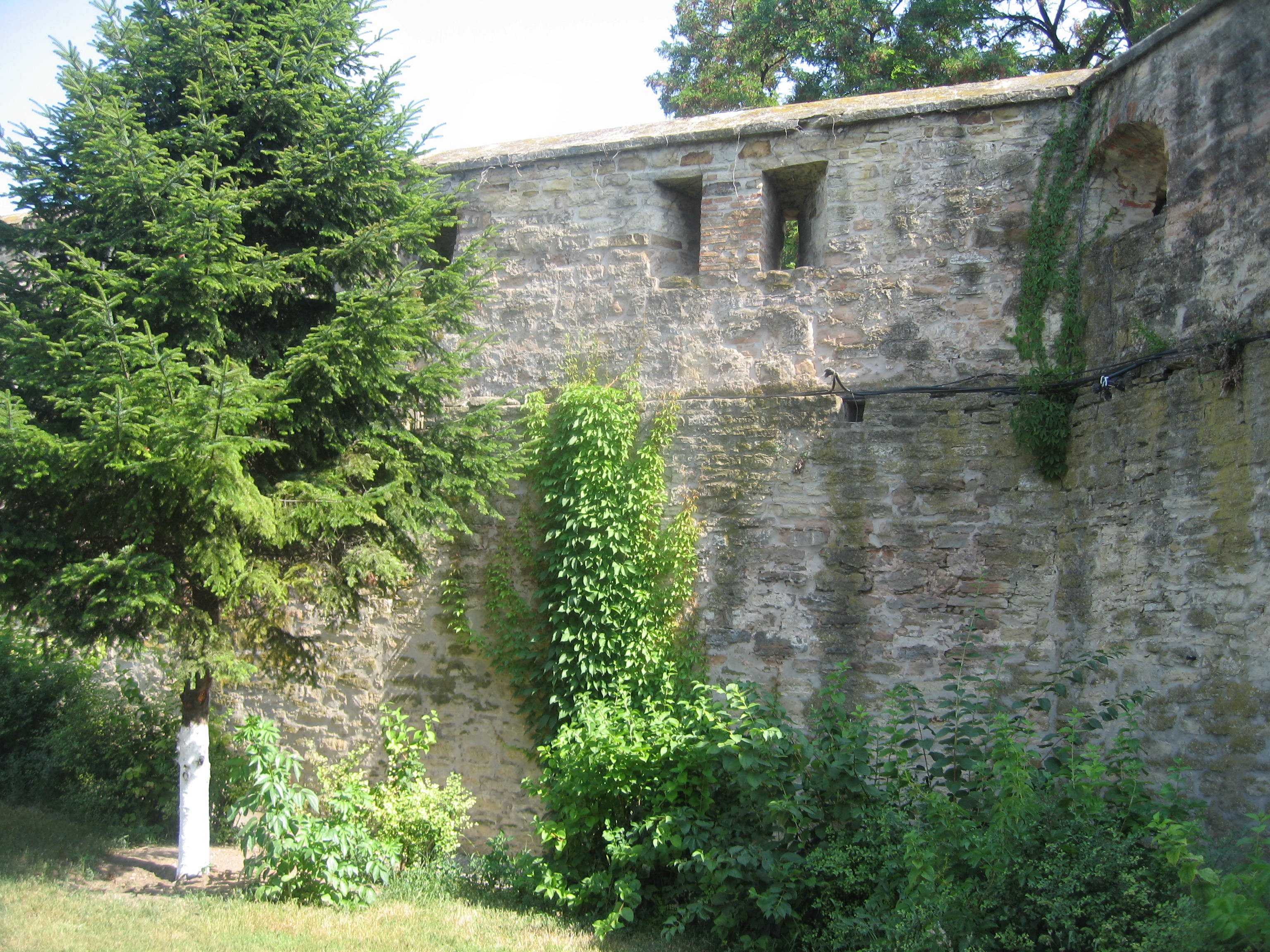
Colțul nord-estic al zidului de incintă
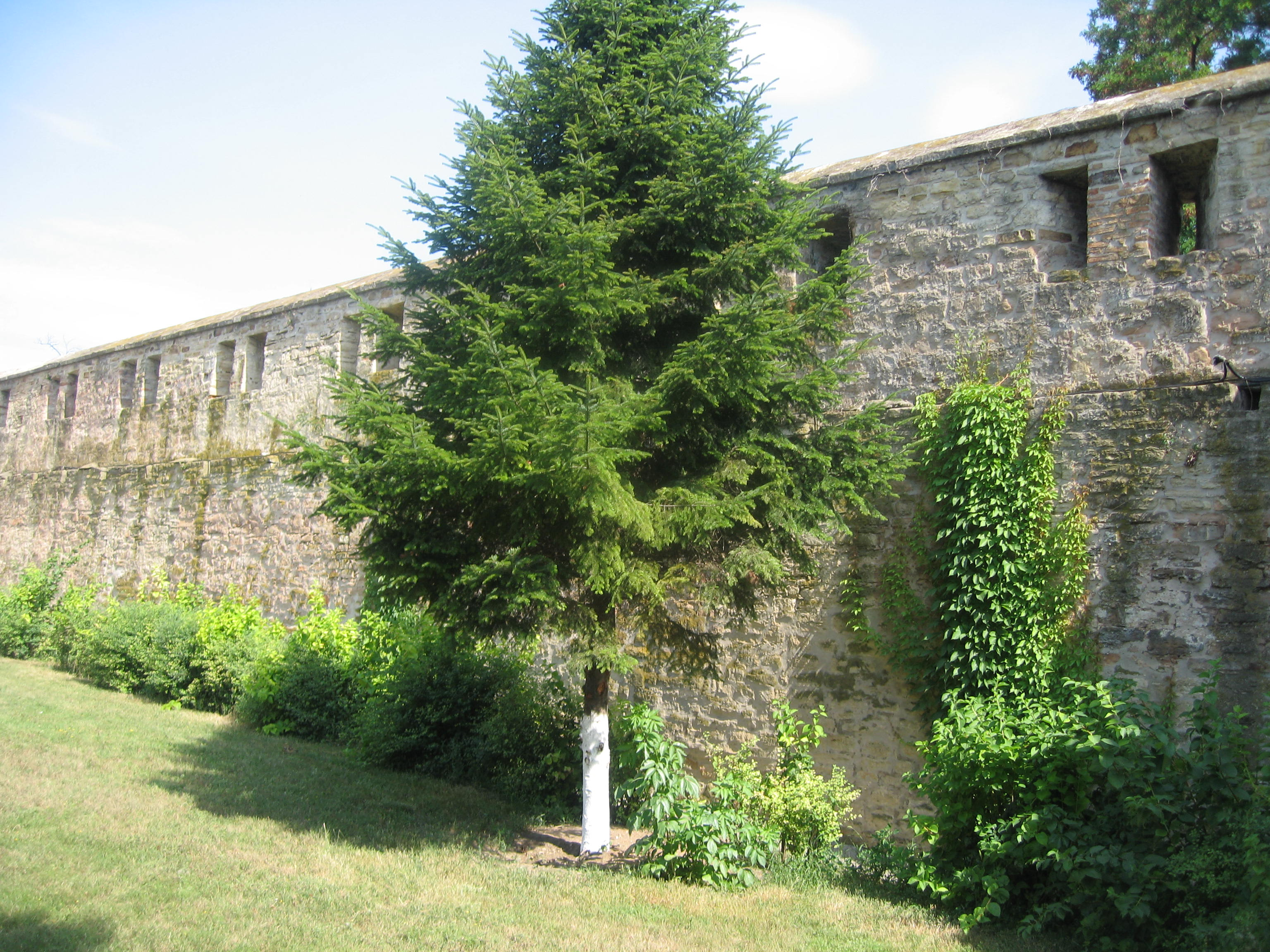
Partea nordică a zidului de incintă
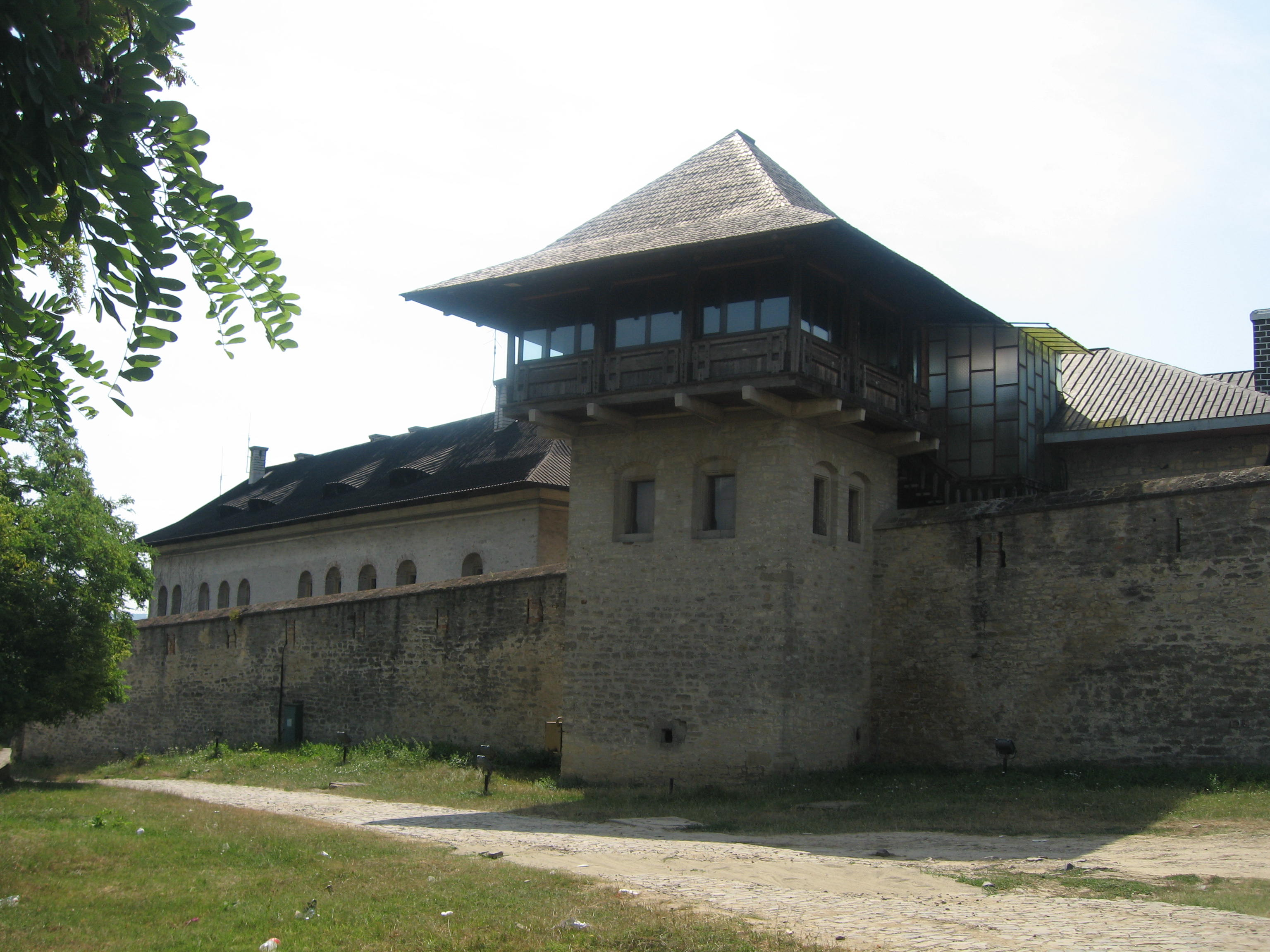
Zidul nordic și Turnul „Cina Pelerinului”
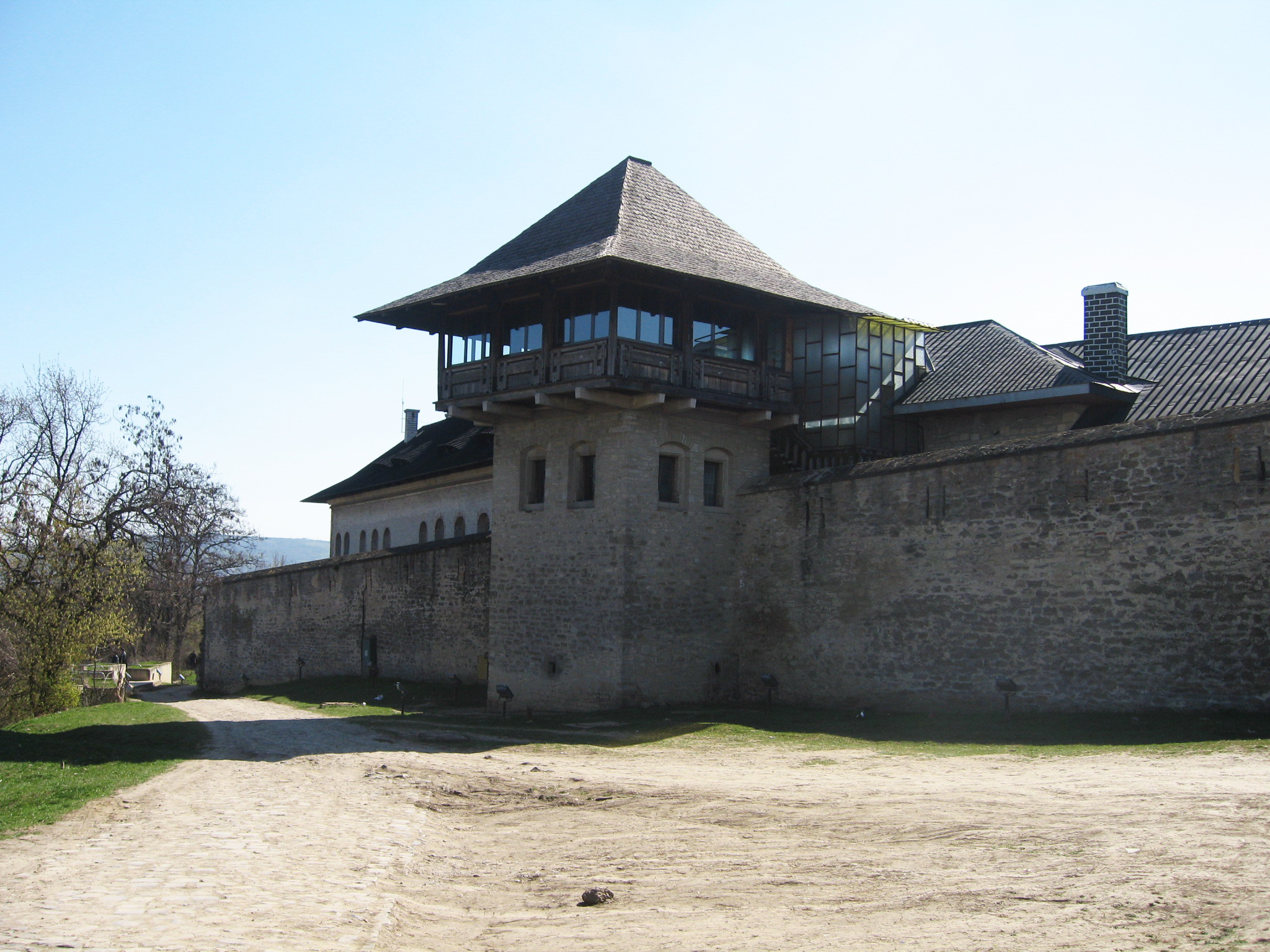
Zidul nordic și Turnul „Cina Pelerinului”
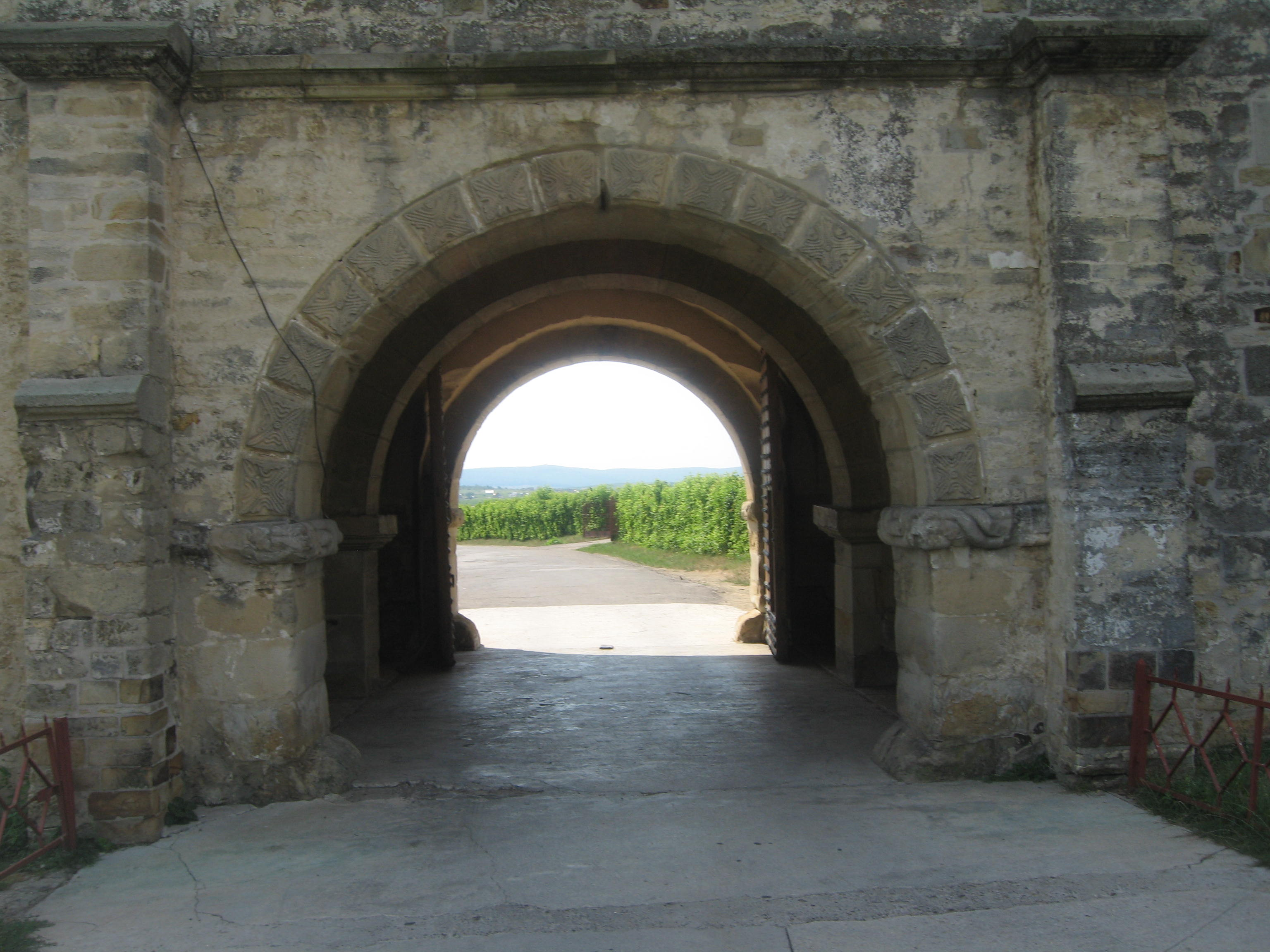
Intrarea boltită pe sub turnul clopotniță
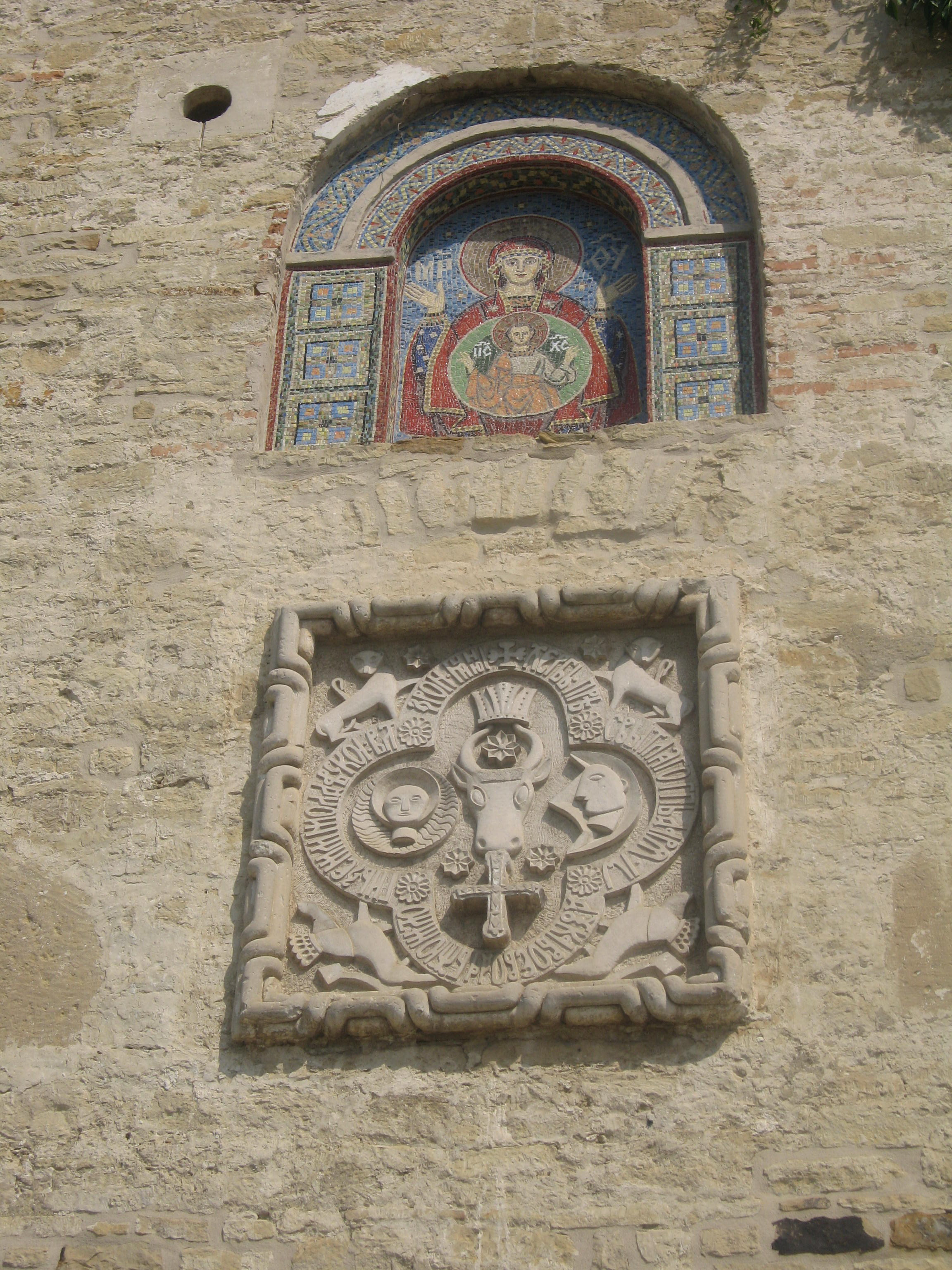
Stema Moldovei și mozaicul de pe zidul turnului clopotniță
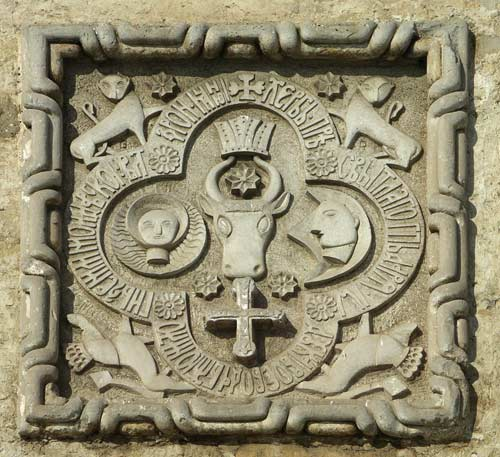
Stema Moldovei pe zidul turnului clopotniță
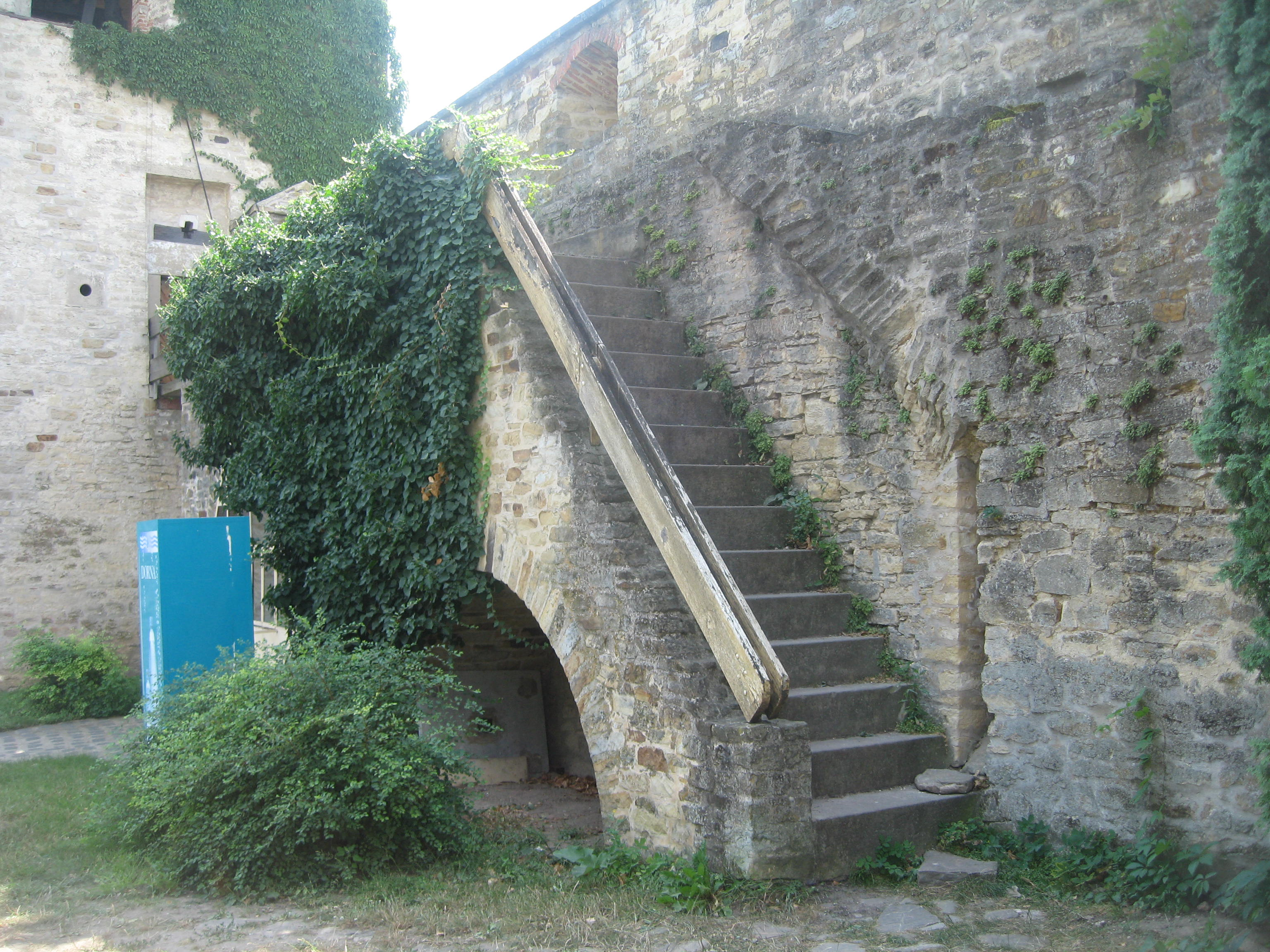
Scară de piatră care urcă la primul etaj al turnului clopotniță
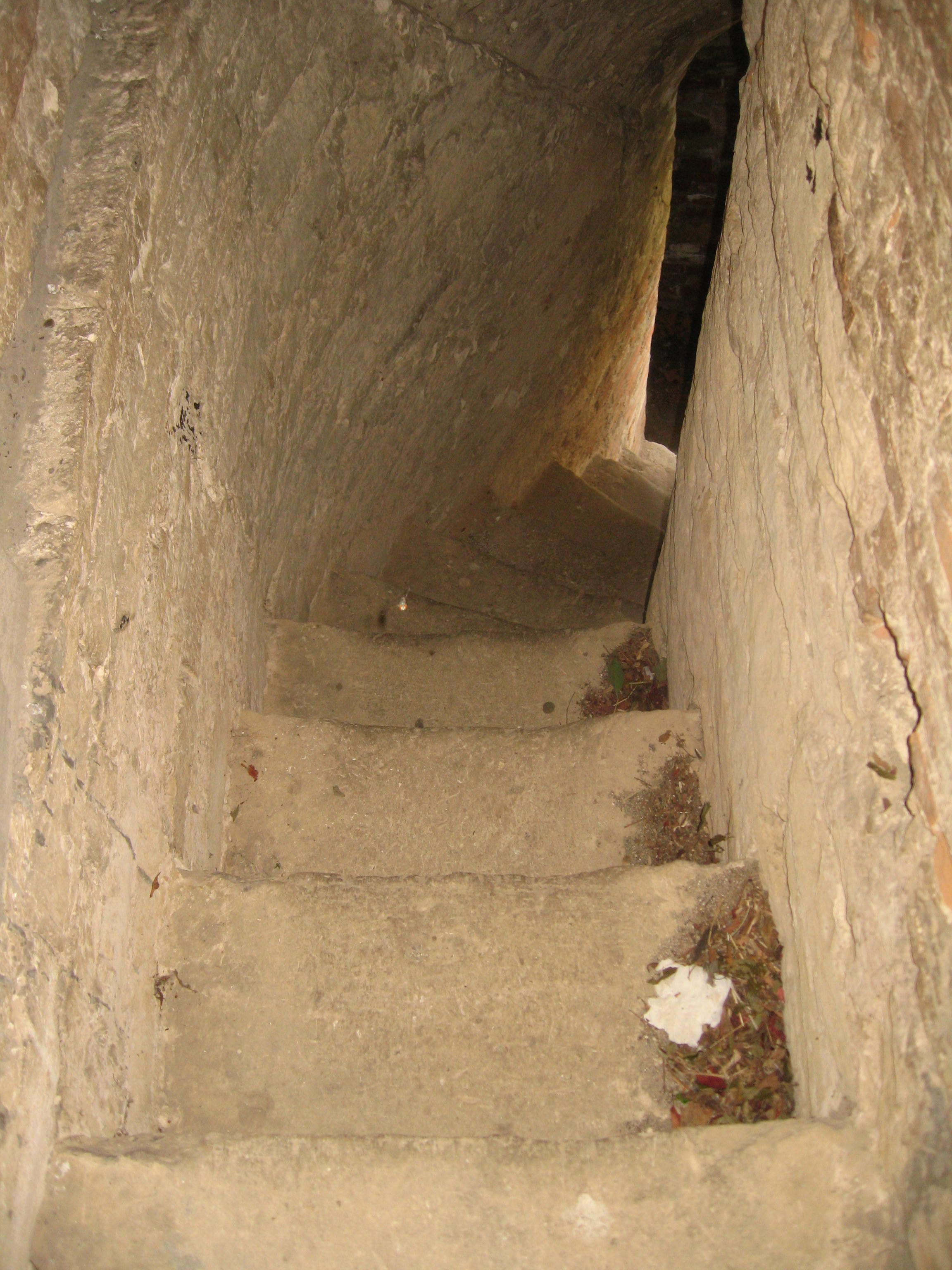
Scara îngustă care urcă la etajul al doilea al turnului clopotniță
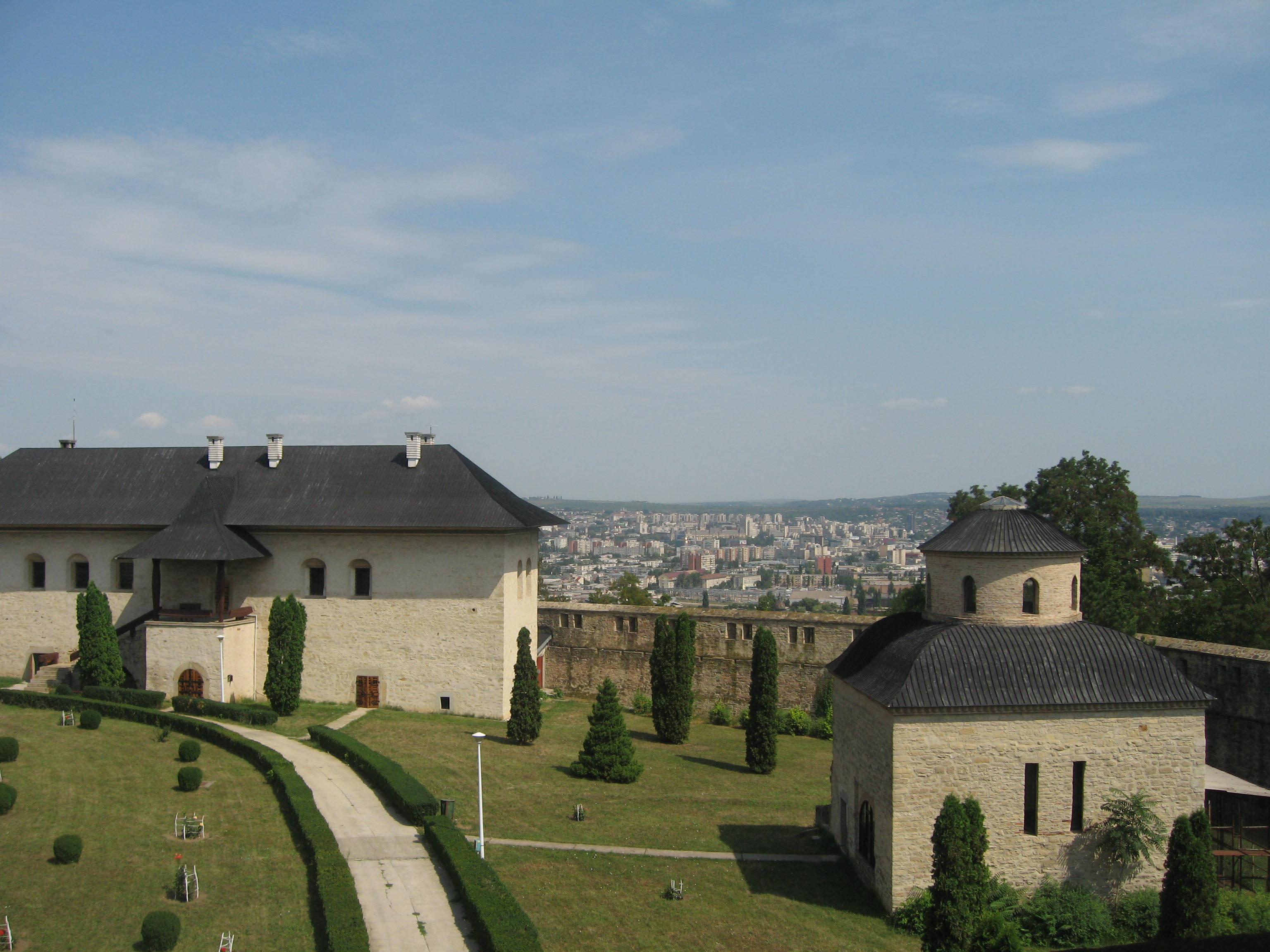
Orașul văzut din turnul clopotniță
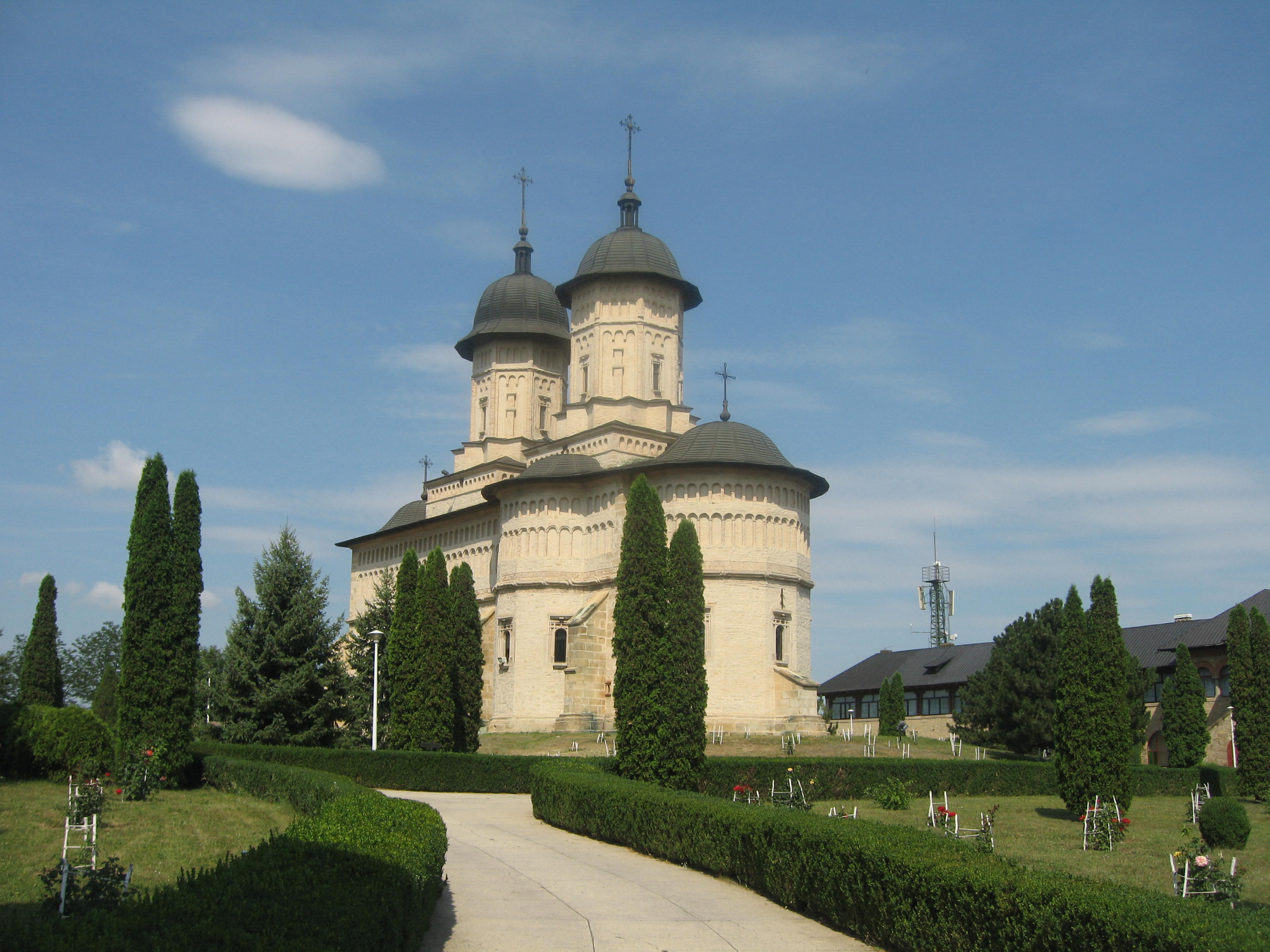
Biserica văzută de la intrarea în mănăstire
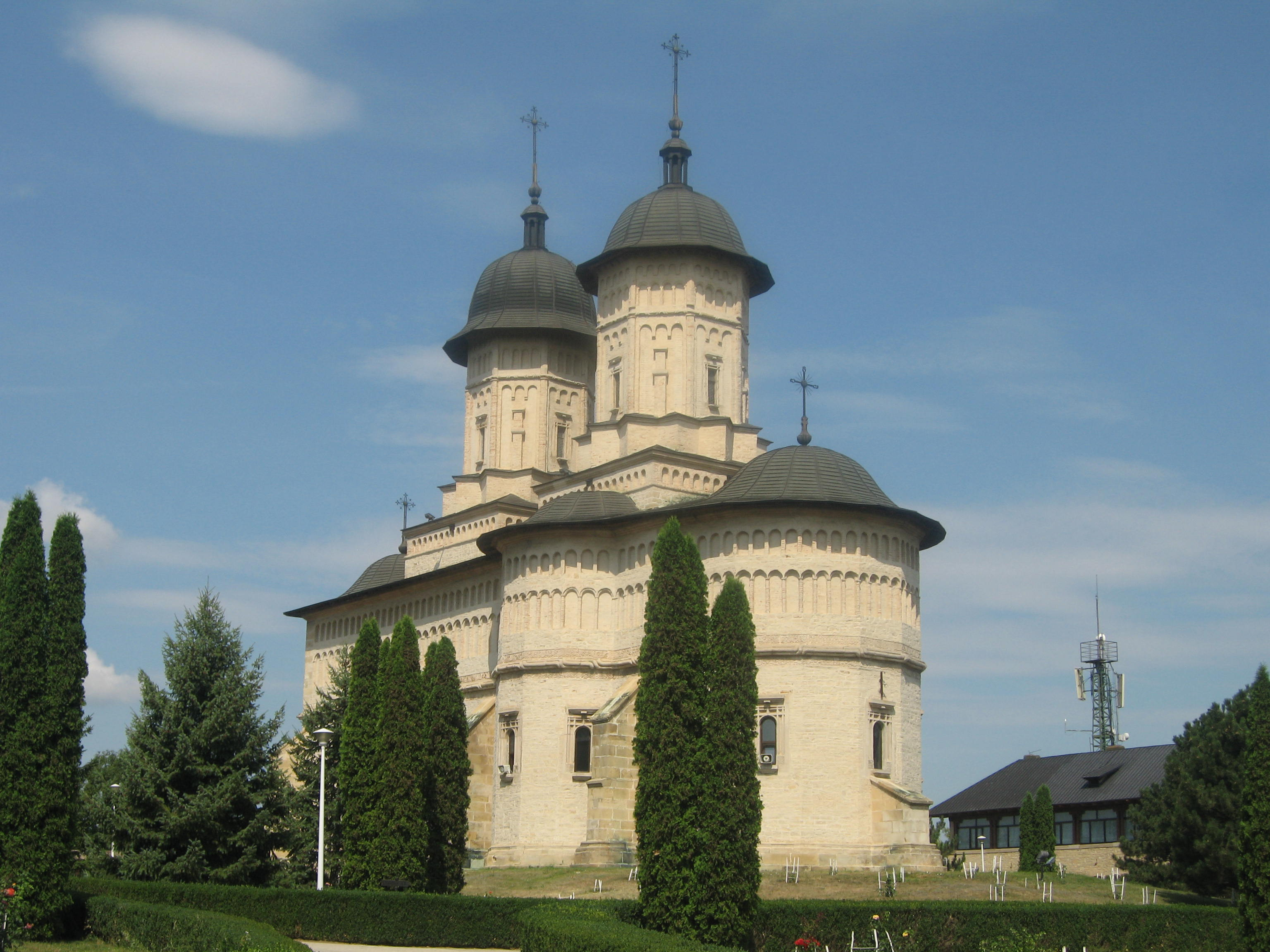
Biserica
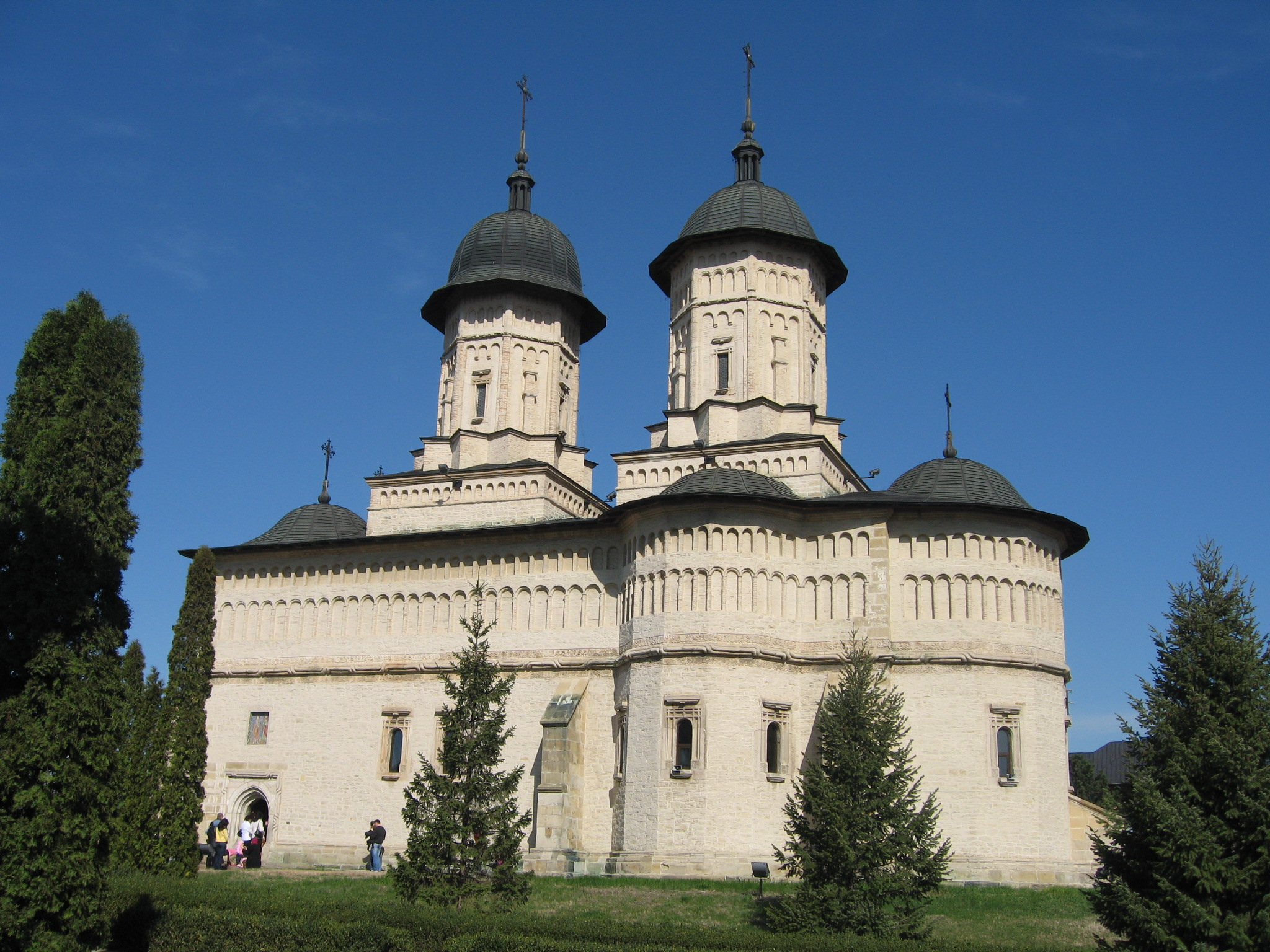
Biserica
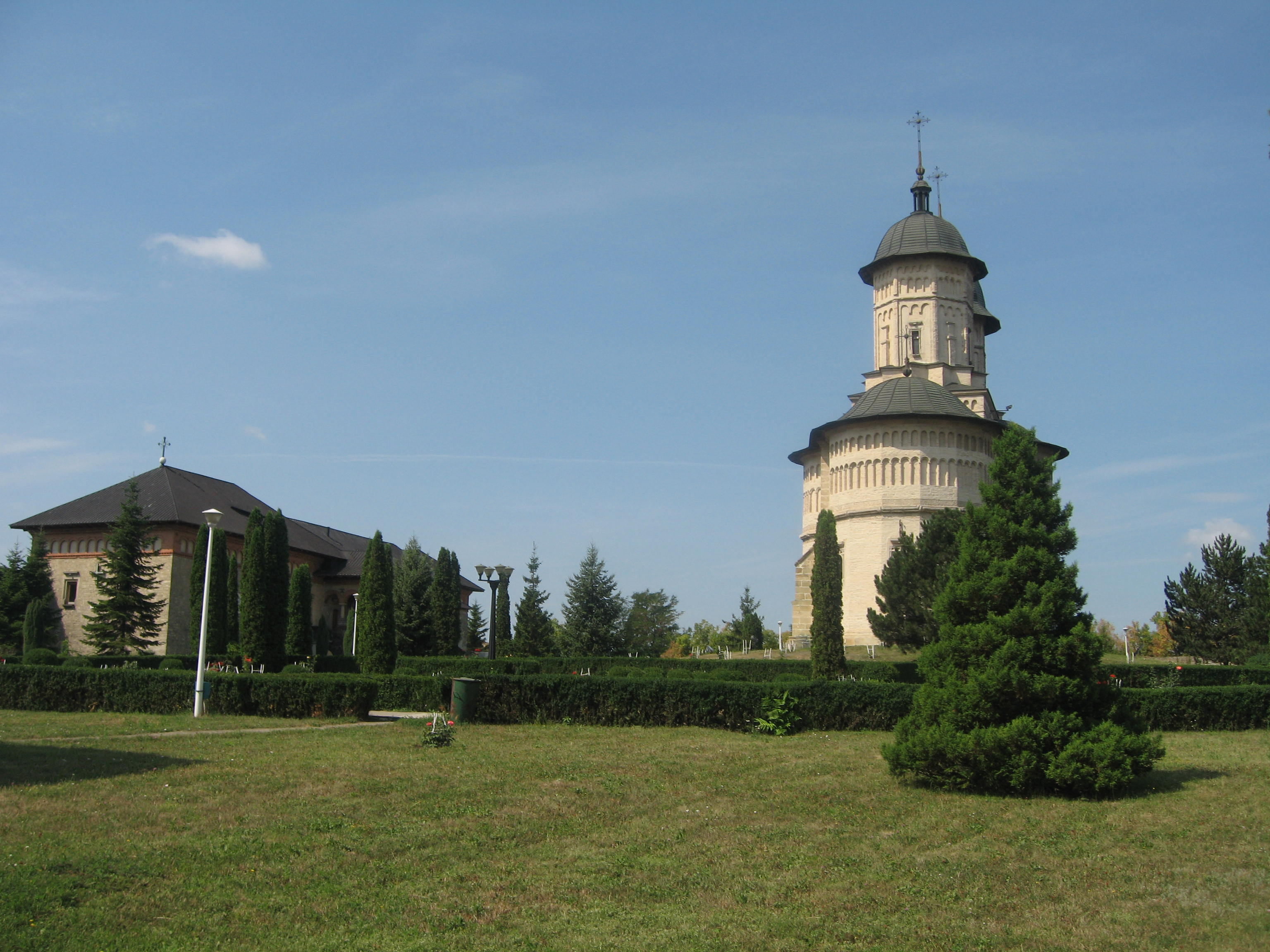
Biserica și clădirea egumeniei
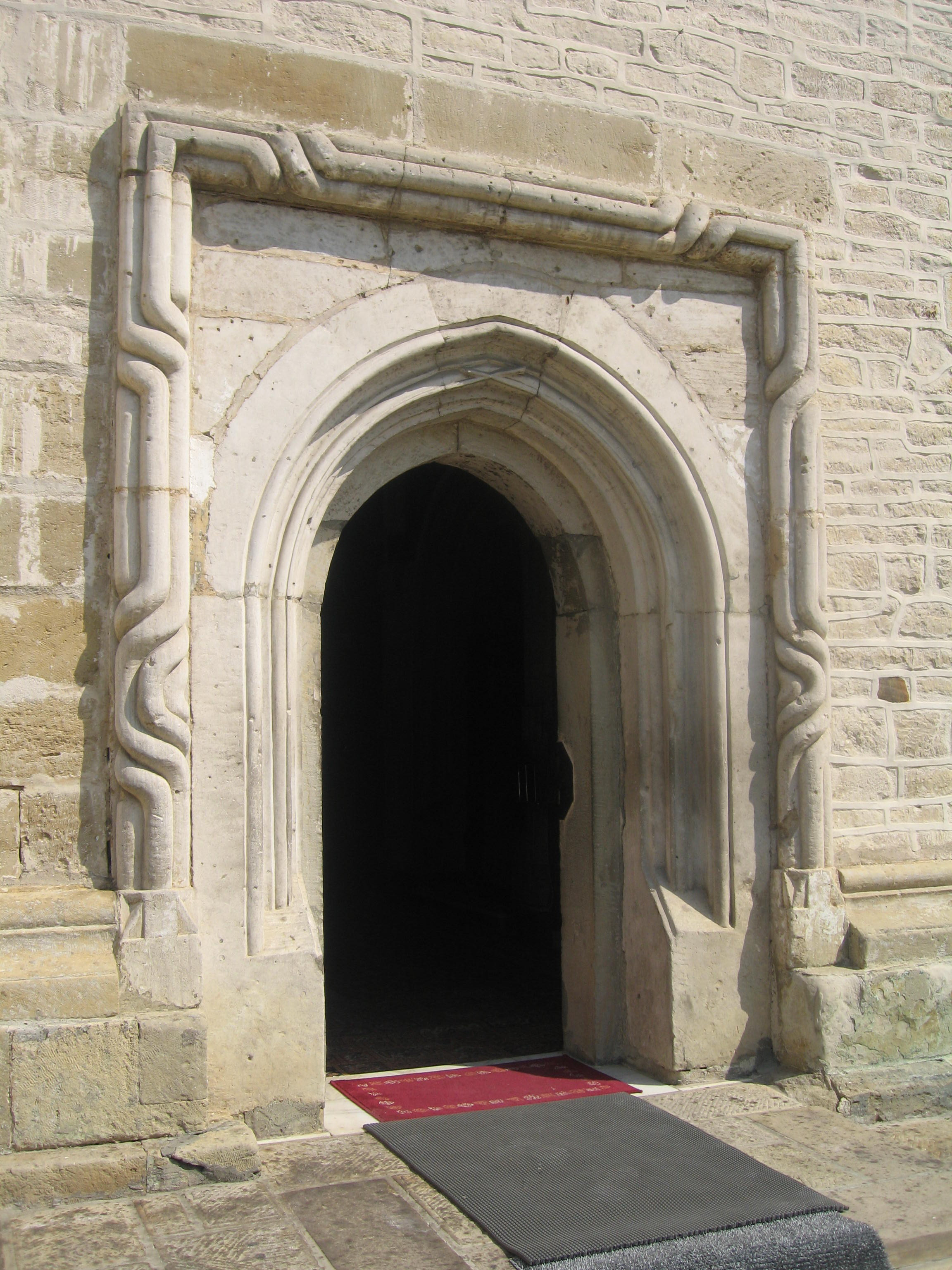
Intrarea de pe latura sudică în biserică
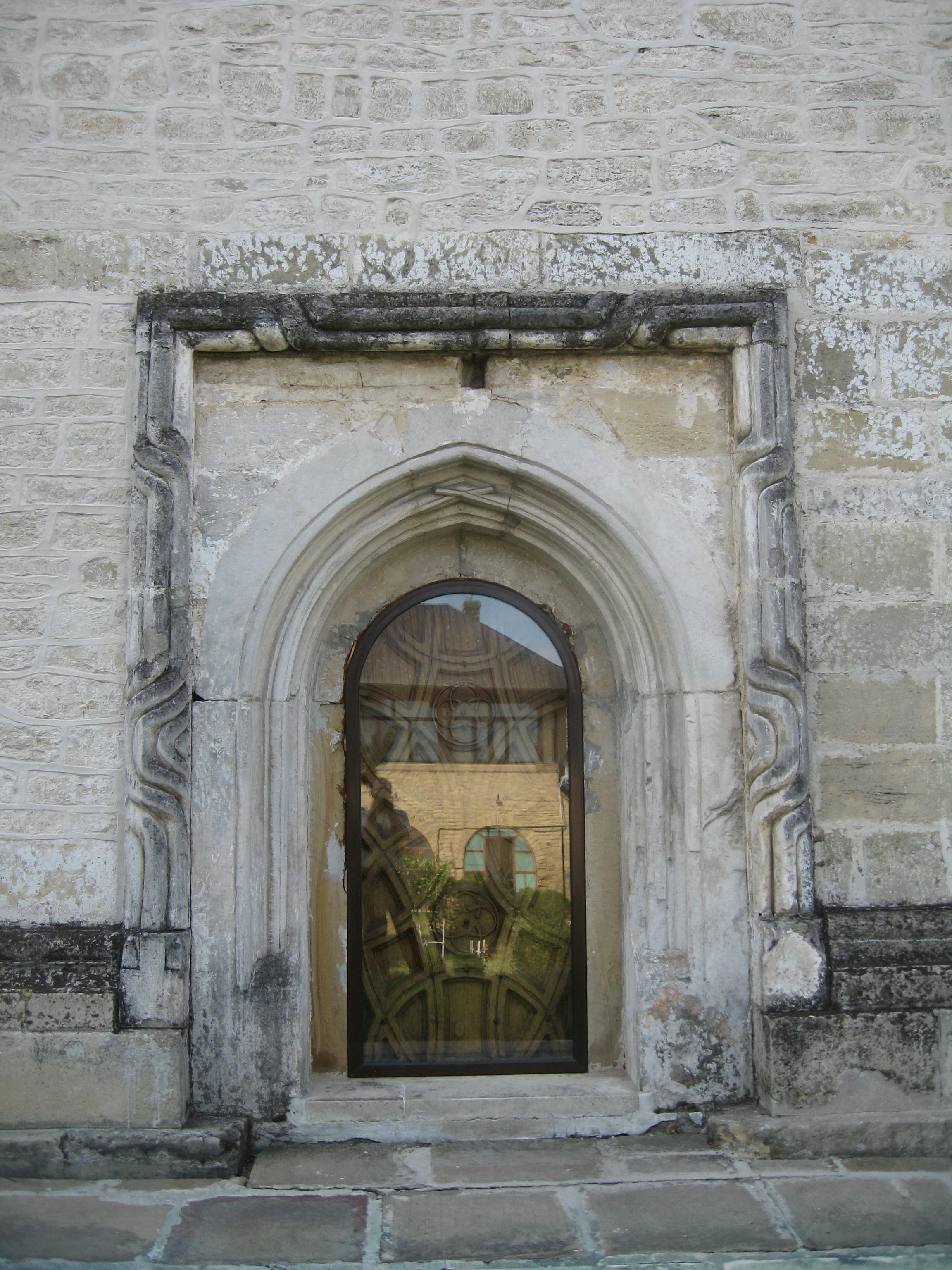
Intrarea de pe latura nordică în biserică, în prezent închisă
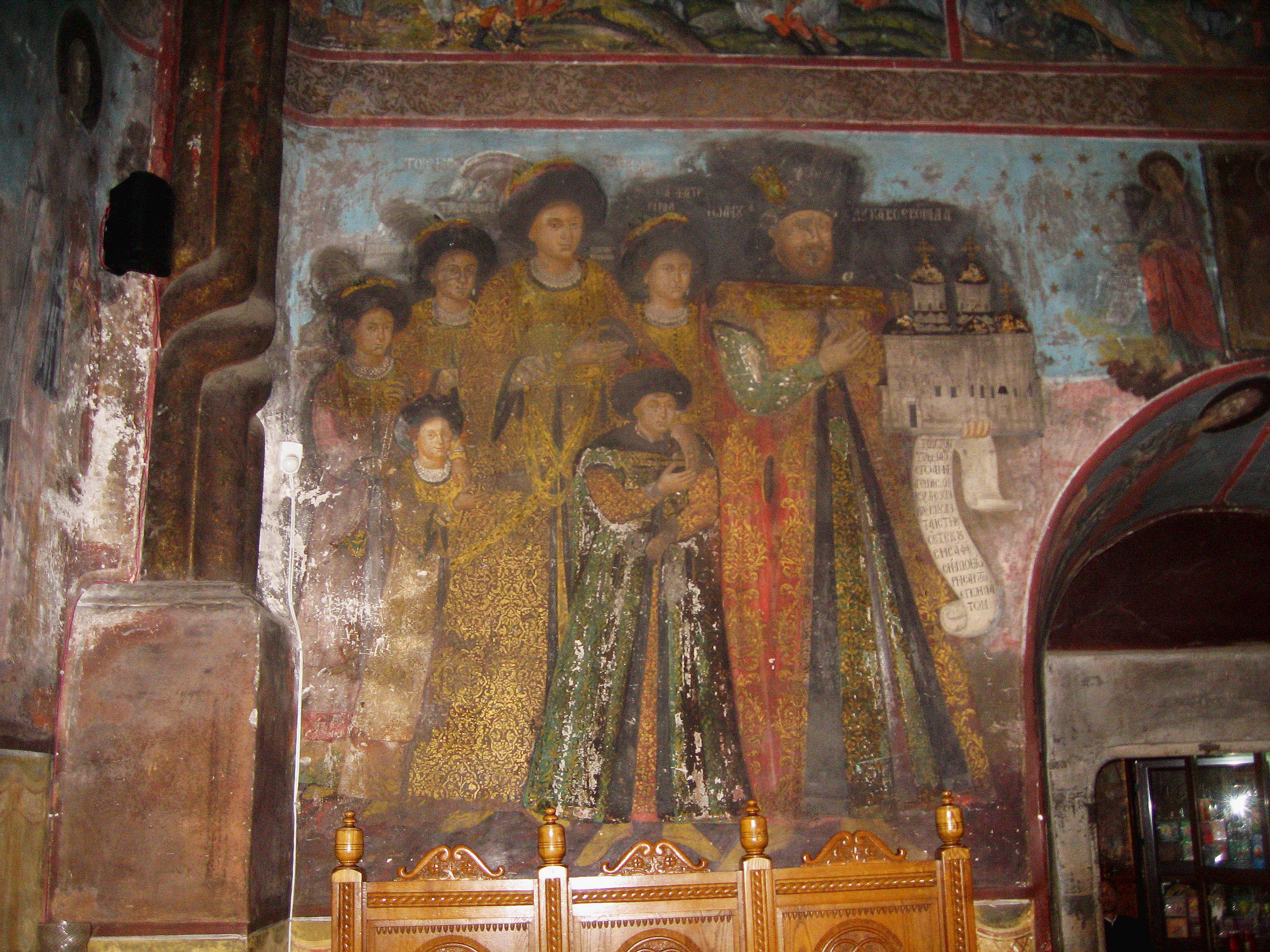
Tabloul votiv
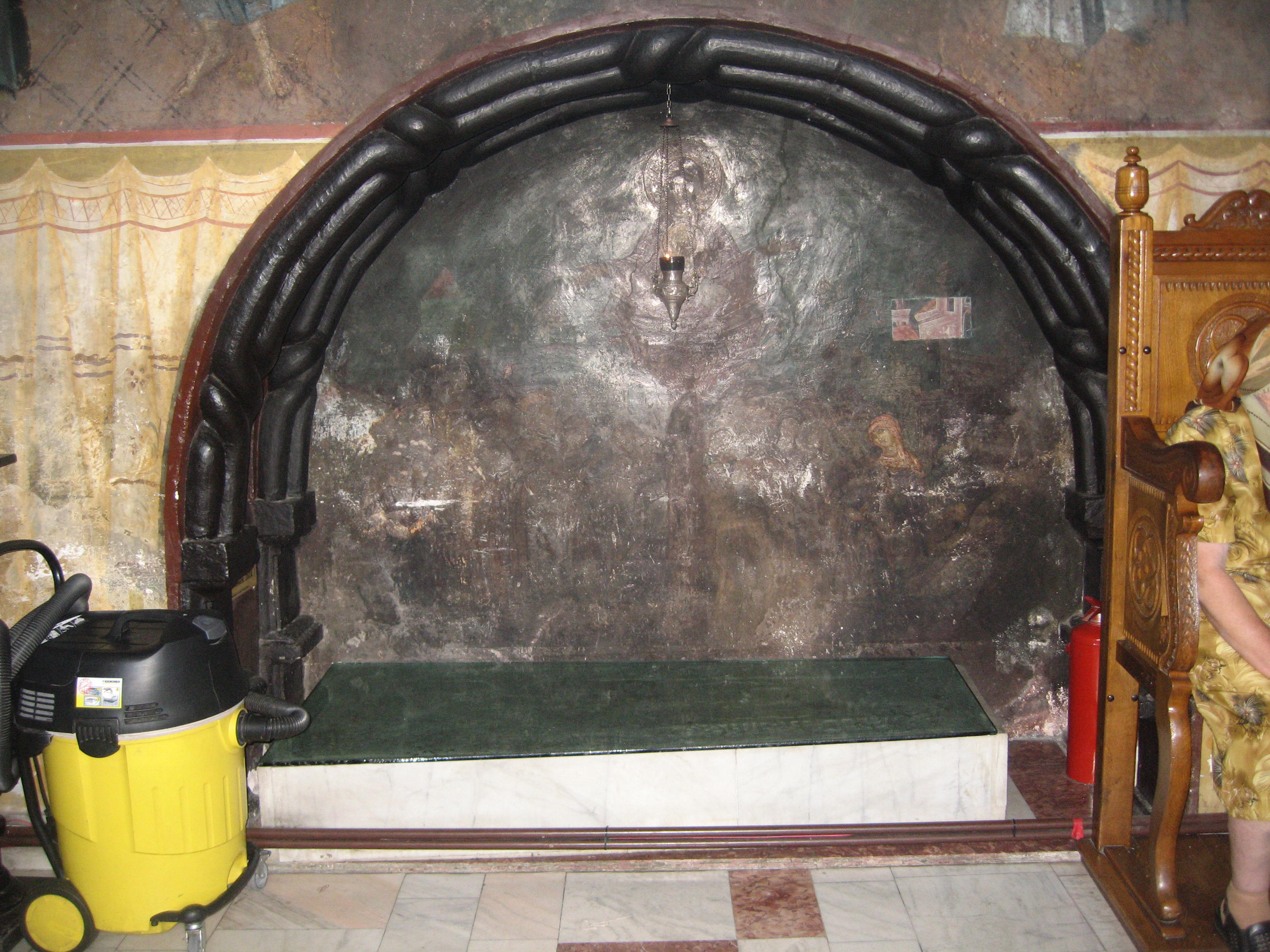
Nișa din partea nordică a pronaosului
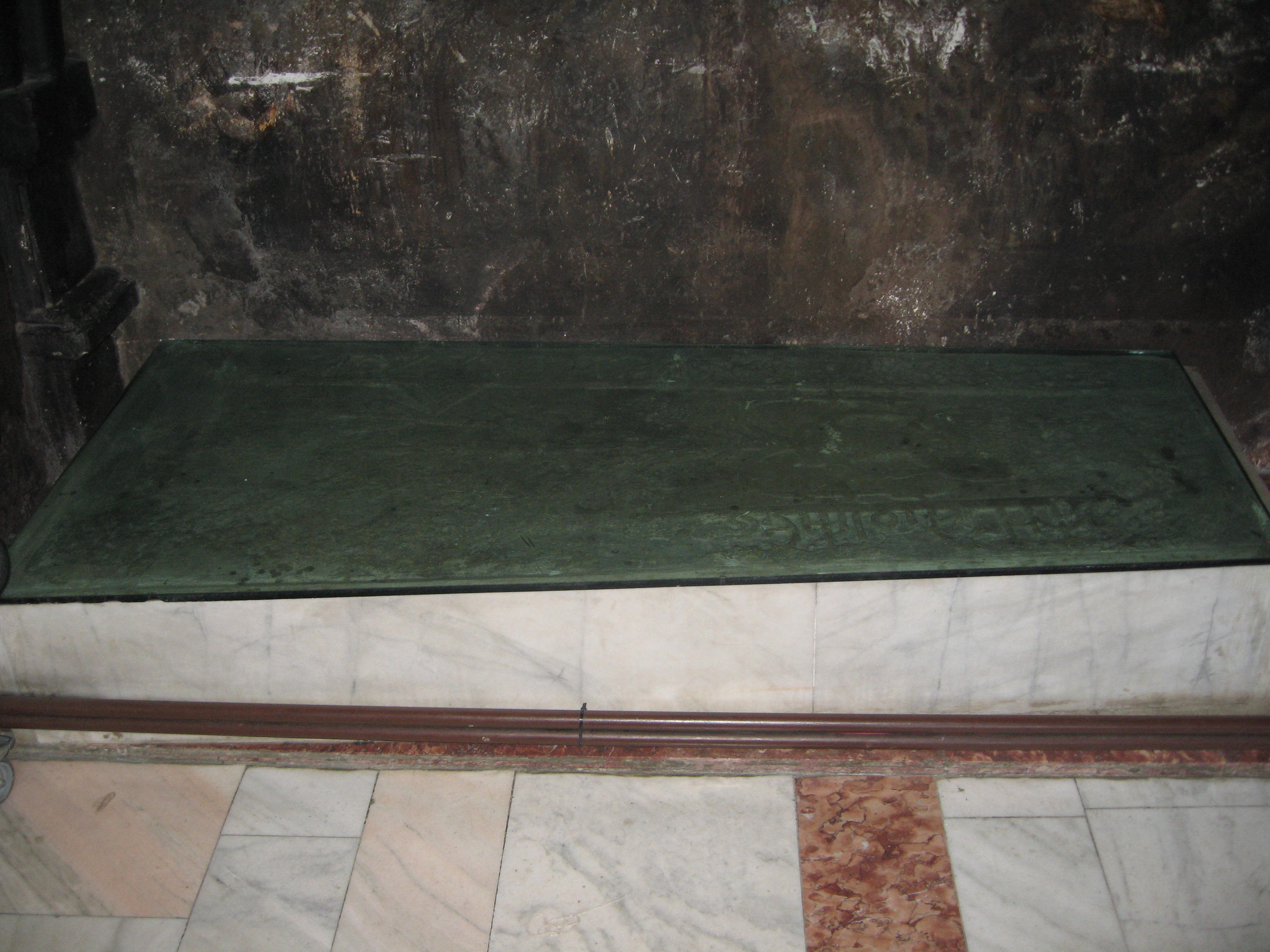
Lespedea de mormânt din nișa nordică a pronaosului
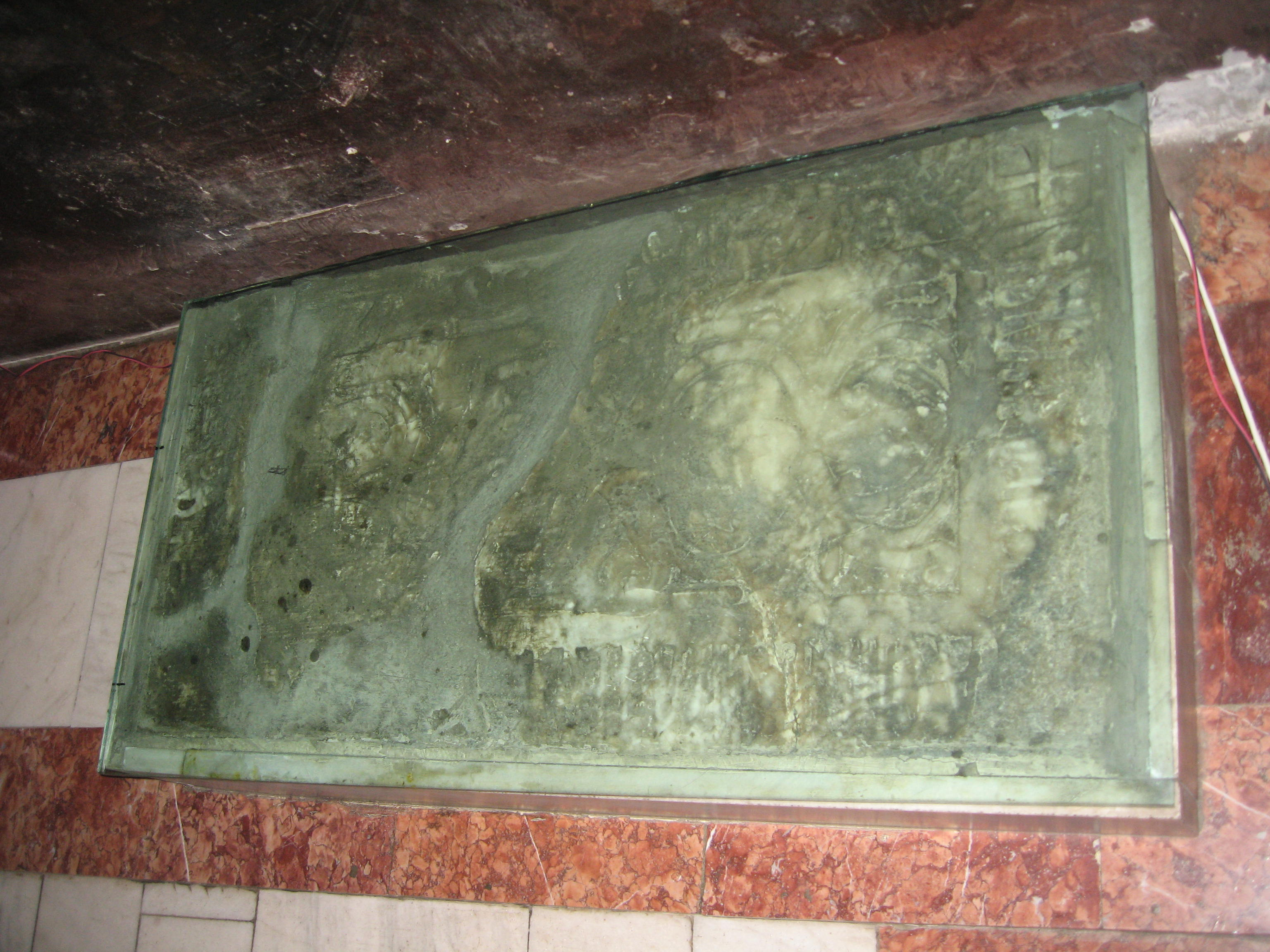
Lespedea de mormânt a fiicei domnitorului, Maria
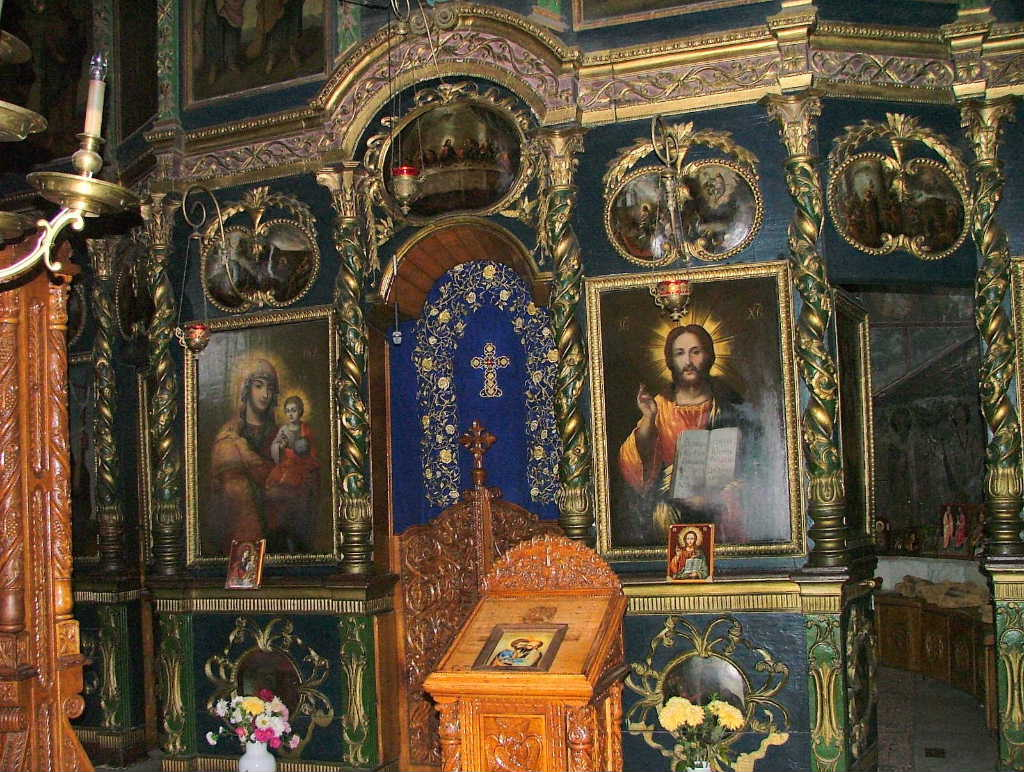
Catapeteasma
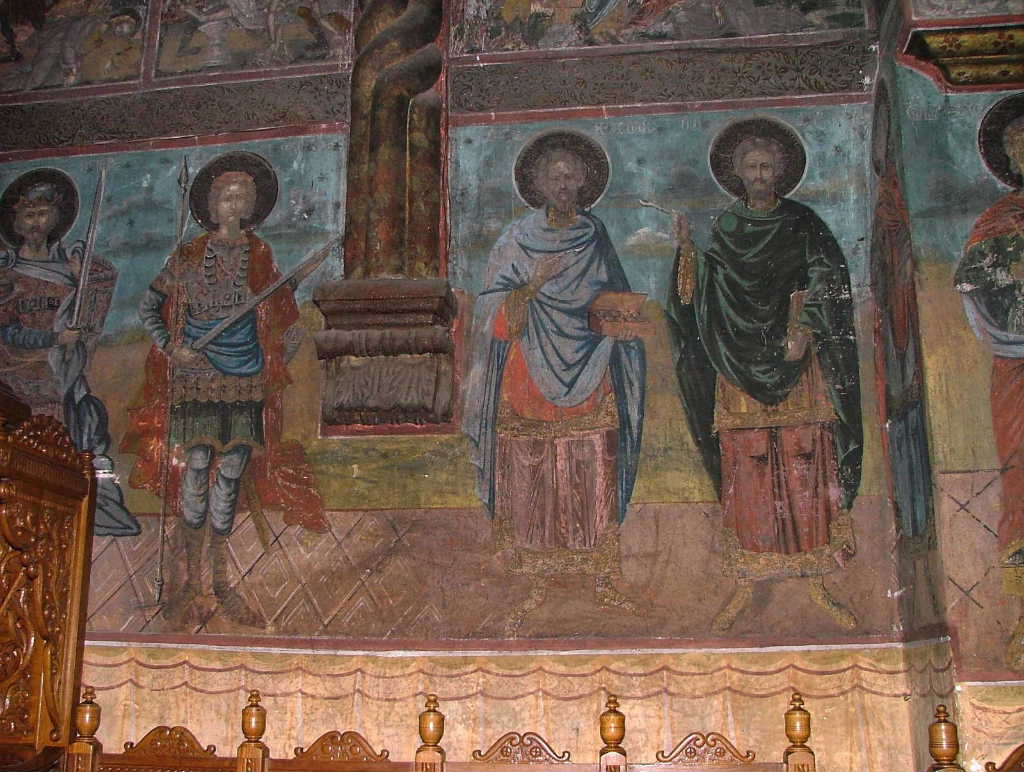
Frescă - Sfinți
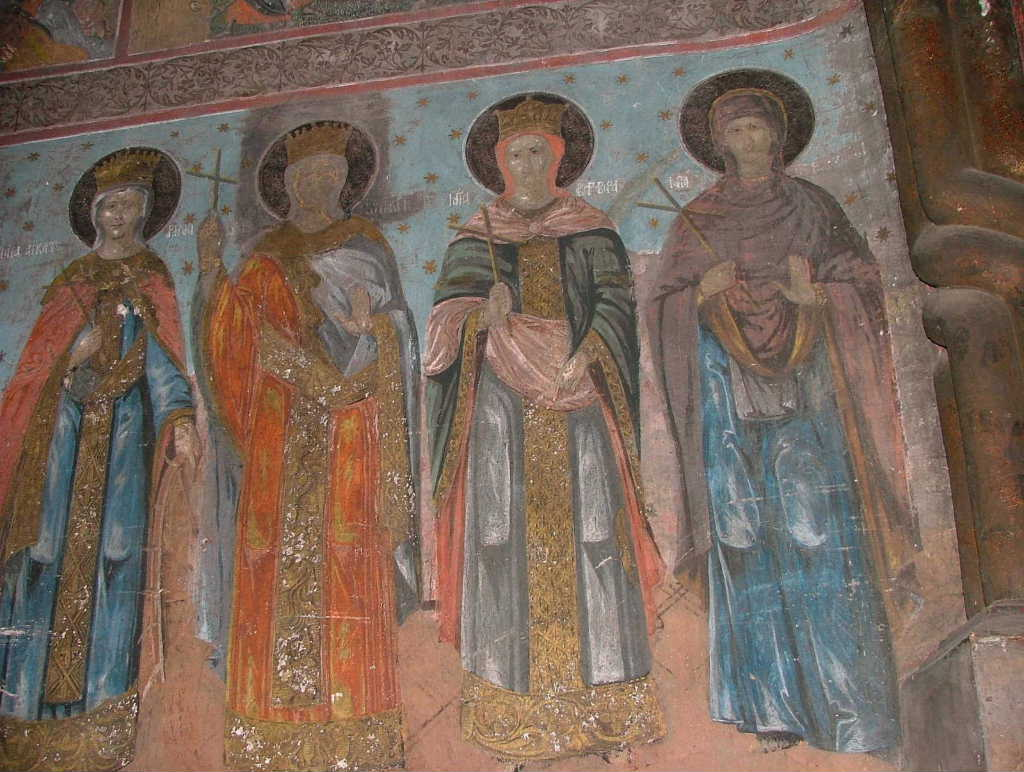
Frescă - Sfinți
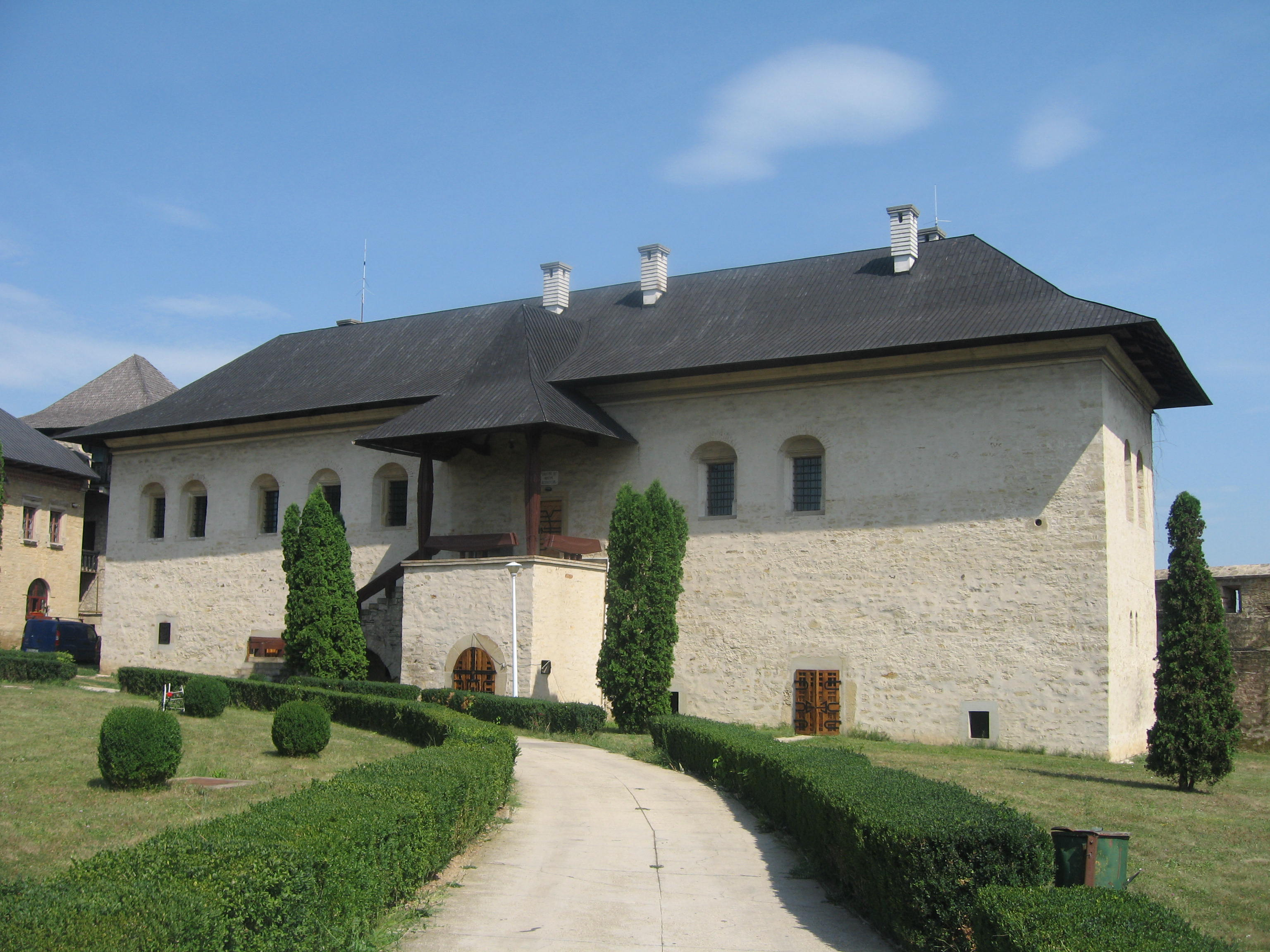
Casa Domnească
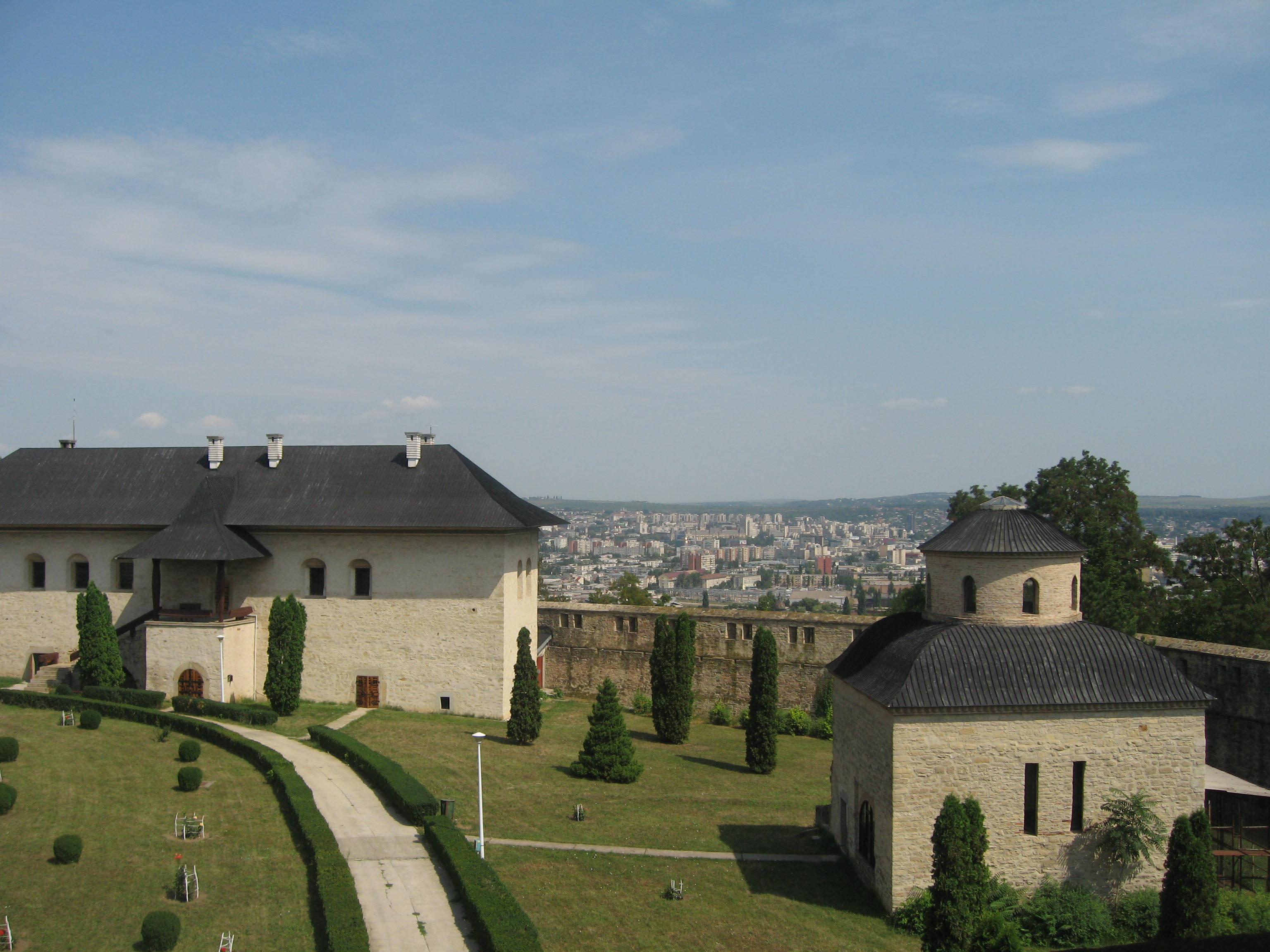
Cuhnea domnească
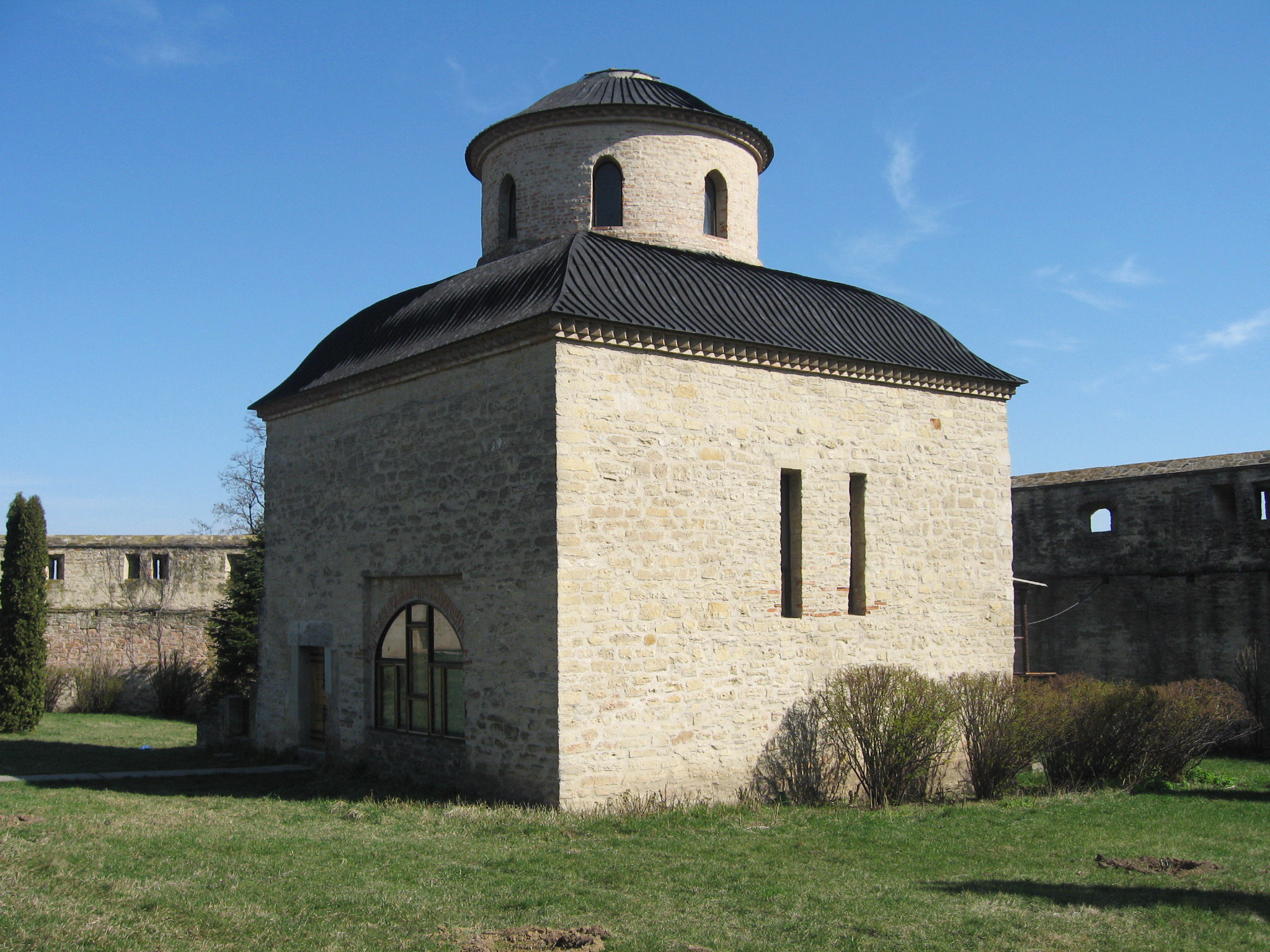
Cuhnea domnească
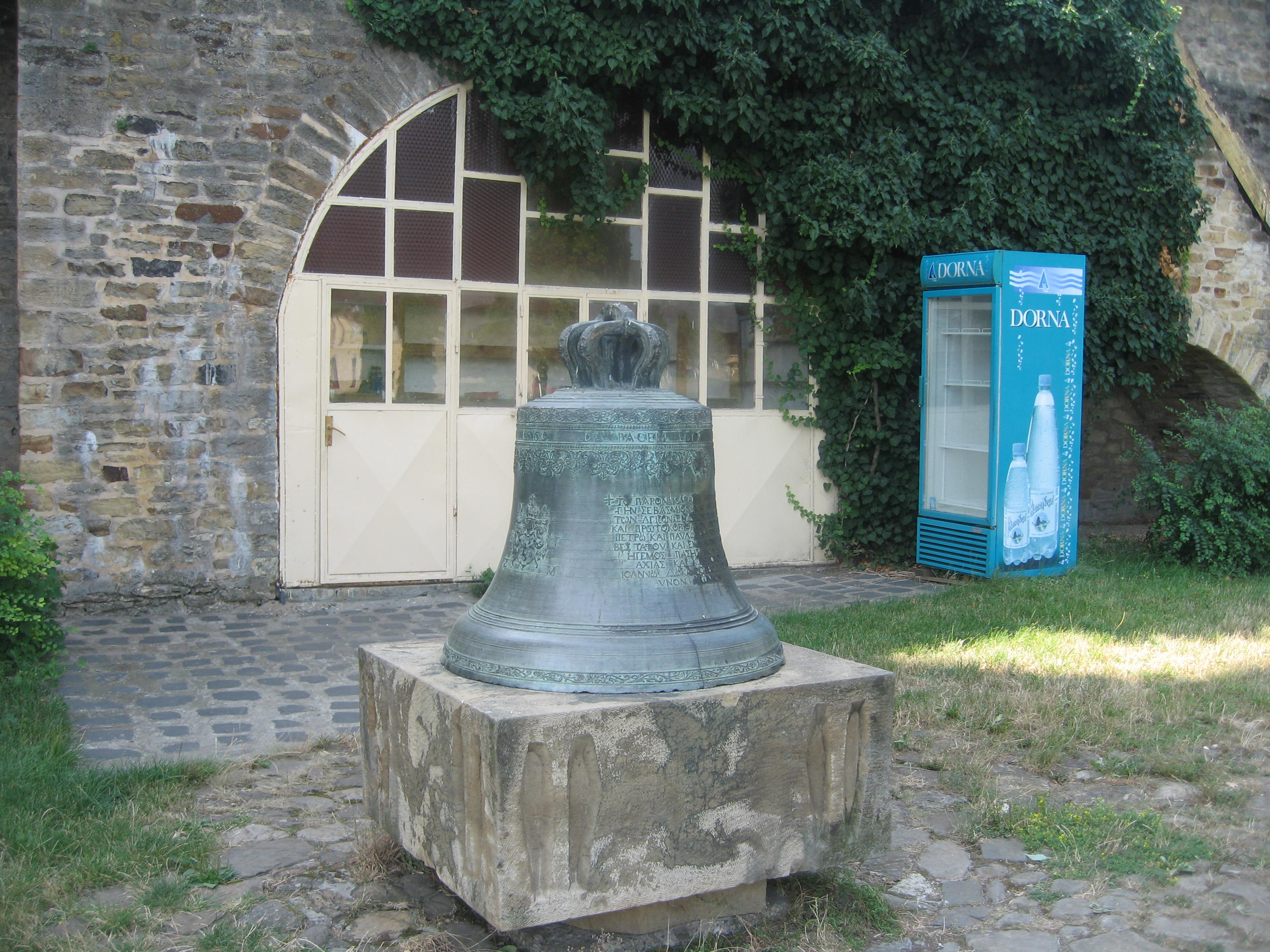
Clopot vechi, pe un postament de piatră
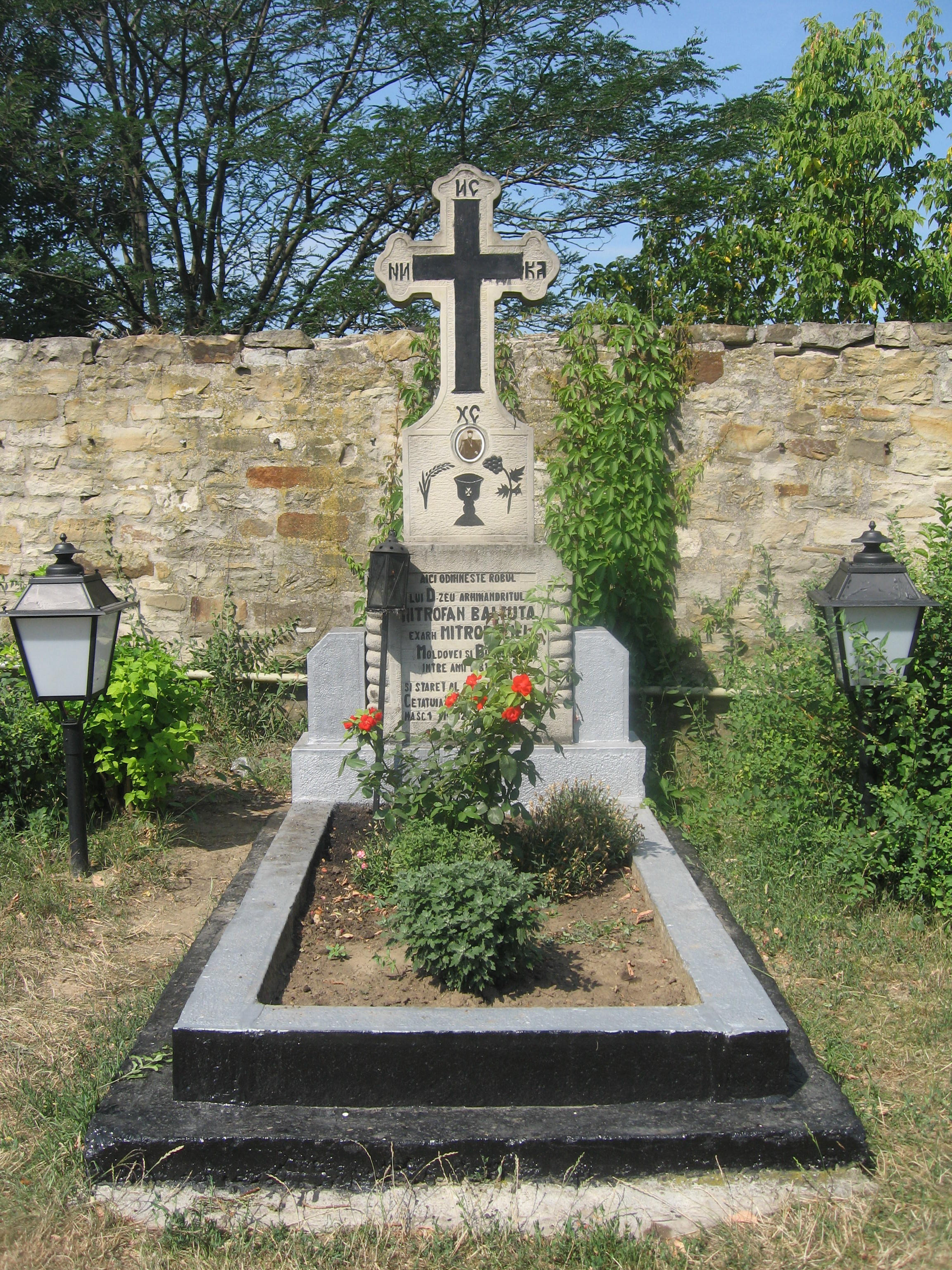
Mormântul arhimandritului Mitrofan Băltuță, aflat în incinta mănăstirii